# Hürth
Hürth ist eine mittlere kreisangehörige Stadt im Rhein-Erft-Kreis, Regierungsbezirk Köln, Nordrhein-Westfalen. Der Ort verdankt seine Entstehung der wirtschaftlichen und industriellen Entwicklung der Region durch die Erschließung der Braunkohlevorkommen im Rheinischen Braunkohlerevier zum Ende des 19. und Beginn des 20. Jahrhunderts, die 1930 den Zusammenschluss seiner Ortsteile zu einer Großgemeinde erforderlich machte. Das politische und auch gesellschaftliche Zentrum der Gemeinde liegt heute im größten Stadtteil Hermülheim, wo auch das neue Stadtzentrum Hürth-Mitte geschaffen wurde.
Ihre heutige Bedeutung als Standort für die chemische Industrie, Dienstleistungen und Massenmedien verdankt die Stadt einer gelungenen Restrukturierung und Wirtschaftsförderung nach Auslaufen des Kohleabbaus 1988.

## Geographie
Hürth grenzt südwestlich direkt an Köln und liegt am Nordost-Hang der Ville, eines Teils des Naturparks Rheinland. Das Stadtgebiet gliedert sich in drei Landschaftsräume:
- die fruchtbare Ebene der Kölner Bucht (überwiegend landwirtschaftlich genutzt und teilweise großflächig besiedelt)
- den Villehang, das Vorgebirge (teils dicht besiedelt, teils noch sehr landwirtschaftlich, vor allem durch Gemüseanbau geprägt, insbesondere bei Fischenich und Kendenich)
- die Ville (dünn besiedelt, meist mit Wald bedecktes rekultiviertes Gelände des ehemaligen Braunkohleabbaus)

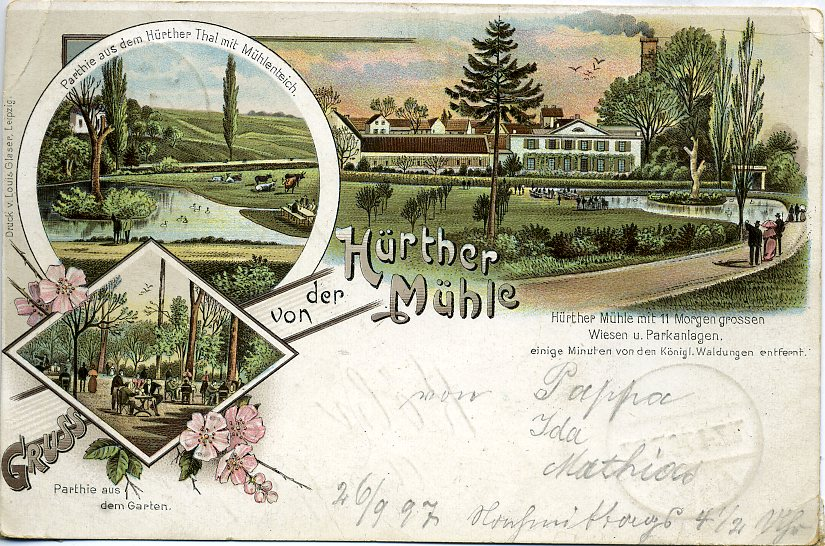
Restauration Hürther Thalmühle (1897) Oberlauf des Duffesbaches

Die höchste Erhebung in Hürth ist mit 155 Metern die Wilhelmshöhe, eine Abraumhalde in der Berrenrather Börde.

### Stadtbezirke und Beschreibung
Die zwölf Stadtteile werden in neun Stadtbezirke zusammengefasst.
- Alt-Hürth und Knapsack (7.228 und 147 Einwohner)[2]

Der größte Teil Knapsacks wurde aus Umweltgründen in den 1970er-Jahren umgesiedelt. Der namensgebende und ehemals zentrale Ortsteil der Stadt Hürth wurde 1979 in Alt-Hürth umbenannt.
- Berrenrath (3.098)[2]

Berrenrath wurde (bis auf eine Werkssiedlung) geschlossen bis 1959 in eine rekultivierte Braunkohlengrube umgesiedelt.
- Gleuel (6.386)

Der alte Burg-, Mühlen- und Kirchort ist stark durch den Ausbau mit Bergmannssiedlungen geprägt.
- Alstädten-Burbach (3.554)

Die beiden Orte sind mittlerweile politisch und räumlich zusammengewachsen und werden als Einheit gesehen.
- Stotzheim und Sielsdorf (1.812 und 411)

Stotzheim und Sielsdorf sind außer dem fast gänzlich umgesiedelten Knapsack die kleinsten Orte der Stadt. Stotzheim wird auch Stiefmütterchendorf genannt.
- Efferen (13.098)

Der Ort grenzt, durch den Kölner Grüngürtel getrennt, an Köln. 1975 bestanden Pläne, den nach Köln orientierten Ort dorthin einzugemeinden. Beachtenswert ist das Studentendorf Efferen der Universität zu Köln und das Medienviertel, errichtet auf dem Gelände einer Ziegelei beziehungsweise einer Industriebrache.
- Fischenich (5.356)

hat große Höfe am unteren Villehang und viele kleine ehemalige Bauern- und Bergarbeiterkotten den Hang hinauf.
- Kendenich (2.954)

gleicht Fischenich. Die Burg Kendenich ist eines der Wahrzeichen der Stadt.
- Hermülheim und Kalscheuren (16.216 und 1.031)

Hermülheim war mit dem ehemaligen Rathaus an der Luxemburger Straße das politische Zentrum der Gemeinde. Mit Hürth-Mitte, das zu Hermülheim gehört, wurde ein neues Stadtzentrum geschaffen. Kalscheuren sollte als Wohngebiet ausgebaut werden, ist jedoch heute vorwiegend als Industrie-, Gewerbe- und Medienstandort ausgewiesen. Die aus der August Wegelin AG hervorgegangene Schwätz, das Degussa-Rußwerk, gehört zu Köln-Rodenkirchen.

### Fließgewässer
Folgende Bäche fließen in Hürth:
- Der Duffesbach, der bei Knapsack entspringt und über Alt-Hürth und Hermülheim meist kanalisiert, begleitet vom Römerkanal-Wanderweg, durch Efferen und den Kölner Grüngürtel nach Köln fließt und dort in den Rhein mündet. Gespeist wird er heute unter anderem durch geklärte Abwässer der Knapsacker Werke. In Teilbereichen bei Knapsack, (Alt-)Hürth und zwischen dem Hermülheimer Burgpark und Efferen sowie im Grüngürtel verläuft er oberirdisch. In früheren Zeiten versickerte der Bach zwischen Efferen und Höningen im Bereich der heutigen Kiesgruben. Um die Wassernutzung gab es regelmäßig Streit zwischen den Anliegergemeinden. Bekannt ist vor allem der „Hürther Krieg“ 1560 zwischen der Stadt Köln und dem Hürther Burgherren, der eine Kölner Verhandlungsdelegation kurzerhand einsperren ließ. Daraufhin stellten die Kölner einen etwa 1000 Mann starken Trupp auf, vor dem der Hürther Burgherr kampflos kapitulierte.

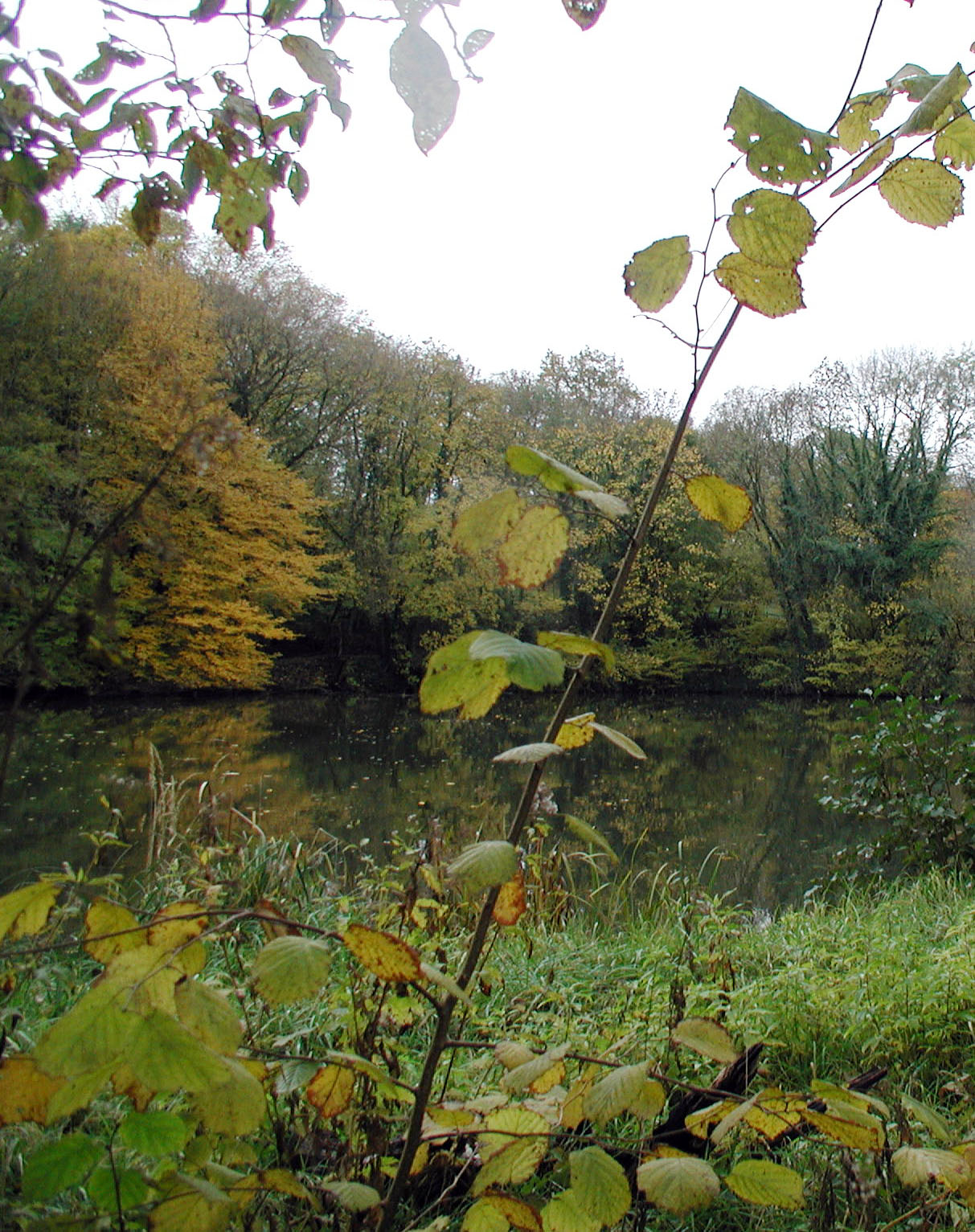
Teichgewässer des Weiler Baches, Ortsrand Fischenich
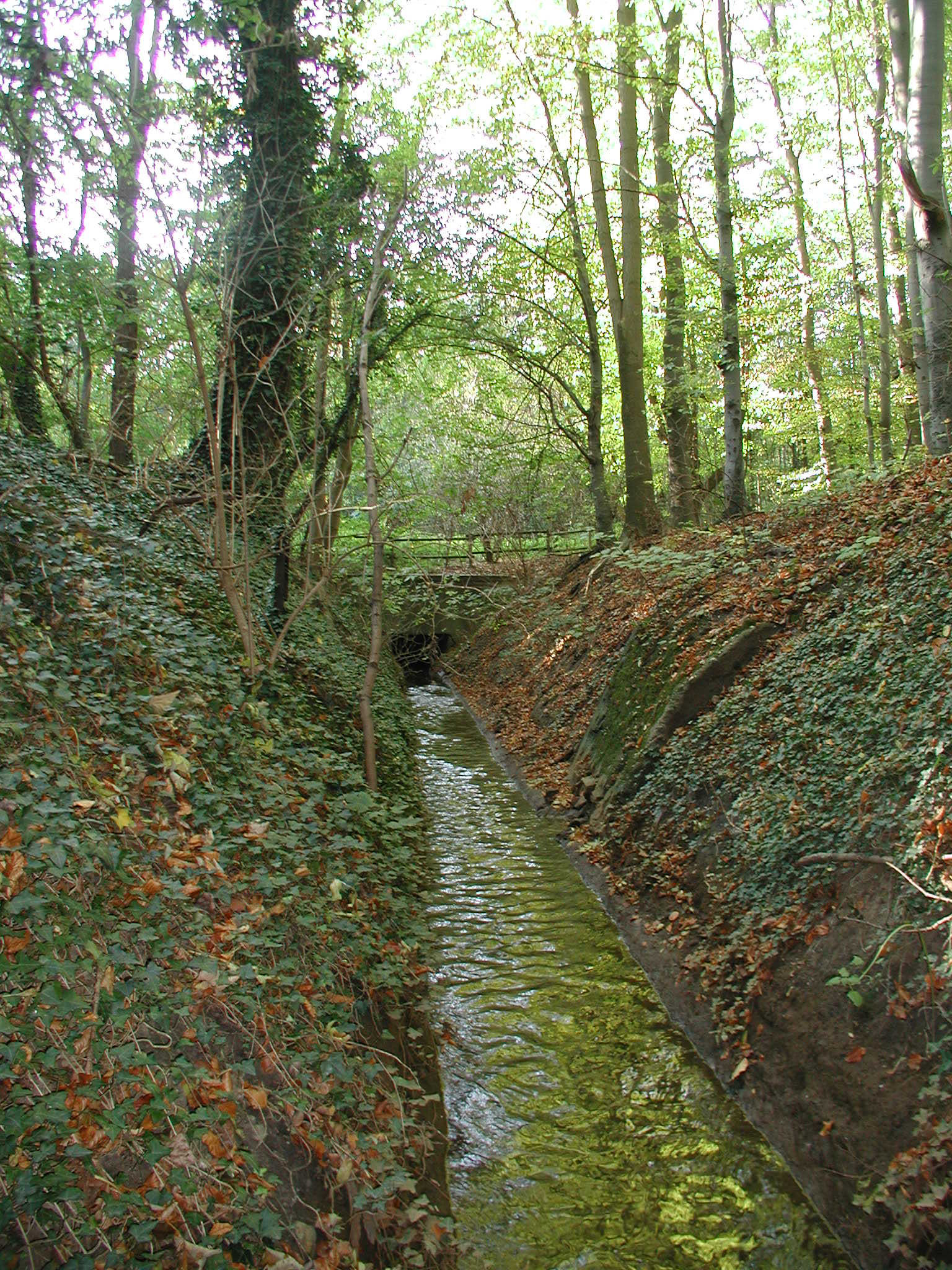
Duffesbach, Ortsausgang an der Grenze zu Köln
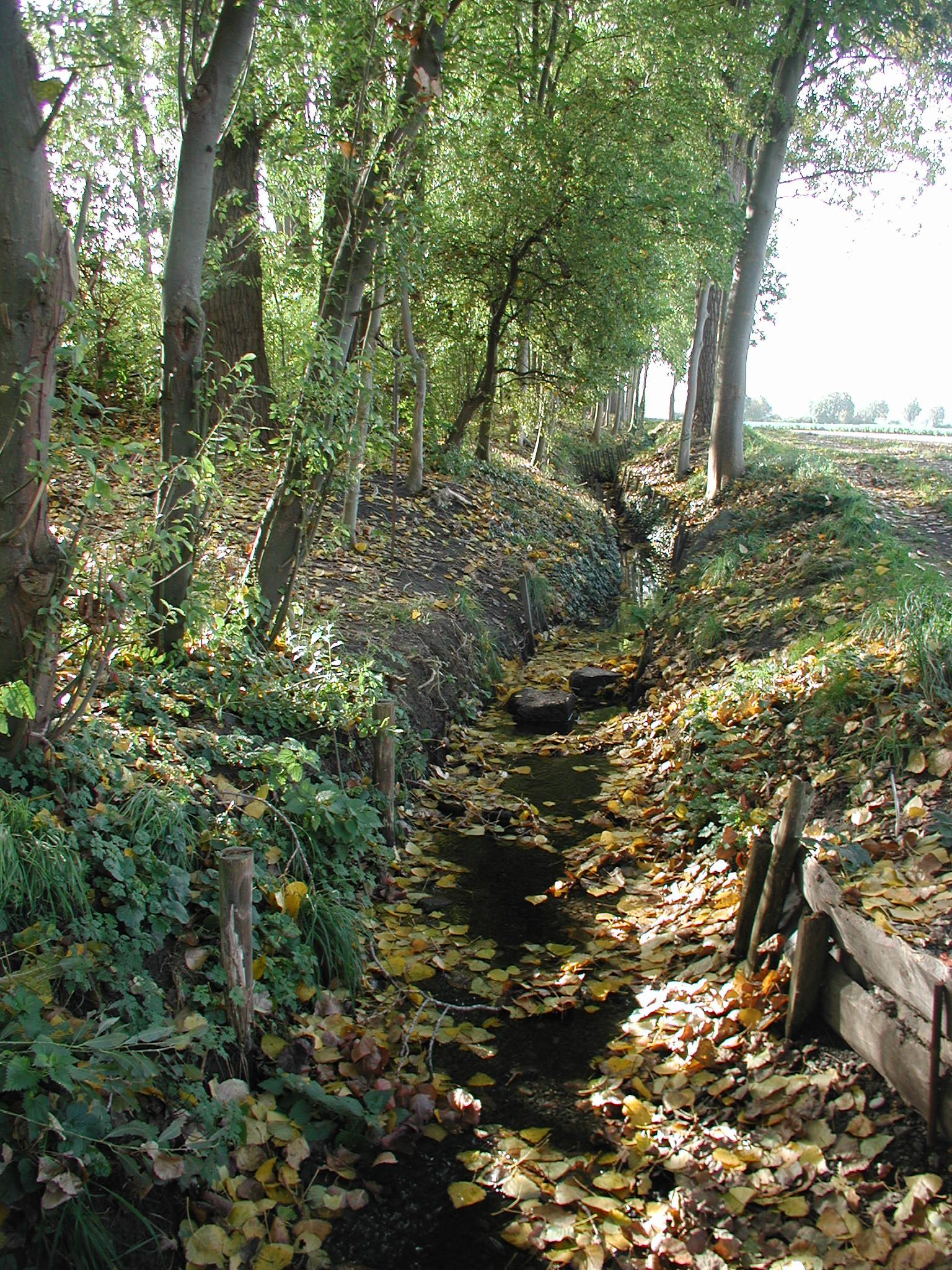
Gleueler Bach bei Sielsdorf
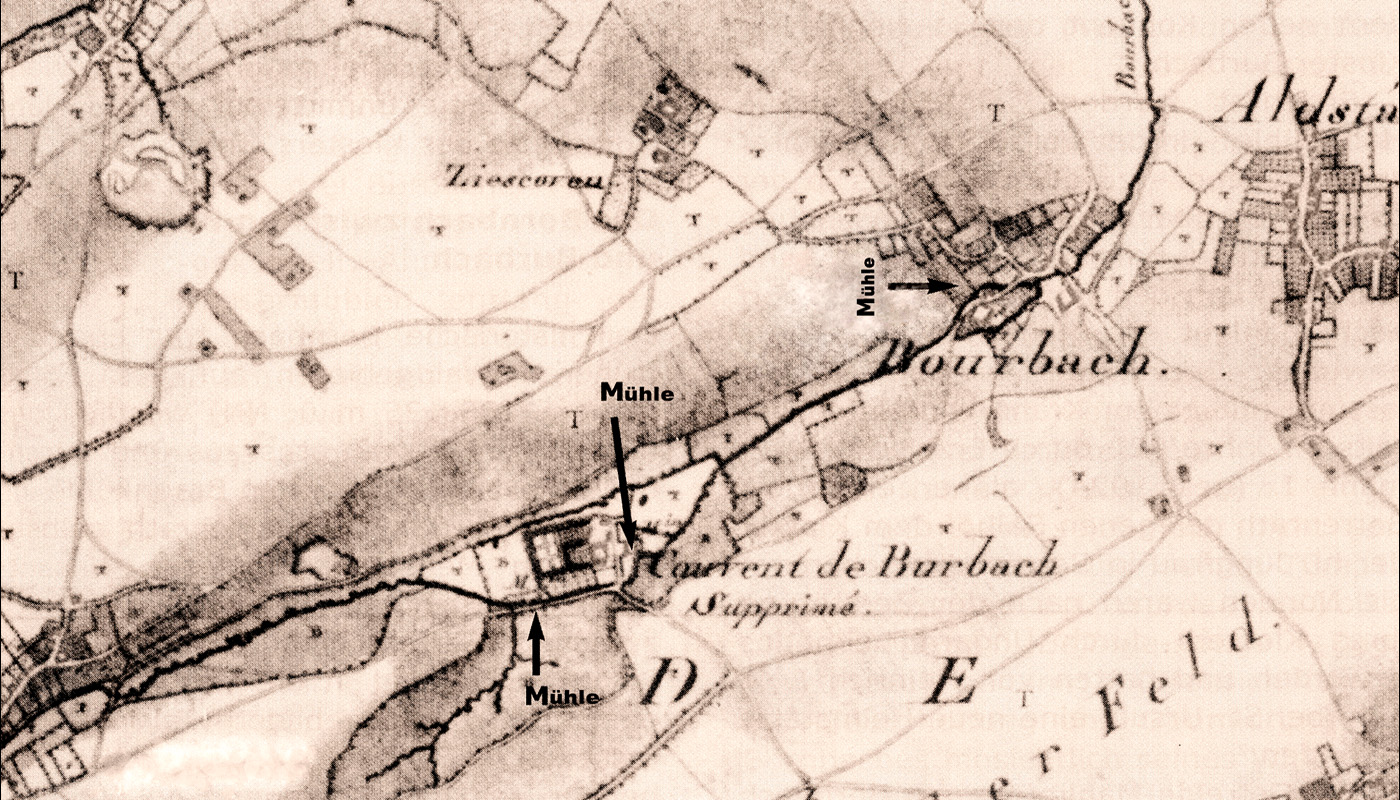
Topographische Aufnahme der Rheinlande, Tranchot / Müffling, Anfang 19. Jahrhundert, Verlauf des Burbaches

- Der Burbach (oder Bornbach), der heute beim Kloster Burbach entspringt (früher bei Berrenrath), durch Burbach in Richtung Stotzheim fließt (ab dort dann Stotzheimer Bach heißt), um unterhalb von Efferen in den Duffesbach zu münden. Innerhalb Alstädten-Burbachs kennzeichnet sein Verlauf die Grenze zwischen Alstädten und Burbach. Bis Stotzheim fließt er renaturiert offen.
- Der Gleueler Bach, der bei Berrenrath entspringt (früher an den Sieben Sprüngen) und durch Gleuel und Sielsdorf bis zum südlichen Randkanal fließt. Er verläuft weitgehend oberirdisch und renaturiert. Früher lief der Gleueler Bach bis Kriel, wo er in einen Teich floss und dabei langsam in den Untergrund versickerte.
- Der Weiler Bach, der vom Weiler Hof an Fischenich vorbei in Richtung Meschenich fließt.
- Der Kendenicher Bach und die Flurflosse, die zwischen Fischenich und Kendenich den Villehang herunterlaufen, führen heute nicht immer Wasser.

Alle Bäche versickerten früher bei normaler Wasserführung im Schotter der Mittelterrasse des Rheins. Da die Wasserführung durch die stark wasserhaltige Braunkohle im Quellgebiet und das Gefälle des Villehanges zumindest gelegentlich zum Betrieb von Mühlen ausreichte, waren 16 Mühlen im Raum Hürth an den drei erstgenannten Bächen angelegt.
Die Römer fassten für die Wasserversorgung der späteren Stadt Köln den Duffesbach, Burbach und Gleueler Bach sowie einige Quellsprünge aus Bachem im Bereich des heutigen Hermülheimer Burgparks zusammen, die römischen Wasserleitungen in Hürth, und führten sie bis Köln weiter. Als das römische Köln eine etwa 8 m hohe Stadtmauer bekam, wurde diese Leitung höher gelegt und als Aquädukt über die Mauer geführt. In diese „Hürther Leitung“ wurde im 1. Jahrhundert nach Christi Geburt die Eifelwasserleitung eingeleitet. Im Mittelalter wurde dies zugeführte Wasser auch nach dem Verfall des Aquäduktes in Köln für Handwerk und Gewerbe benutzt (Blaubach, Rotgerberbach etc.).

## Braunkohle

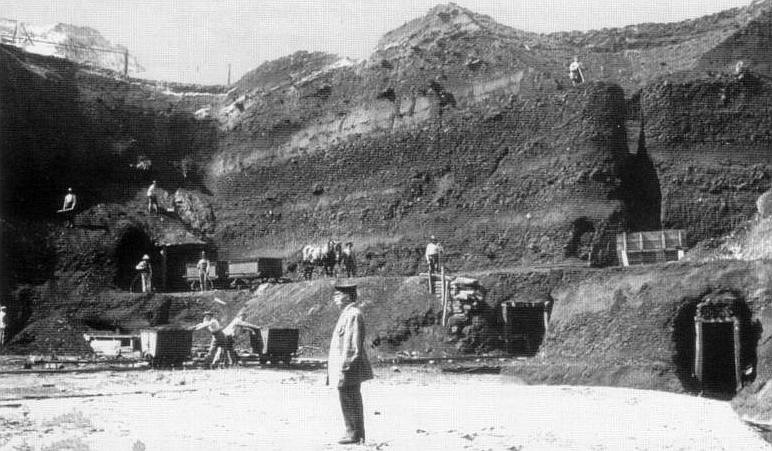
Braunkohletagebau um 1880

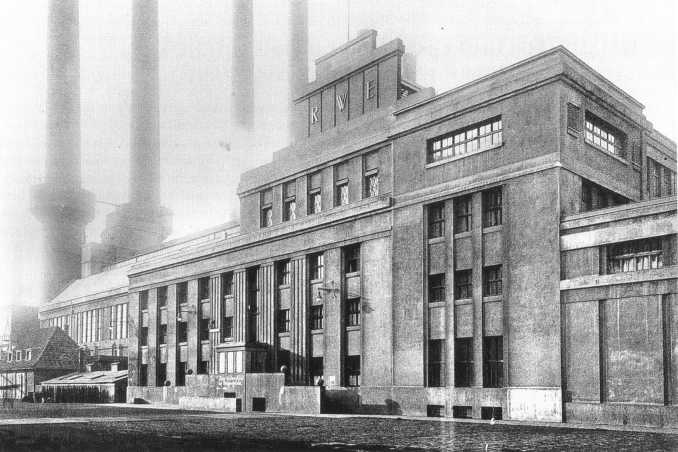
Kraftwerk Goldenberg, 1914

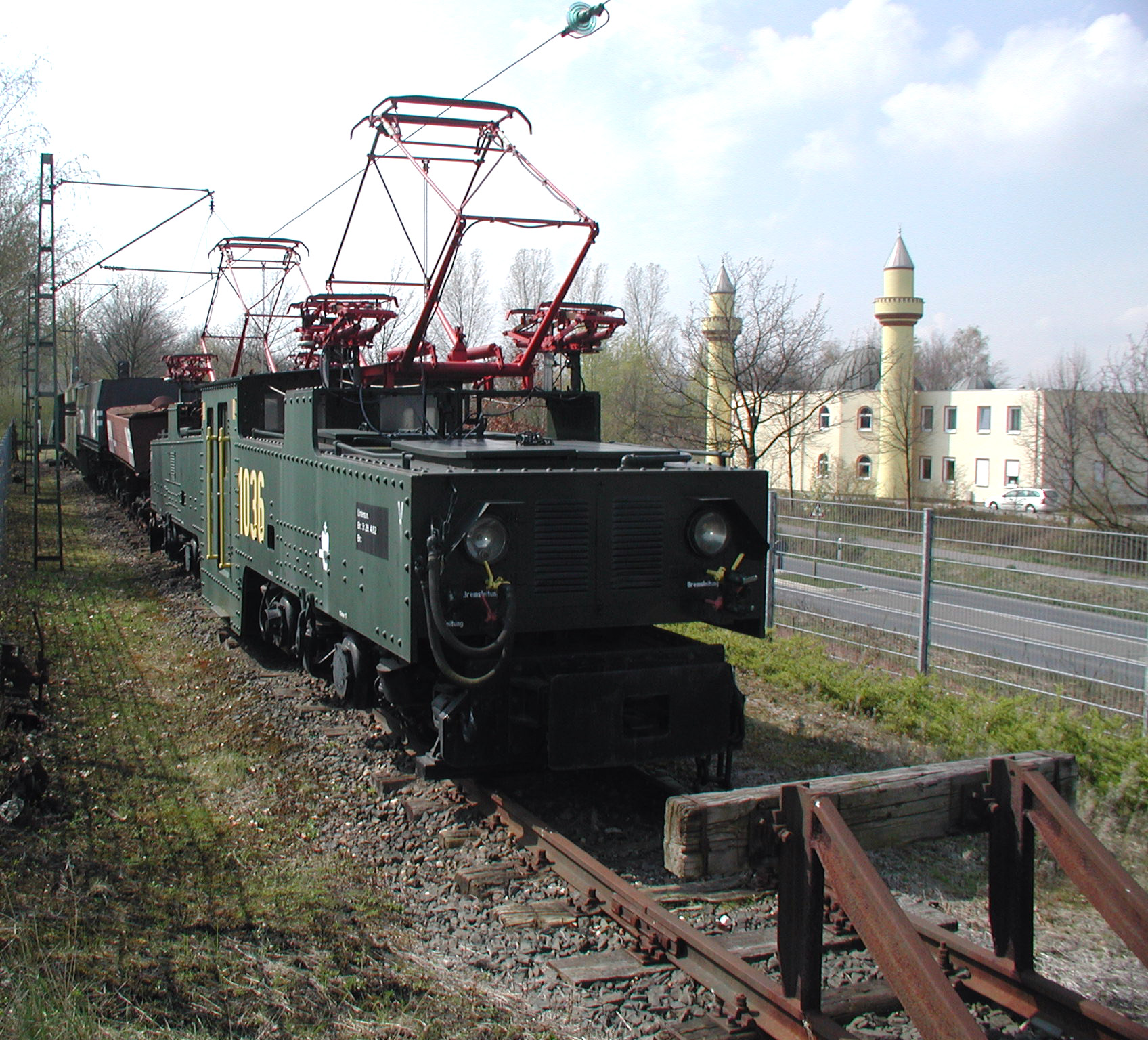
900 mm Schmalspurkohlenbahn Lok 1036, Industriedenkmal

Die Braunkohle im Rheinischen Braunkohlerevier war lange prägend für das Gebiet der Stadt. Etwa ein Drittel der Stadtfläche, beinahe der gesamte Villerücken, wurde nach und nach abgebaggert. Heute finden sich dort zahlreiche Naherholungsgebiete und neu aufgeforstete Wälder. Die Weiler Aldenrath und Ursfeld verschwanden vollständig, die Bevölkerung wurde größtenteils in Gleuel ansässig. Die Orte Berrenrath und Knapsack wurden nahezu vollständig umgesiedelt. Knapsack wurde allerdings nicht abgebaggert, sondern aus Umweltgründen umgesiedelt.
Als Folge der Geologie der Niederrheinischen Bucht und der Geomorphologie des Villerückens begann der Abbau in den Tälern, die sich in die Flözführenden Schichten eingeschnitten hatten, so sind zum Beispiel für Hürth auf einem Plain aus dem ehemaligen Archiv der Burg Kendenich von 1769 die Kentenischer und die Hürther Dorffkaulen in der Quellmulde des Duffesbaches zu sehen. Wenn der Turff an den Hängen abgegraben war, wurden Löcher gegraben und die Kohle von diesen Löchern aus zum Teil unterirdisch abgebaut und mit Haspeln heraufgeholt. Im Lockergestein war dies nicht ungefährlich. Die Kohle wurde in Formen wie Blumentöpfe gepresst, umgestülpt und als Klütten an der Luft getrocknet. Grubenherren waren die Burgherren und Grundbesitzer, Grubenarbeiter die Tagelöhner aus der bäuerlichen Bevölkerung. Die erste Klüttengrube ist für 1685 belegt. Der erste Tagebau im Rheinischen Revier mit Namen Gotteshülfe wurde 1751 in der Gleueler Gemarkung vom Schöffen und Landwirt Hermann Dümgen angelegt. Nachdem die industrielle Gewinnung von Braunkohle im Revier in Brühl 1877 begonnen hatte, bauten dann Ernst und Moritz Ribbert in der Gemarkung Kendenich, an der Grenze zu Hermülheim, 1885 eine Steinzeug-röhrenfabrik und ergänzten sie 1887 durch eine mit Dampfkraft betriebene Brikettfabrik, die erste im Hürther Gebiet. Sie hatte Bestand bis zu einem Luftangriff am 2. November 1944. Die dazugehörigen Gruben waren Kendenich und Franziska I, Kendenich. Zuletzt wurde die Fabrik aus dem Tagebau Berrenrath versorgt mit einer Seilbahn quer über Hürth, deren Gondeln manchmal herabstürzten oder Kohle herausfallen ließen. Weitere Gruben waren um 1895: Engelbert, östlich von Berrenrath (bis etwa 1928) und Theresia, in deren südöstlichen Bereich 1931 die Sportanlagen auf der Theresienhöhe gebaut wurden. Die letzten Kohlefelder von Theresia wurden zwischen 1965 und 1983 und die von Gotteshülfe zwischen 1950 und 1976 ausgeräumt. Die Grube Schallmauer lag an der Grenze zu Bachem. 1907 schließlich wurde von der Gewerkschaft Hürtherberg die Grube aufgeschlossen, deren Restloch mit dem nach deren langjährigem Direktor Adolf Dasbach benannten Weiher heute rekultiviert als Naherholungsgebiet Hürtherberg genutzt wird. Reste der Brikettfabrik sind noch im Winkel zwischen Bahn/Duffesbach und der Luxemburger Straße auszumachen. Kohlebagger kamen erst zwischen 1909 und 1913 in Hürth zum Einsatz. Die Gewerkschaft kohlte zuletzt Felder westlich der Luxemburger Straße und an der Kranzmaar (jetzt Standort Hürth des Chemiepark Knapsack) aus. Die Felder waren 1960 erschöpft. Die Schornsteine der Fabrik wurden am 2. August 1961 gesprengt. Die Ribbertwerke und Hürtherberg wurden ans Staatsbahnnetz angeschlossen über die Villebahn, die an der heutigen Feuerwache die Luxemburger Straße ebenerdig überquerte und dann oberhalb von Alt-Hürth die Gruben und Werke bei Knapsack erreichte. Diese Bahnlinie wurde 1972 stillgelegt und abgebaut. Als letztes Grubenfeld wurden die bereits 1868 verliehenen aber erst 1900 zur Vereinigten Ville zusammengeschlossenen Konzessionen südlich von Knapsack 1901 aufgeschlossen. 1906 mit der Brühler Gewerkschaft Roddergrube zusammengelegt und 1920 von den RWE übernommen, bildete dieses Feld mit Flözen von bis zu 60 m Mächtigkeit (die Felder am Westabhang der Ville hatte selten über 4 m Dicke) die Grundlage für die Hürther Industrie und den Hürther Wohlstand. Die Felder Vereinigte Ville, Roddergrube, Theresia wurden durch elektrische Schmalspurbahnen erschlossen und mit den Werken verbunden. Als Industriedenkmal steht eine Bahn am Rande von Alt-Hürth gegenüber der Moschee. Die Bahntrassen konnten den Abbauverhältnissen leicht folgen. Die letzte Kohle im Stadtgebiet wurde hier 1988 abgebaut. Bis dahin wurden in der Linie des Bertrams-Jagdweg in Knapsack in schneller Folge bis 1914 fünf Brikettfabriken (und im Ersten Weltkrieg in Berrenrath ein noch heute bestehendes Werk) gebaut, die ihren Dampf außer zum Trocknen und Pressen der Kohle auch zur Stromerzeugung nutzten und den Überschuss ins Stromnetz einspeisten. Die Ville-Brikettproduktion erreichte in den 1960er-Jahren mit bis zu 2,25 Millionen Jahrestonnen ihren Höhepunkt. Die Braunkohle war auch Energiegrundlage der sich ansiedelnden chemischen Industrie in Hürth-Knapsack und für das 1914 errichtete Kraftwerk Goldenberg, seiner Zeit das größte Europas.

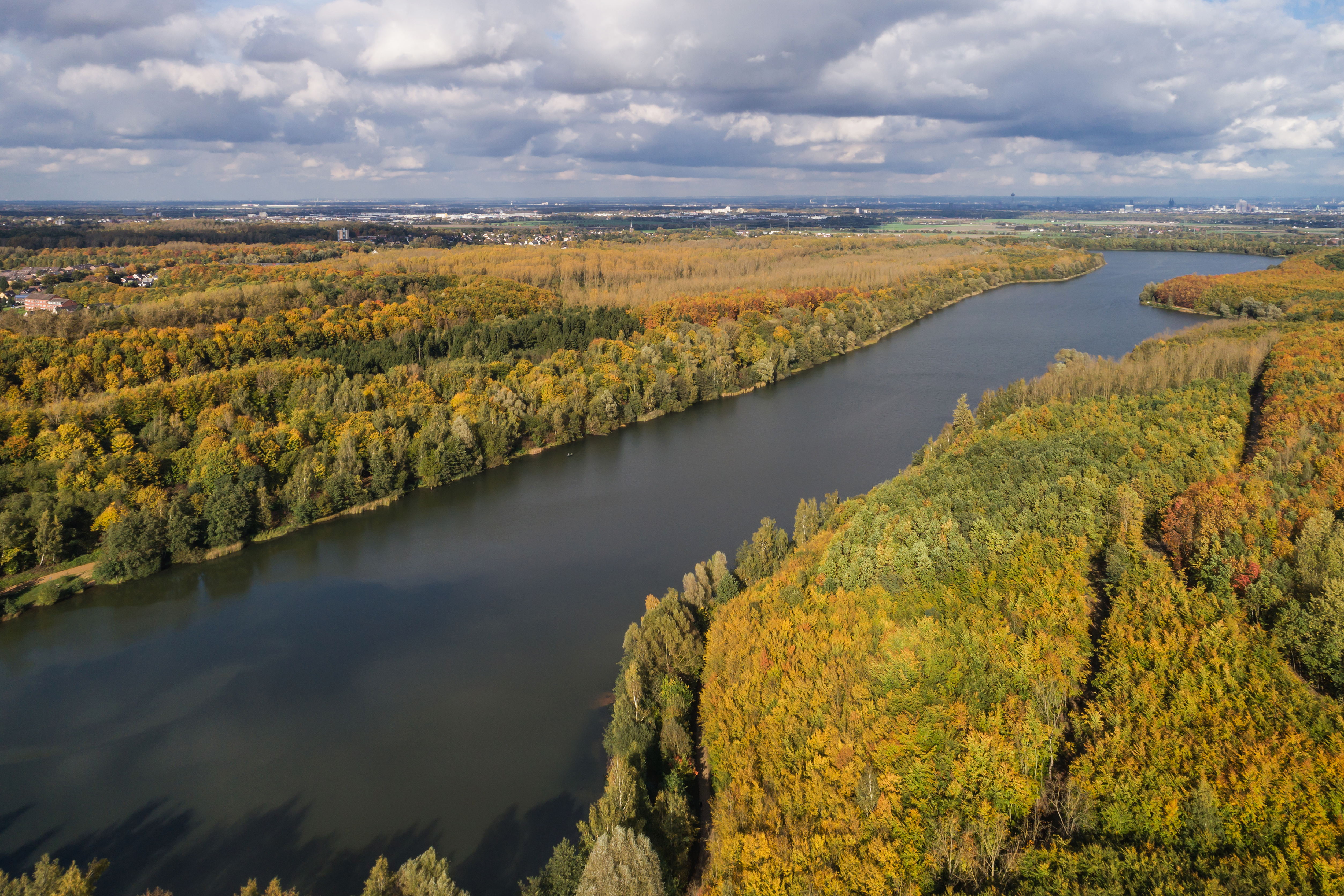
Otto-Maigler-See

Briketts werden in Hürth keine mehr gepresst. Der Kohleveredlungs-Betrieb Berrenrath produziert Braunkohlestaub für Großfeuerungsanlagen. Die Kohle dafür und für das heutige kleinere Kraftwerk Goldenberg kommt aus dem Nordrevier. Die Gruben wurden rekultiviert. Im Grubenfeld der Gotteshülfe bei Gleuel liegt der Otto-Maigler-See mit Schwimmbad und Regattastrecken. Im Ville-Restfeld bei Knapsack entsteht ein Naturschutzgebiet wie auch schon um den Hürther Waldsee. Außer den Fischteichen in Fischenich entstanden alle Seen in den letzten 70 Jahren durch den Braunkohleabbau und nachfolgende Rekultivierungsmaßnahmen mit Restseen. Der größere Teil der Ville wurde aber bis zum 31. Mai 2005 als Deponie für den Kölner Haus- und Gewerbemüll sowie immer noch für Industrieschlacken genutzt. Die Namen der Gruben und die Protagonisten der Industrialisierung werden in Namen für Straßen und Seen geehrt und nicht vergessen.

## Geschichte
Erste Siedlungsspuren auf Hürther Gebiet finden sich schon aus vorrömischer Zeit. Aus römischer und fränkischer Zeit existieren zahlreiche Hinterlassenschaften, am auffälligsten die Überreste der alten Eifelwasserleitung und den älteren Römischen Wasserleitungen in Hürth, welche die Wasserversorgung der Stadt Köln sicherstellten. Sie wurden ab dem Hermülheimer Burgpark als Aquädukt geführt.

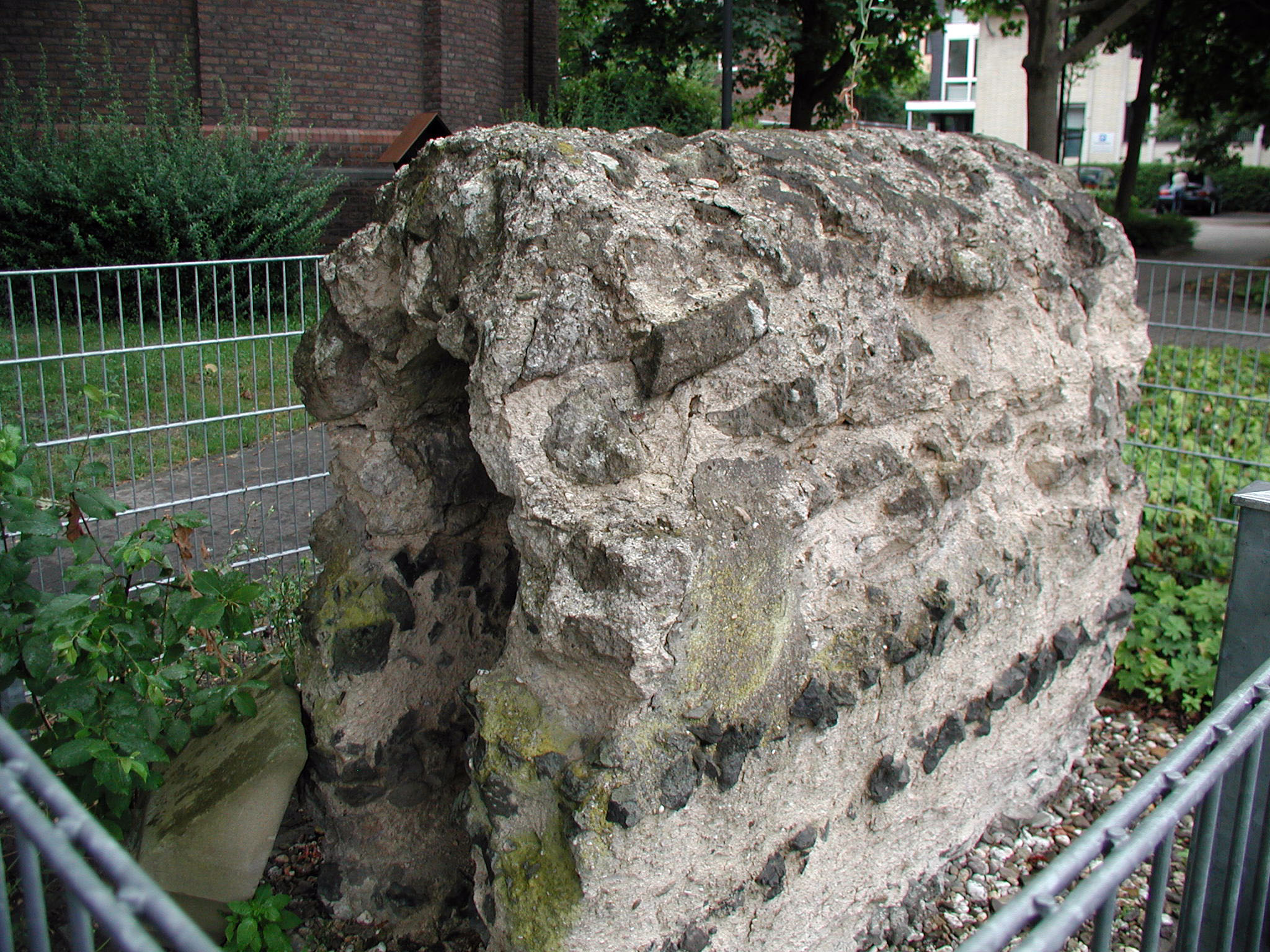
Alt-Hürth, römische Wasserleitung (an der Kirche)
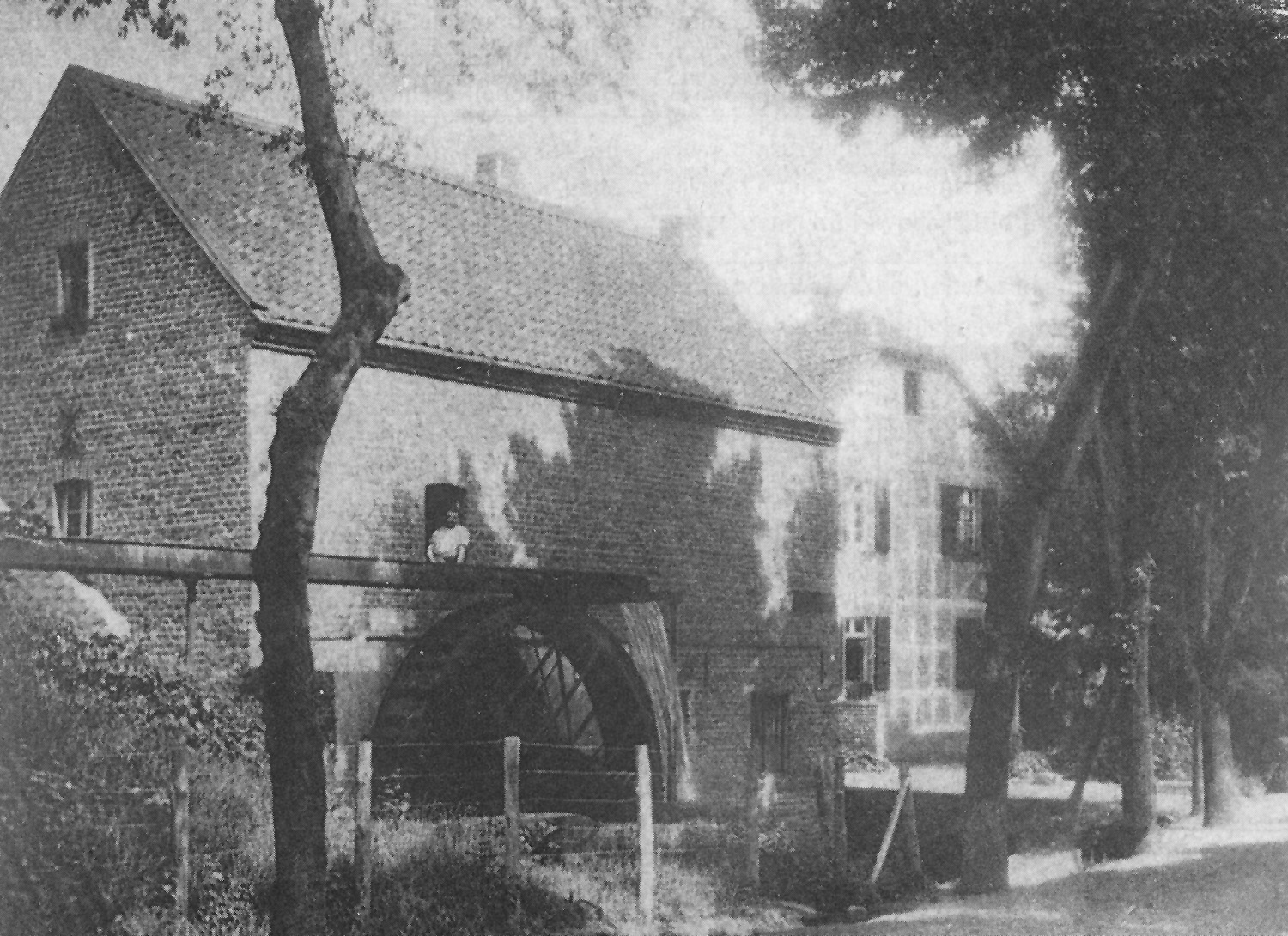
Namensbildend: ehemalige (1909) Deutschherrenmühle
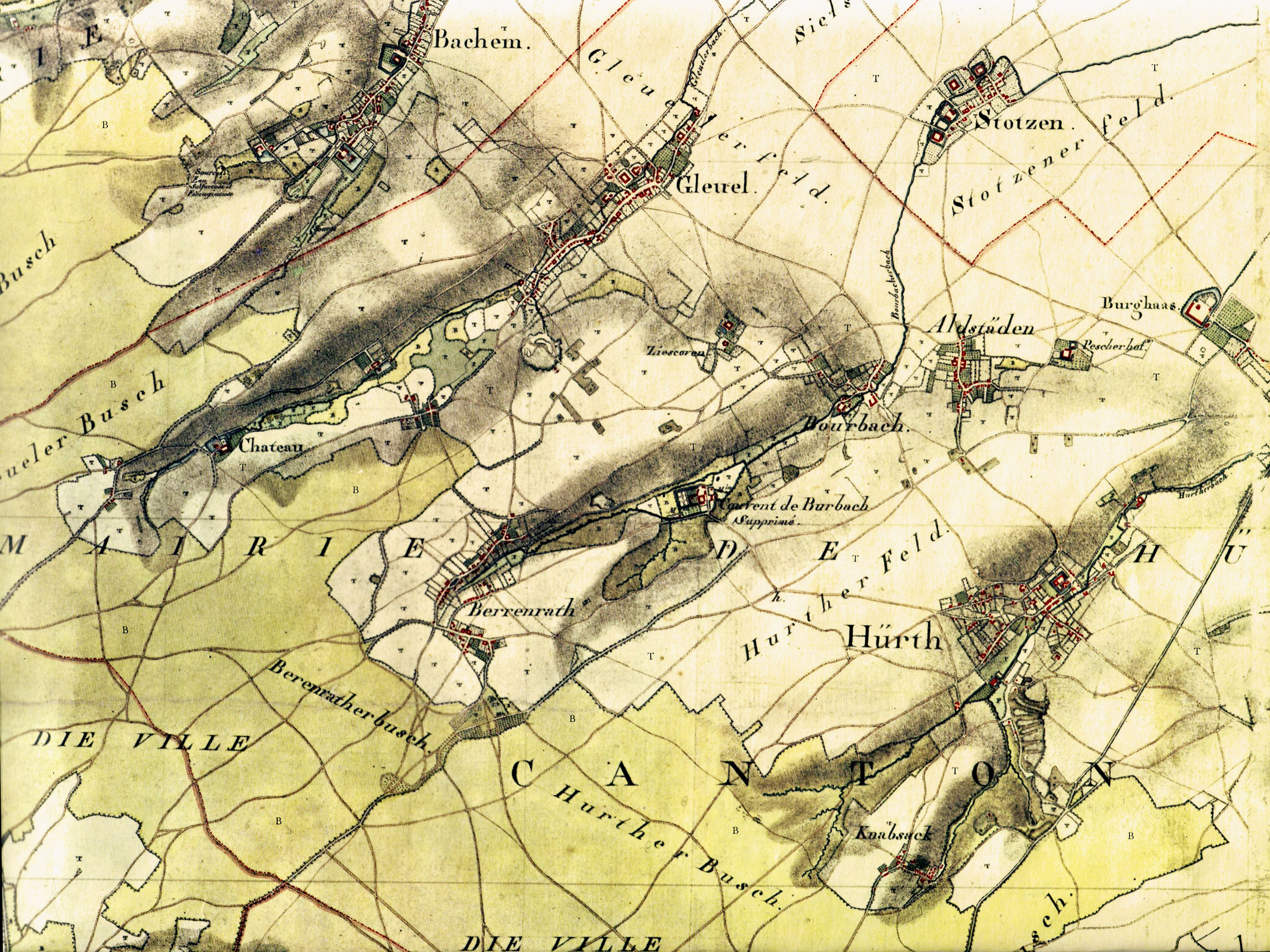
Raum Hürth, Karte von Jean Joseph Tranchot 1807/1808
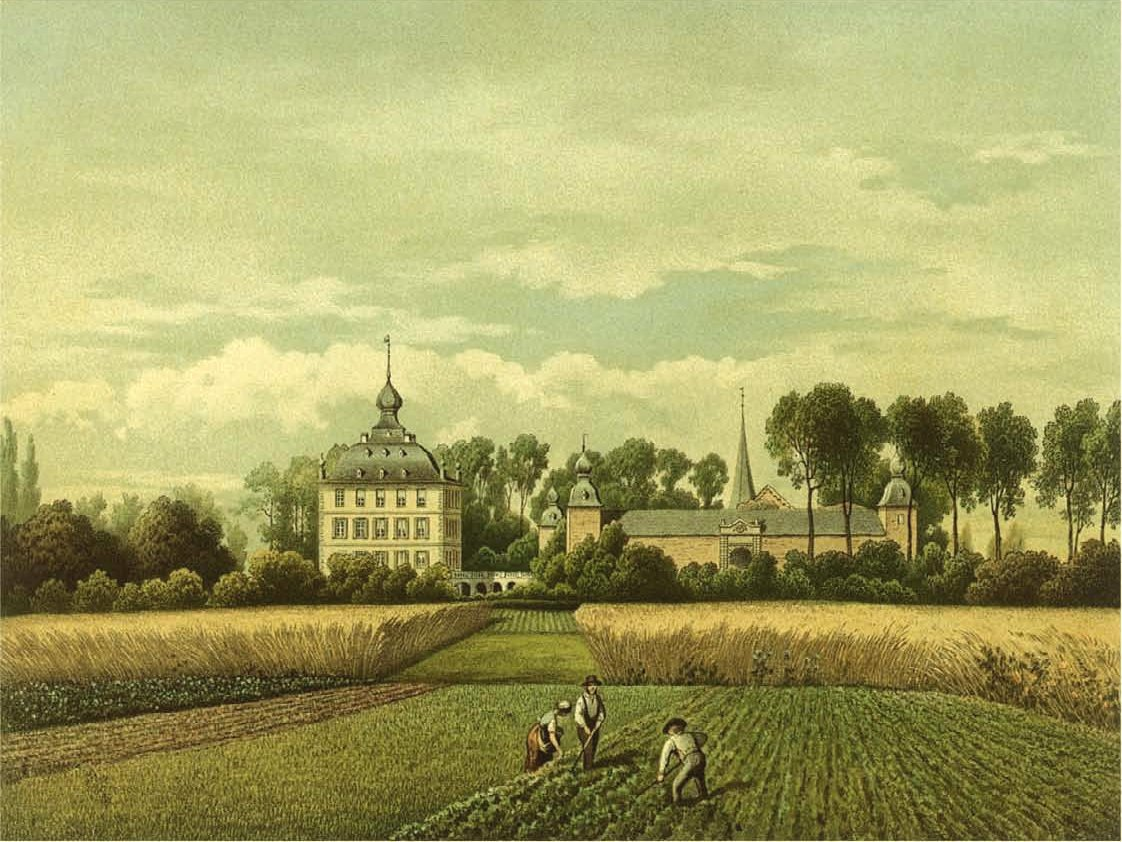
Burg Kendenich, Lithografie Sammlung Alexander Duncker

Hürth wurde von mehreren Römerstraßen, wie der heutigen Luxemburger (die als Römerstraße Trier–Köln im Rahmen der Regionale 2010 jetzt Agrippa-Straße Köln-Trier genannt wird) und der Bonnstraße durchschnitten. Auf dem Villehang bei Kendenich und im Hürther und Gleueler Bachtal finden sich römische Siedlungsspuren, nahe Gleuel ein heiliger Bezirk. In Efferen wurde eine Grabkammer mit zwei Sarkophagen ausgegraben, die heute noch zu besichtigen ist. An der Stadtgrenze zu Brühl, nahe der ehemaligen Försterei „Villenhaus“, befand sich der Burgus Villenhaus, ein militärischer Straßenposten. Auf der Kranzmaar nahe der Luxemburger Straße bei Knapsack lag eine fränkische Fliehburg, die im Volksmund Teufelsburg genannt wurde. In den 1970er Jahren erwarb die Firma Hoechst das Gelände und riss die vorhandenen Überreste ab. In jüngster Zeit wurden in Efferen und Hermülheim bedeutende fränkische und römische Gräberfelder freigelegt.
Im Spätmittelalter und in der frühen Neuzeit teilte sich das Gebiet auf das Erzbistum Köln und das Herzogtum Jülich auf. Der Ortsteil Hürth (Alt-Hürth) gehörte zum Land von Valkenburg in den Landen von Übermaas und damit zu den Spanischen, später Österreichischen Niederlanden.
Nach der Besetzung des Rheinlandes durch französische Truppen 1794 wurden die Lande 1798 zu vier Départements zusammengefasst. Unser Gebiet gehörte zum Arrondissement de Cologne (Bezirk Köln) im Département de la Roer mit Sitz in Aachen. 1800 wurden auf dem Gebiet der heutigen Stadt Hürth zwei Bürgermeistereien (französisch Mairie), Hürth im Kanton Brühl und Efferen im Kanton Weiden, gebildet. Zur Bürgermeisterei Efferen gehörte bis 1888 noch die Gemeinde Kriel, die mehrere heutige Kölner Stadtteile umfasste. Zwischen 1888 und 1920 wurden die Bürgermeistereien gemeinsam verwaltet. Bürgermeister war damals Heinrich Rosell, der dieses Amt seit 1878 schon für Hürth bekleidete. Diese gemeinsame Verwaltung nahm den späteren Zusammenschluss gewissermaßen schon mal vorweg.

Karte von Tranchot: Köln-Kriel und Lind zur „Mairie Efferen“ gehörig

Am 1. April 1930 wurden auf Initiative von Bürgermeister Werner Disse (Zentrum) die Landgemeinden der Bürgermeisterei Hürth, Hürth selbst (mit Alstädten und Knapsack), Berrenrath, Fischenich, Gleuel (mit Sielsdorf und Burbach), Hermülheim und Kendenich (mit Kalscheuren) zu einer Großgemeinde zusammengeschlossen, welche durch den Braunkohleabbau die reichste in Deutschland war.
Nachdem im selben Jahr ein Versuch der Stadt Köln unter ihrem damaligen Bürgermeister Konrad Adenauer scheiterte, die verschuldete Bürgermeisterei Efferen einzugemeinden, wurde diese im Jahr 1933 zusammen mit der zugehörigen Landgemeinde Stotzheim der Großgemeinde Hürth zugeordnet, die dadurch (bis 1978, dem Jahr der Verleihung der Stadtrechte) zur größten Landgemeinde Deutschlands wurde.
Auch in der Großgemeinde waren die Nationalsozialisten nach 1933 tonangebend, obwohl sie anfangs noch keine Mehrheit im Rat hatten. Sie waren bei den Kommunalwahlen am 12. März 1933 gerade mit 22,7 % zur zweitstärksten Partei mit 6 von 24 Sitzen geworden (Zentrum 8, SPD 5, KPD 4, sonstige 1 Sitz), konnte es aber im Laufe des Jahres erreichen, dass Gemeindedirektor Fritz Räcke (SPD) einen Tag nach den Wahlen verhaftet wurde genau wie der Bürgermeister Werner Disse am 19. März 1933, nachdem er einen Tag vorher vom Landrat (Zentrum) abgesetzt worden war. Viele Kommunisten wurden bereits vor der Wahl verhaftet. Zum Schicksal der jüdischen Mitbürger wird auf den Abschnitt im Artikel Alt-Hürth verwiesen. An das Schicksal der damals Drangsalierten wird heute mit Stolpersteinen und Straßennamen erinnert. Auch in der Hürther Industrie wurden Kriegsgefangene und Zwangsarbeiter beschäftigt. Die Stadt hat nach dem Krieg einige als Zeitzeugen einladen können. Auch nach einem verunglückten Zwangsarbeiter aus Polen, Pawel Kunysz (Deutsche Reichsbahn), ist in Kalscheuren eine Straße benannt.
Durch die Nähe zur Industrie und zu Köln hatte Hürth auch im Zweiten Weltkrieg besonders zu leiden. Die Angriffe auf Knapsack am 28. Oktober 1944 (54 Personen darunter 21 russische und 6 italienische Kriegsgefangene, die nicht in die vorsorglich angelegten Bunker und Stollen mit nummerierten Plätzen gelassen wurden, dazu kamen noch 13 Personen in Alt-Hürth) und auf Efferen am 30./31. Oktober 1944 (47 Bewohner und 48 Soldaten) kosteten die meisten Menschenleben. Insgesamt kamen etwa 200 Hürther Bürger durch Bombenangriffe ums Leben. Auch die Industrie und die Brikettfabriken kamen Ende 1944 fast gänzlich zum Erliegen. Das Gebiet Hürth wurde zwischen dem 6. und 8. März 1945 besetzt. Wenige Wochen später, vermutlich Anfang April, hielt Wilhelm Stockums, „Hülfsbischof“ von Köln, in der St. Katharinenkirche in Hürth ein Requiem-Hochamt für die bei der Einnahme Kölns gefallenen amerikanischen Soldaten. Ein deutscher Gefangenenchor begleitete den Gottesdienst.
Die leitenden Angestellten waren fast ausnahmslos in der NSDAP. Nach Kriegsende wurden viele von ihnen von den Besatzungsmächten erst nach erfolgter Entnazifizierung wieder beschäftigt, um den Wiederaufbau, um den sich die Arbeiter besonders engagierten, und die Wiederaufnahme der Produktion zu gewährleisten. Als erste Ortsbürgermeister wurden die katholischen Pfarrer eingesetzt (Berrenrath, Knapsack, Kendenich und Stotzheim) oder Kommunisten (Alstätten und Alt-Hürth) und Sozialdemokraten (Efferen, Fischenich, Gleuel, Hermülheim und Kalscheuren). Als Bürgermeister wurde Fritz Räcke ernannt. Auch die ersten Mitglieder des Gemeinderats wurden von der britischen Besatzungsmacht ernannt. Erste Wahlen fanden am 15. September 1946 statt, aus denen die CDU mit absoluter Mehrheit hervorging. In den Folgejahren wechselten sich CDU und SPD als Mehrheitsfraktion, die auch den ehrenamtlichen Bürgermeister stellte, ab. Gemeindedirektor war dafür stets ein Sozialdemokrat (der längst diensttuende war Otto Räcke 1953 bis 1972).
Ein Wahrzeichen Hürths war bis in die 1970er Jahre der Wasserturm an der Kranzmaar, der dann niedergelegt wurde. Weithin sichtbar waren die „12 Apostel“, die zwölf Schornsteine des Kraftwerk Goldenberg der Rheinisch Westfälischen Elektrizitätswerke auf dem Villerücken, an vier war in großen Leuchtbuchstaben der Schriftzug RWE angebracht. Sie wurden mit der Restrukturierung des Werks nach und nach abgerissen beziehungsweise Stück für Stück gekappt. Heute ist nur noch ein Stumpf erhalten, der einen Wasserturm trägt. Ein Doppelschlot erfüllt heute ihre Funktion. Eins der heute noch bestehenden Wahrzeichen ist die Wasserburg Kendenich.
Hürth war seit dem 22. November 1963 Sitz der Kreisverwaltung des Landkreises Köln. Das Kreishaus lag gegenüber dem neuen Rathaus. Vorher – seit dem Jahre 1816 – saß die Kreisverwaltung in der Stadt Köln. Als der Landkreis Köln am 1. Januar 1975 mit dem Kreis Bergheim zusammengelegt wurde, hatte der neu gebildete Erftkreis (heute Rhein-Erft-Kreis) zunächst zwei Sitze. Erst am 3. September 1993 wurde die Kreisverwaltung in Bergheim konzentriert. Längere Zeit waren beim ehemaligen Kreishaus noch Nebenstellen des Straßenverkehrsamtes und des Gesundheitsamtes untergebracht. Das Hauptgebäude wird durch eine Schlaf- und Psychosomatische Klinik, ein Alten- und Pflegeheim sowie durch ein Fitness-Zentrum genutzt.
Am 27. Juni 1978 erhielt die Gemeinde Hürth den Titel Stadt.
Mit Geschichte und Kultur der Stadt beschäftigt sich der Heimat- und Kulturverein.

## Kultur und Brauchtum

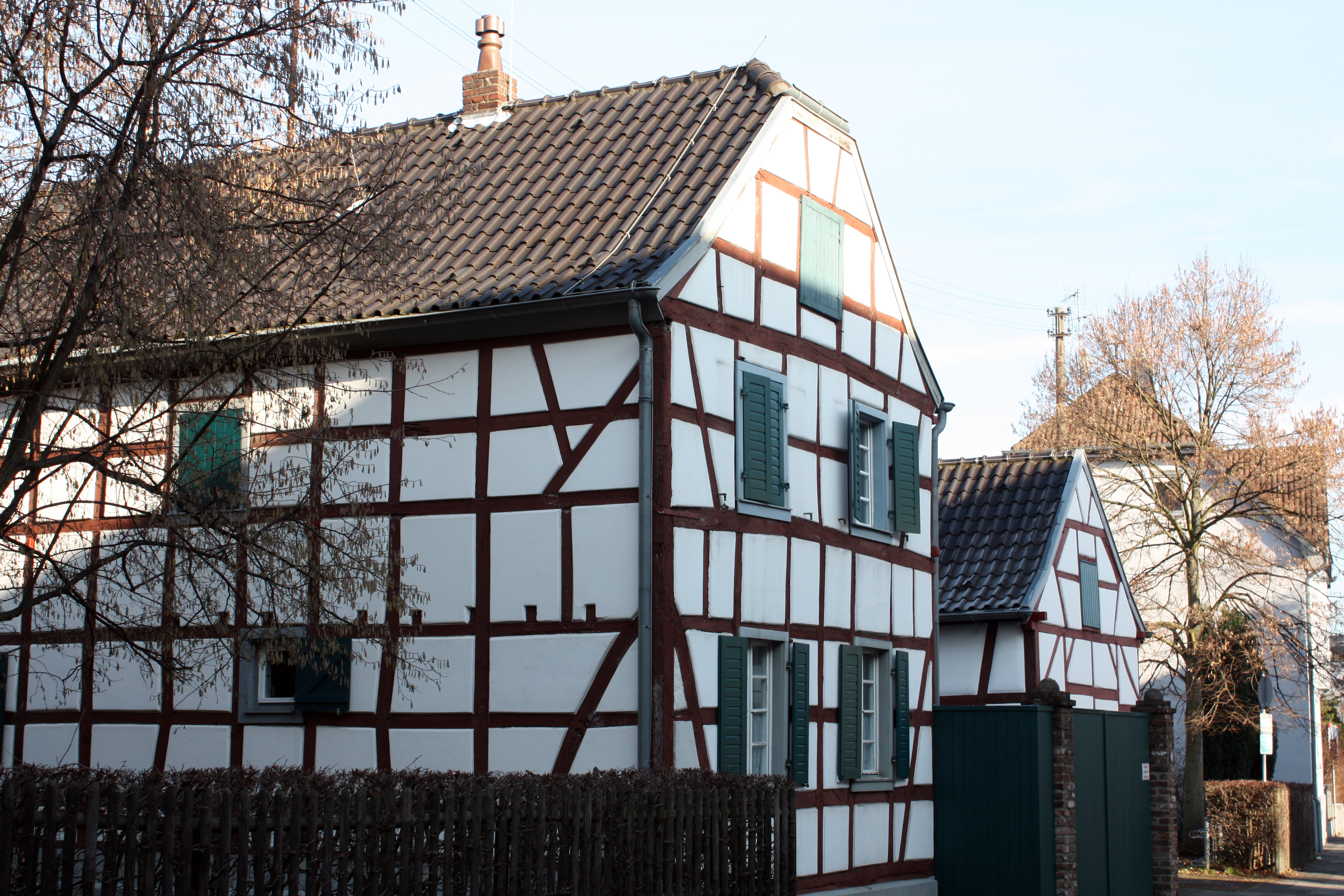
Löhrerhof Alt-Hürth, erbaut 1834

Die Stadt Hürth verfügt über zwei kommunale Veranstaltungsorte für kulturelle Veranstaltungen, den Löhrerhof in Alt-Hürth und das Bürgerhaus verbunden mit dem Rathaus. In der Bürgerhausgalerie oder im Löhrerhof werden Ausstellungen lokaler und regionaler Künstler gezeigt, darunter auch die Jahresausstellung des Arbeitskreises Hürther Künstler (informell seit 1980 bestehend, seit 1999 als Verein eingetragen, 2009 Kulturpreis der Stadt).
Alle zwei Jahre findet im Löhrerhof die „Hürther Literaturnacht“ statt, bei der verschiedene Autoren aus der Region aus ihren Werken lesen. Sie wurde von Carsten Sebastian Henn initiiert, dem damaligen stellvertretenden Kulturamtsleiter, Autor und Kulturpreisträger der Stadt Hürth 2005. Der Hürther Jazzclub veranstaltet jeden Herbst im Bürgerhaus seine Jazznacht, die überregionale Bedeutung hat und auch die „Großen“ der Szene anzieht. Daneben veranstaltet der Verein im „Jazzkeller“ in Gleuel regelmäßig Konzerte. Auch die sommerliche „Kölsche Nacht“ mit bekannten Kölner Liedergruppen an dem nach Otto Maigler benannten Otto-Maigler-See hat Bedeutung für den gesamten Kölner Raum. Weiterhin haben Tradition oder sollen Tradition werden der „Hürther Musiksommer“ und das gemeinsam mit dem Kreis seit 2004 veranstaltete Theaterfestival, das im Mai 2011 zum ersten Mal eine Hürther Theaternacht an verschiedenen Spielstätten, darunter dem Berli-Kino und der Burg Gleuel veranstaltete.

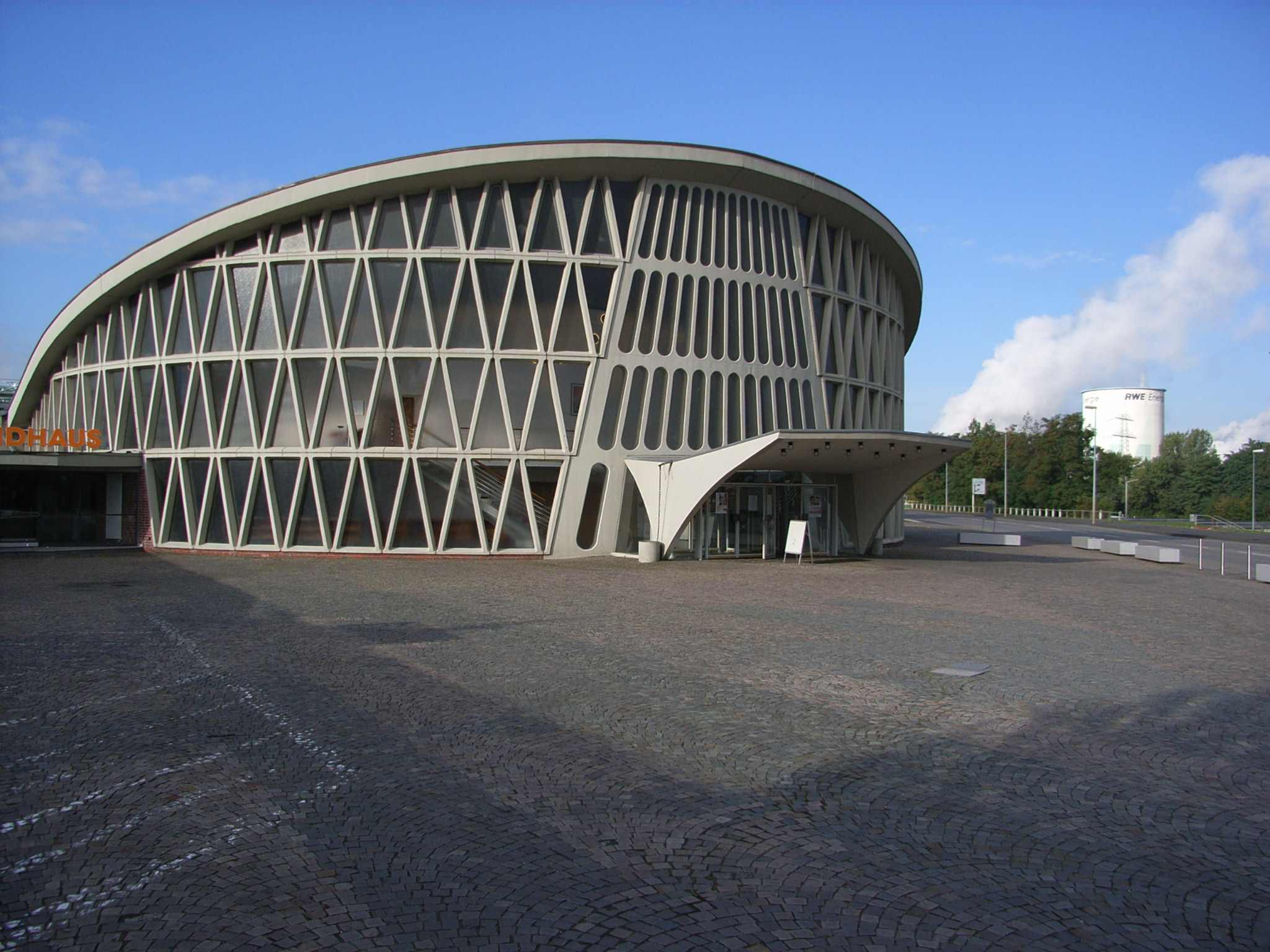
Feierabendhaus der Yncoris, Knapsack

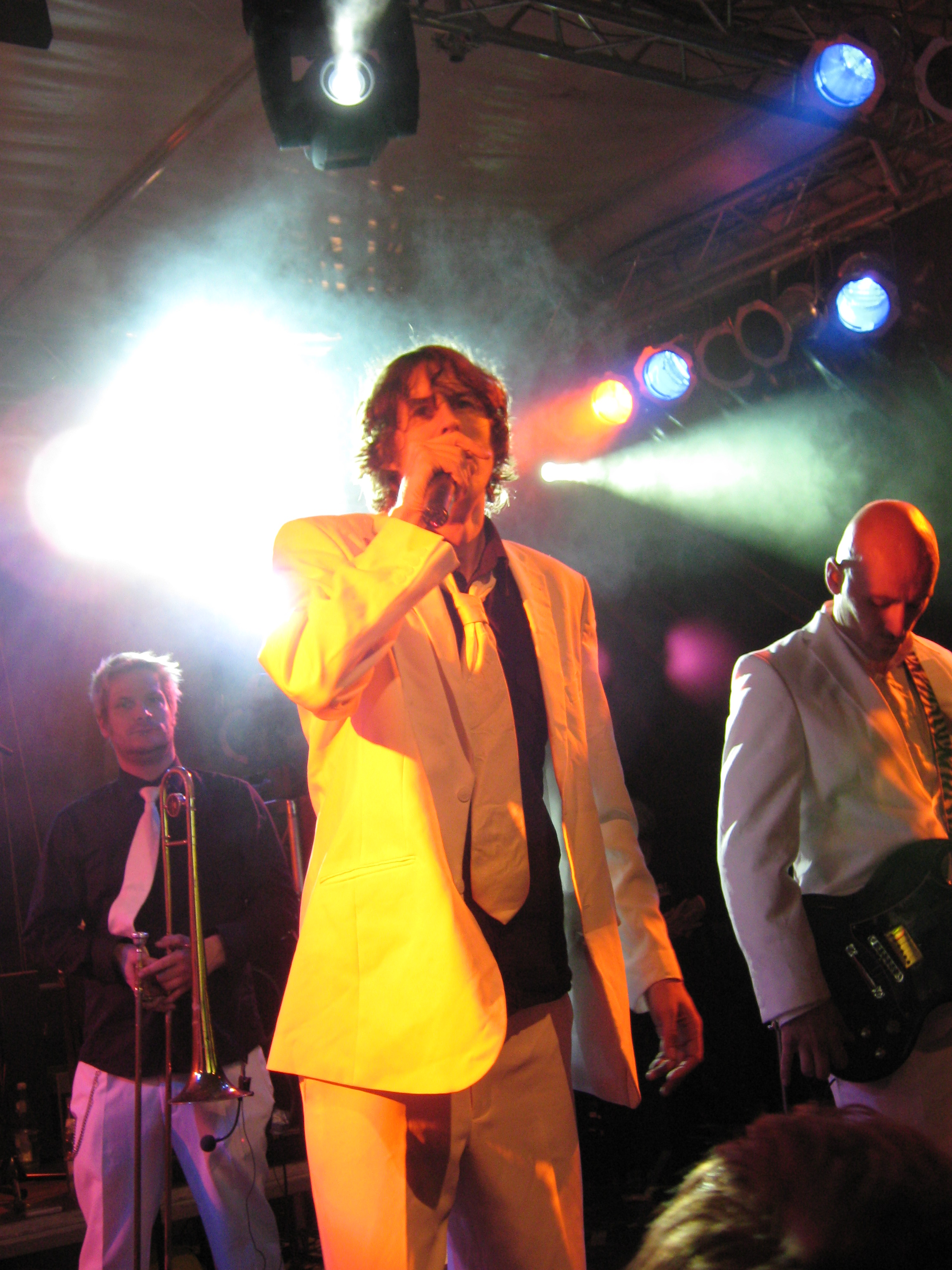
Sondaschule bei Rock am Teich 2009

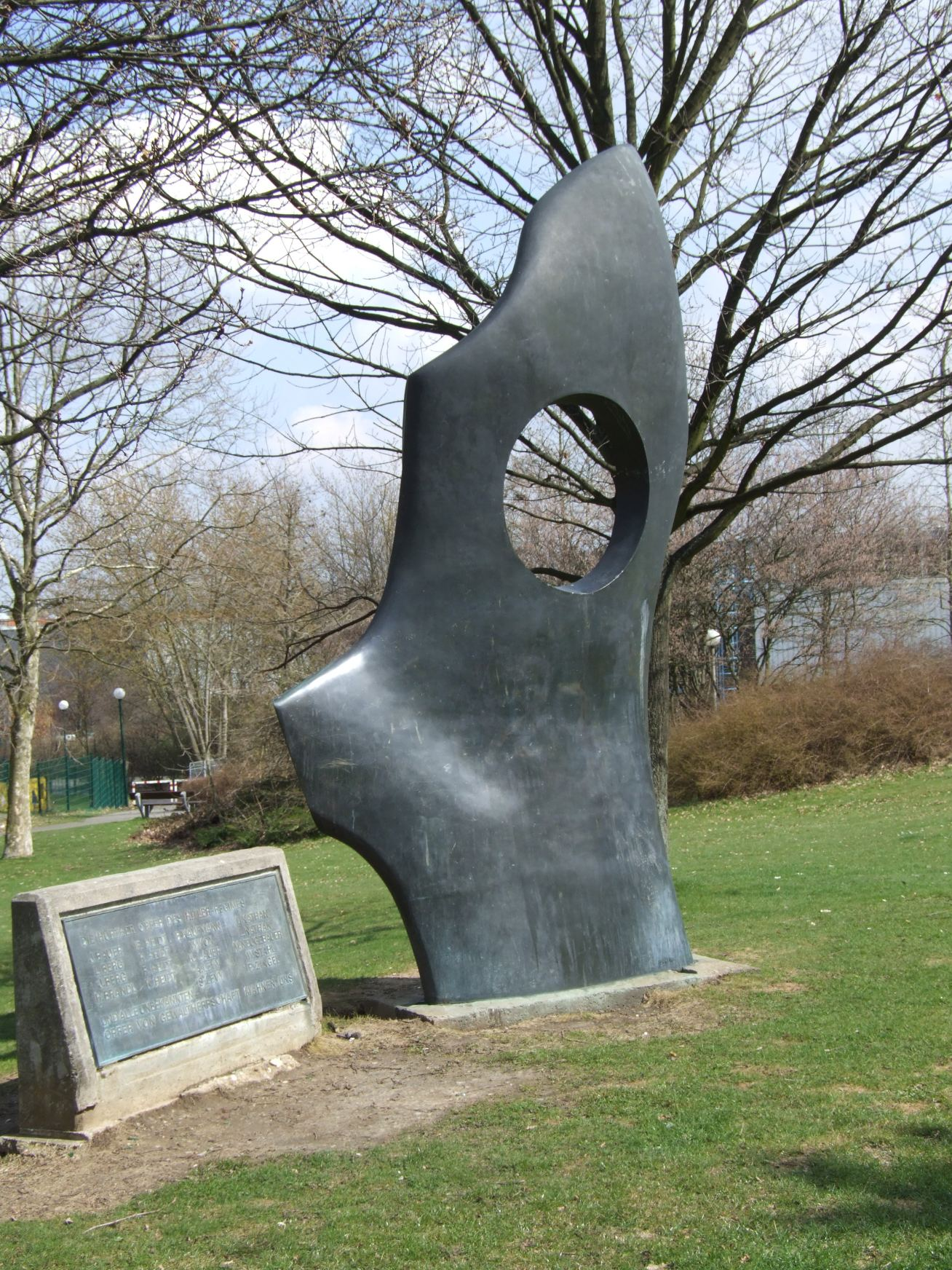
Der Schrei, Hubert Bruhs – zum Gedenken an die Opfer des Nationalsozialismus

Eine wichtige überörtliche Veranstaltungsstätte ist das Feierabendhaus der Yncoris (früher InfraServ Knapsack) in Knapsack, in dem außer Kultur, insbesondere Theater, auch Messen und Kongresse stattfinden.
Die Josef-Metternich Musikschule hat mehrere, auch preisgekrönte, Musiker und Ensembles.
Mit dem Berli-Kino in Berrenrath hat sich in Hürth ein Kino aus den 1950er Jahren (Denkmalschutz) erhalten, in dem jedes Wochenende aktuelle Filme gezeigt werden, Mittwochs gibt es anspruchsvolle Filme aus allen Jahrzehnten. Es wurde auch für sein anspruchsvolles Programm von der Filmstiftung Nordrhein-Westfalen mit Preisgeldern ausgezeichnet (2007: 2000 €) Sondervorstellungen und -reihen werden regelmäßig veranstaltet, so im Sommer als Open-Air-Kino am Kloster Burbach oder im Winter im Löhrerhof in Kooperation mit dem Kulturamt.
Am Bürgerhaus veranstaltet die Hürther Musikinitiative Hürth Rockt jeden Sommer mit „Rock am Teich“ ein Festival für junge, einheimische Rockmusiker veranstaltet, wobei auch überregional bekannte Bands als Headliner kommen. Im städtischen Jugendzentrum an der Bonnstraße finden immer wieder kleinere Konzerte statt.
Der Jazzclub Hürth veranstaltet in Gleuel, im Löhrerhof und im Bürgerhaus seine Veranstaltungen, die auch überörtlich Aufmerksamkeit finden.
Das Musikcorps Rheingold Hürth-Efferen ist achtmaliger Deutscher Meister. In Fischenich wird alljährlich ein großes Musikfest begangen, das die dortige Karnevalsgesellschaft auf dem Schulhof der Martinus-Schule ausrichtet.
Weitere Kulturorte sind noch die Corrensmühle, die Burg und die Festhalle in Gleuel.
Der Karneval wird in Hürth großgeschrieben und nimmt einen hohen Stellenwert ein. Traditionell werden in Alt-Hürth, Gleuel, Stotzheim, Hermülheim, Kalscheuren, Efferen, Fischenich, Kendenich und Berrenrath Tollitäten proklamiert, ob als Dreigestirn, Prinzenpaar oder als einzelner Prinz oder Prinzessin. In Berrenrath wird in jedem Jahr eine Prinzessin proklamiert. Die Stadt lädt in jedem Jahr zum Prinzenempfang ein, einer großen Karnevalsparty im Bürgerhaus. In den Orten finden ab dem 11. November eine Vielzahl von Veranstaltungen der zahlreichen Karnevalsvereine statt, im Efferener Burgpark dabei auch solche mit überregionaler Anziehungskraft.
Den Höhepunkt erreicht der Karneval an sechs Tagen im Februar/März. An Weiberfastnacht wird das Rathaus von den Jecken Weibern erstürmt. Umzüge finden in Berrenrath am Donnerstag, in Alt-Hürth am Karnevalssamstag, in Efferen, Fischenich und Hermülheim am Karnevalssonntag, in Gleuel, Kendenich und Sielsdorf am Rosenmontag und in Alstädten-Burbach, Stotzheim und Kalscheuren am Veilchendienstag statt. Dazu kommen die Kinderzüge der Schulen und Kindergärten.
Im November werden um den Martinstag (11. November) von den Schulen und Kindergärten in jedem Stadtteil bei Einbruch der Dämmerung Umzüge mit Fackeln und selbstgebastelten Laternen veranstaltet, die von einem mit goldenen Helm und roten Mantel als St. Martin verkleideten Reiter begleitet werden. Dabei werden die traditionellen Martinslieder gesungen. Den Abschluss der Umzüge bilden die Martinsfeuer, bei denen St. Martin Weckmänner, ein Gebildbrot in Form eines Männchens mit einer Gipspfeife, an die Teilnehmer verteilt. Die Kinder ziehen danach von Haus zu Haus (sie „rummeln“), singend, und bekommen von den Bürgern Süßigkeiten, Obst oder andere Kleinigkeiten. In den letzten Jahren beginnt, bedingt durch den massiven Zuzug auswärtiger junger Familien, die Halloweenfeier zu Allerheiligen an Stellenwert zu gewinnen, zusätzlich zum Martinsbrauch.
In manchen katholischen Familien wird der Festtag der heiligen Barbara am 4. Dezember gefeiert. Die Schutzpatronin der Bergleute erfuhr im rheinischen Kohlerevier besondere Verehrung. Die Kinder werden angehalten, am Vorabend des 6. Dezember, dem Nikolaustag, ihre Schuhe gut geputzt vor den Kamin oder die Zimmertür zu stellen. Am nächsten Morgen finden sie die Schuhe gefüllt mit Süßigkeiten und Obst vor. Bei manchen („bösen“) Erwachsenen liegt hingegen nur ein Brikett im Schuh.

## Kulturpreis der Stadt Hürth
Seit 1979 wird jedes zweite Jahr der Kulturpreis der Stadt Hürth von der Stadt Hürth vergeben.

### Preisträger (Auswahl)
- 1980 MGV Liederkranz 1894 e. V., Chor
- 1981 Hubert Bruhs, Bildhauer
- 1985 Tilman Röhrig, Schriftsteller
- 1989 Martin Sommerhoff, Kabarettist und Liedermacher
- 1991 Clemens Klug, Heimatforscher
- 1995 Willi Laschet, Kunstmaler und Graphiker
- 1999 Käthe Kyrion, Autorin
- 2005 Carsten Sebastian Henn, Autor und Seak, Graffiti-Künstler
- 2019 Sabine Odenthal, Tanzpädagogin[24]
- 2022 Elmar Brohl, Historiker
- 2024 Ehepaar Rafael und Teresa Jablonka[25]

Weitere Preisträger waren: Herbert Sinz (Schriftsteller und Historiker), Margareta Schäning (Mundart-Autorin), Jazzclub Hürth e. V., Heimat- und Kulturverein Hürth, Hürth Rockt und das Berli-Theater

## Heimatpreis der Stadt Hürth
Seit 2019 wird jedes Jahr der mit 5.000 Euro dotierten Heimatpreis der Stadt Hürth von der Stadt Hürth vergeben. Es werden jeweils drei Preisträger ausgezeichnet.

### Preisträger
- 2019: Der Wendelinusbrunnen-Verein Hürth-Berrenrath, der Förderverein Efferen und die Dorfgemeinschaft Sielsdorf[26]
- 2020: Der Verein Tradition Burbach von 1850, die Prinzengarde Rot-Weiß Hürth und als Einzelperson Hermann Plog aus Hürth-Berrenrath[27]
- 2021: Die Maigesellschaft Berrenrath von 1770, die Ortsgemeinschaft Kendenich und als Einzelperson Bernd Gellert für Hürther Wanderungen unter dem Motto „Mal raus in Hürth“[28]
- 2022: Die St. Hubertus Schützenbruderschaft Hermülheim, der Lions-Club Hürth und der Verein Gaudeamus[29]

## Konfessionen, religiöses Leben

### Katholische Gemeinden

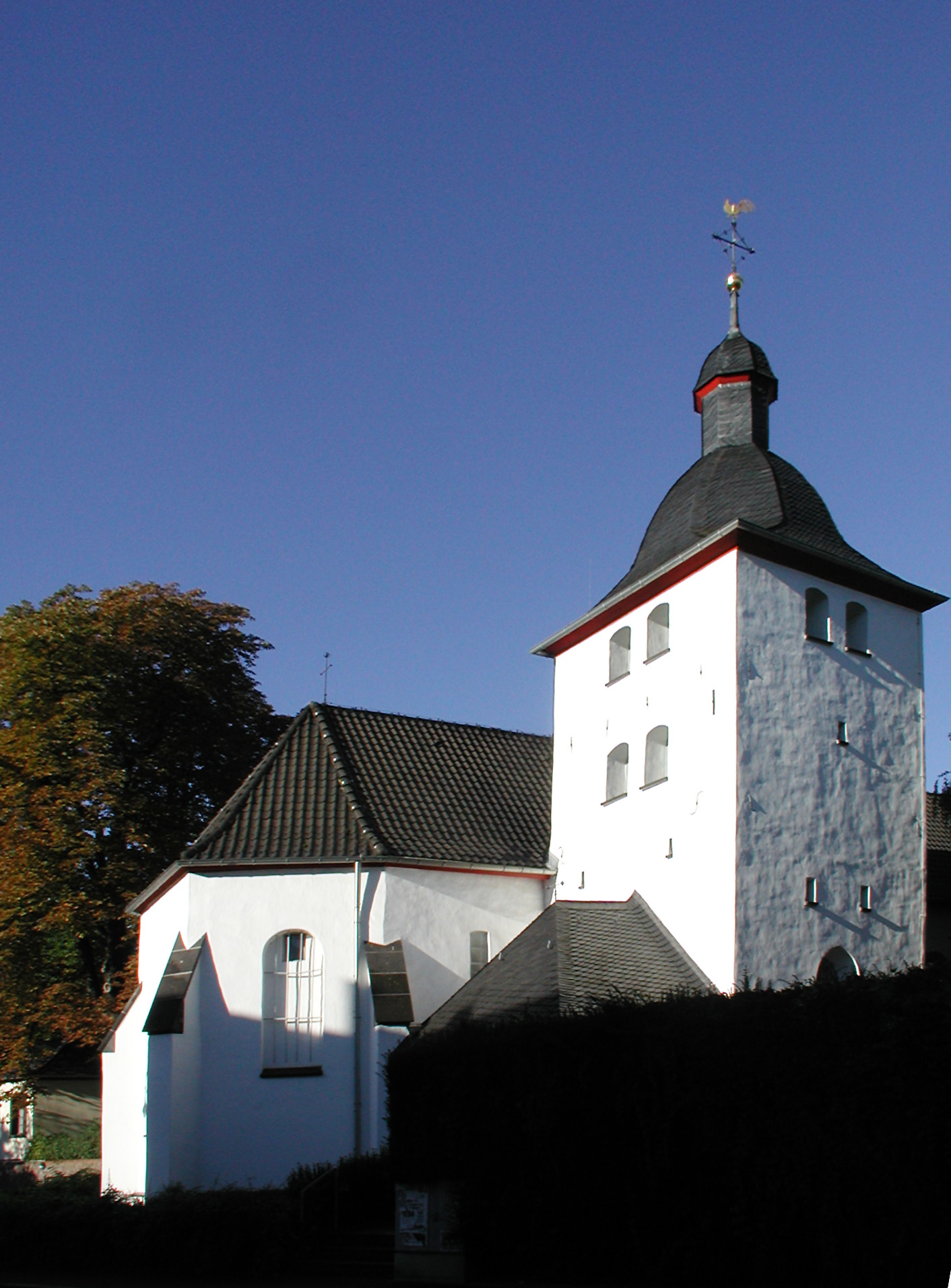
Alt-Hürth, Alt St. Katharina, ältestes Kirchengebäude der Stadt

Katholische Pfarrgemeinden gibt es in jedem Stadtteil außer Sielsdorf und Knapsack. Das Patrozinium der umgesiedelten Knapsacker St.-Joseph-Gemeinde wurde von der im Kirchenzentrum von Hermülheim (Hürth-Mitte) erbauten Pfarrkirche übernommen.
Die Gemeinden sind in der Regel zu Pfarrverbänden zusammengelegt und werden dann gemeinsam von einem Seelsorge-Team aus einem verantwortlichen Pfarrer und mehreren Vikaren (pensionierten Pfarrern), Pastoralreferenten, -assistenten und Diakonen betreut. Zwei Kirchen wurden bereits profaniert. Viele der Kirchen stehen unter Denkmalschutz, so auch die 2006 profanierte St. Ursula in Kalscheuren, die von Dominikus Böhm gebaut wurde. Die Orte Alstädten, Burbach, Kalscheuren, Hermülheim, Stotzheim, Berrenrath und Knapsack waren bis ins 19./frühe 20. Jahrhundert keine eigenen Pfarrgemeinden, sondern umliegenden Ortschaften zugeordnet. Für Berrenrath war dabei auch das Kloster Burbach zuständig. Die ältesten Gemeinden dürften die in Alt-Hürth, Efferen und Kendenich sein. (Zur Geschichte der Pfarreien und Kirchen siehe Ortsartikel)

### Evangelische Gemeinde

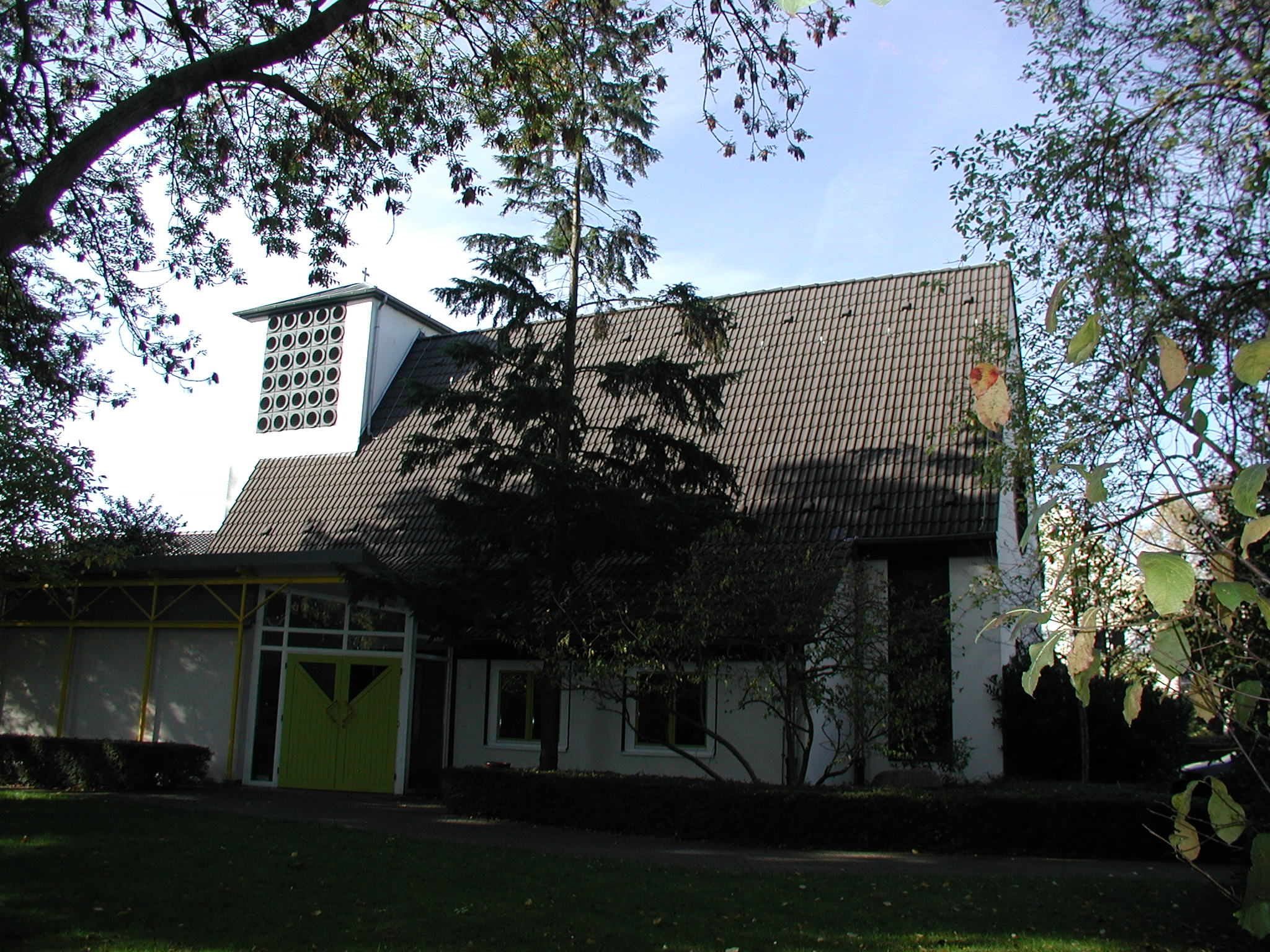
Friedenskirche, jetzt älteste evangelische Kirche in Hürth

Die evangelische Kirchengemeinde Hürth gliedert sich in drei Bezirke:
- Bezirk I: Hürth-Mitte, Hermülheim, Alt-Hürth und Knapsack mit der Martin-Luther-King-Kirche
- Bezirk II: Gleuel, Berrenrath, Sielsdorf, Stotzheim, Alstädten-Burbach mit der Martin-Luther-Kirche
- Bezirk III: Efferen, Teile von Hermülheim, Kendenich, Fischenich und Kalscheuren mit der Friedenskirche

#### Geschichte der Evangelischen in Hürth

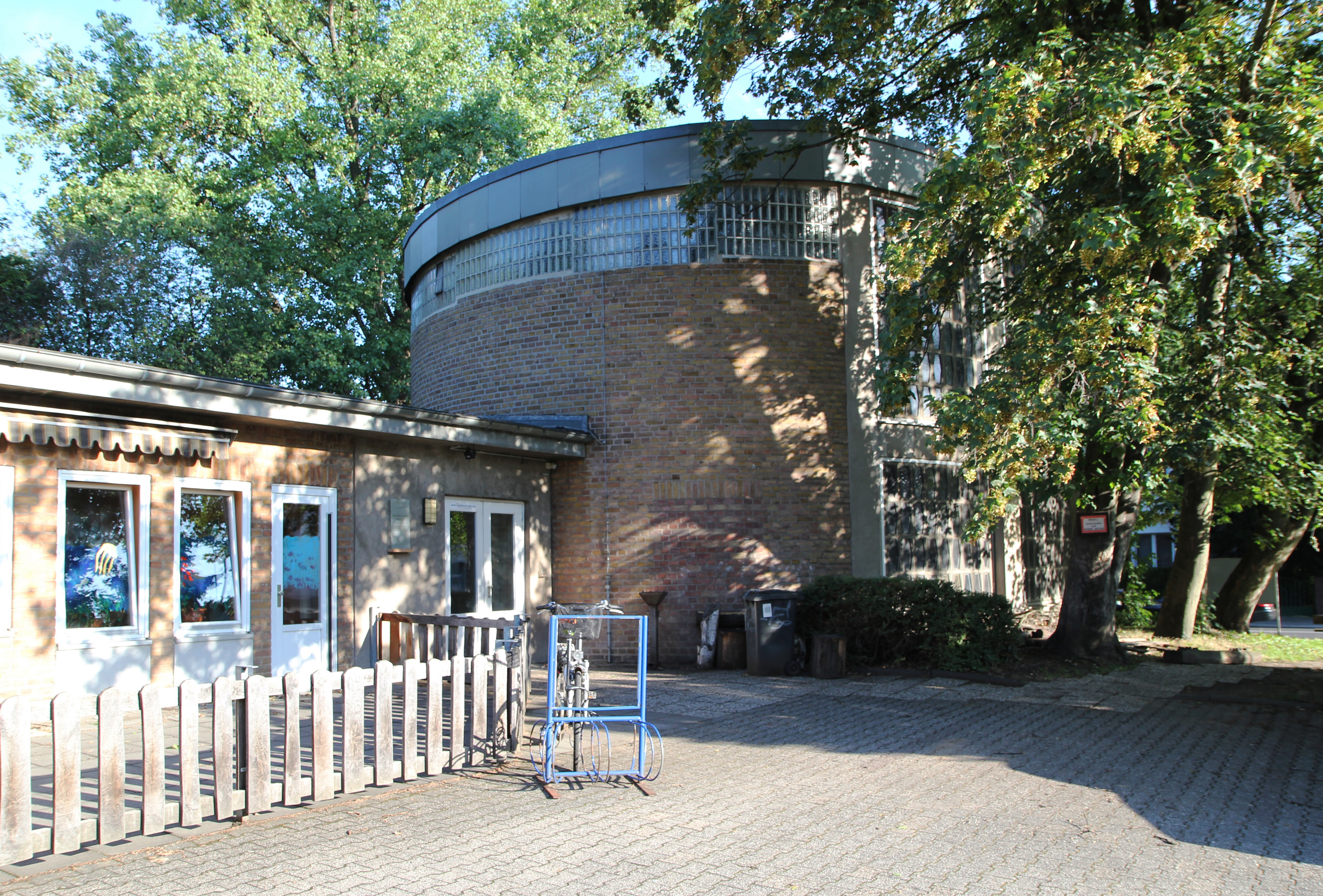
Ehemaliges Gemeindezentrum Kölnstraße

Bis zum Ende des 19. Jahrhunderts gab es in Hürth nur ganz wenige evangelische Christen. Erst mit der Industrialisierung und dem massiven Zuzug von Arbeitern aus dem ganzen Deutschen Reich änderte sich das. Die Evangelischen in den einzelnen Ortsteilen wurden anfangs von Frechen für Gleuel, Burbach, Sielsdorf, Stotzheim und Berrenrath (bis 1921), Brühl (nach 1948 noch Fischenich, Hermülheim und Kalscheuren) und Köln-Lindenthal (Efferen, Stotzheim) betreut. Die Evangelische Kirchengemeinde Knapsack mit (Alt-)Hürth, Kendenich und Berrenrath wurde 1921 als Filialgemeinde von Brühl gegründet und 1948 in die Selbständigkeit entlassen. Die Gemeinde hatte Mitte der 1950er Jahre über 3200 Seelen. Aber erst seit dem 1. Januar 1957 vereinigten sich alle im Bereich der zivilen Großgemeinde Hürth ansässigen Evangelischen zu der neuen Evangelischen Kirchengemeinde Hürth mit damals insgesamt etwa 9000 Seelen. Die Gemeinde hatte nur einen Pfarrer, einen Gemeindediakon (Pastor) und einen Predigthelfer (Katechet). Die Gemeinde wurde zum 1. April 1966 wieder geteilt, der Bezirk Gleuel spaltete sich ab. Seit dem 1. Januar 2015 sind beide Gemeinden „wiedervereinigt“.
Die erste Predigtstätte entstand in Knapsack mit (1921–1943) einem „Holzkirchlein“ am Bertrams-Jagdweg. Die 1951 an der Dr.-Kraus-Straße mit Unterstützung durch die örtliche Industrie errichtete Dankeskirche und das bereits 1926 errichtete Pfarrhaus in der Haupt-/Alleestraße wurden mit der Umsiedlung Knapsacks 1975 abgerissen. Kruzifix und Abendmahls-Geräte, Taufstein und Glocke wurden von Kendenich übernommen, die reich mit Reliefs bebilderte Holz-Kanzel tat später ihren Dienst in Hürth-Mitte. Als weitere Kirchen kamen hinzu die Friedenskirche in Efferen (1952/53), die Martin-Luther-Kirche in Gleuel (1956), in Hermülheim das Kirchenzentrum Kölnstraße mit Gemeindesaal (der zur Kirche erweitert werden sollte), Kindergarten und Pfarrwohnung (1958/59), in der seit dem Abriss der Kirche in Knapsack auch die Kirchengemeindeverwaltung unterkam, und (als Ersatz für Knapsack) die Nathan-Söderblom-Kirche in Kendenich (1973). Hier entstand mit Fischenich, Alt-Hürth und Knapsack der an Seelen kleinste (1900) aber an Ausdehnung größte Bezirk. Zuletzt kam im neuen Stadtzentrum die Martin-Luther-King-Kirche hinzu (1979). Das kleine Kirchenzentrum an der Kölnstraße, das dort im Hinblick auf eine Entwicklung der Bebauung in Richtung Kalscheuren gebaut worden war, verlor von nun an an Bedeutung. Wurde bei der Gründung der Gemeinde noch berichtet von Predigtstätten in den Schulen der übrigen Ortsteile (einmal im Monat) in Stotzheim, Fischenich/Kendenich, Kalscheuren (bis 1959) und Berrenrath (dort gab es sogar einen Kirchbauverein), so wurden diese mit abnehmendem Gottesdienstbesuch und zunehmender Mobilität der Gemeindeglieder aufgegeben. Aus letztlich finanziellen Gründen wurde am 15. Juni 2008 die Kendenicher Kirche entwidmet. Gerätschaften und Taufbecken wurden nach Hürth-Mitte überführt. Die Pfarrstelle wurde aufgehoben, der Bezirk aufgeteilt. Die Ortsteile und die Zahl der Gemeindeglieder hatten sich nicht so entwickelt, dass dies schmucke Gemeindezentrum, das noch wenige Jahre zuvor um Gemeinde- und Jugendräume erweitert worden war, aufrechterhalten werden konnte.
2011 wurde das Gemeindezentrum an der Kölnstraße aufgegeben und 2012 abgerissen. Hier entstand ein Wohn- und Verwaltungshaus der GWG-Wohnungsgesellschaft Rhein-Erft. Als Erinnerung an den Kirchsaal wurde das Glasfenster von E. O. Köpke aus der Dankeskirche in Knapsack, das im Kirchsaal eingebaut war, ins Treppenhaus des Verwaltungsgebäudes übernommen. Die Tagesstätte wurde in der Nähe und unter neuer kirchennaher Trägerschaft neu und größer erbaut. Das Gemeindebüro befindet sich jetzt an der Friedenskirche.

### Sonstige Gemeinden und Konfessionen

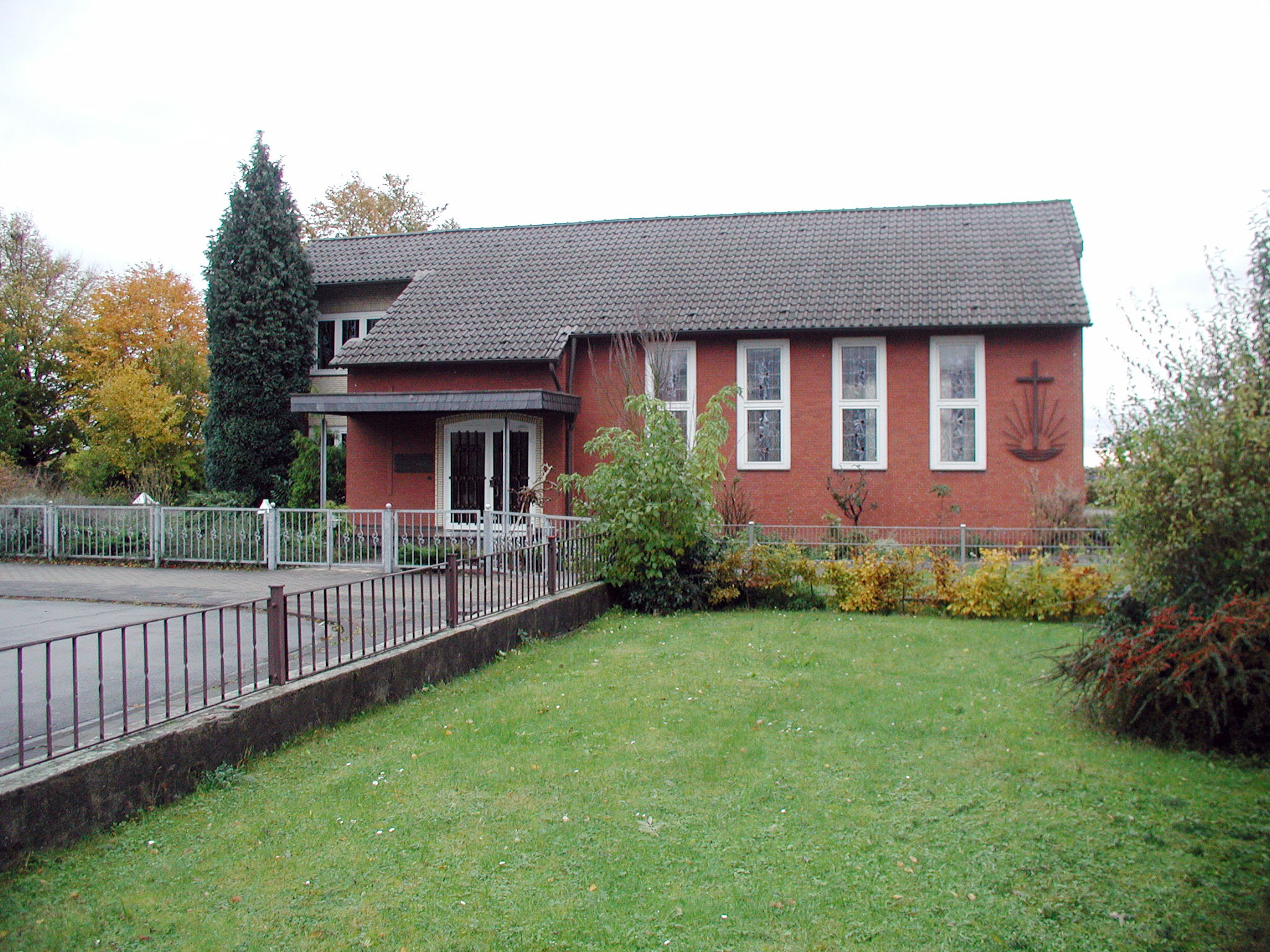
Neuapostolische Kirche, Hermülheim
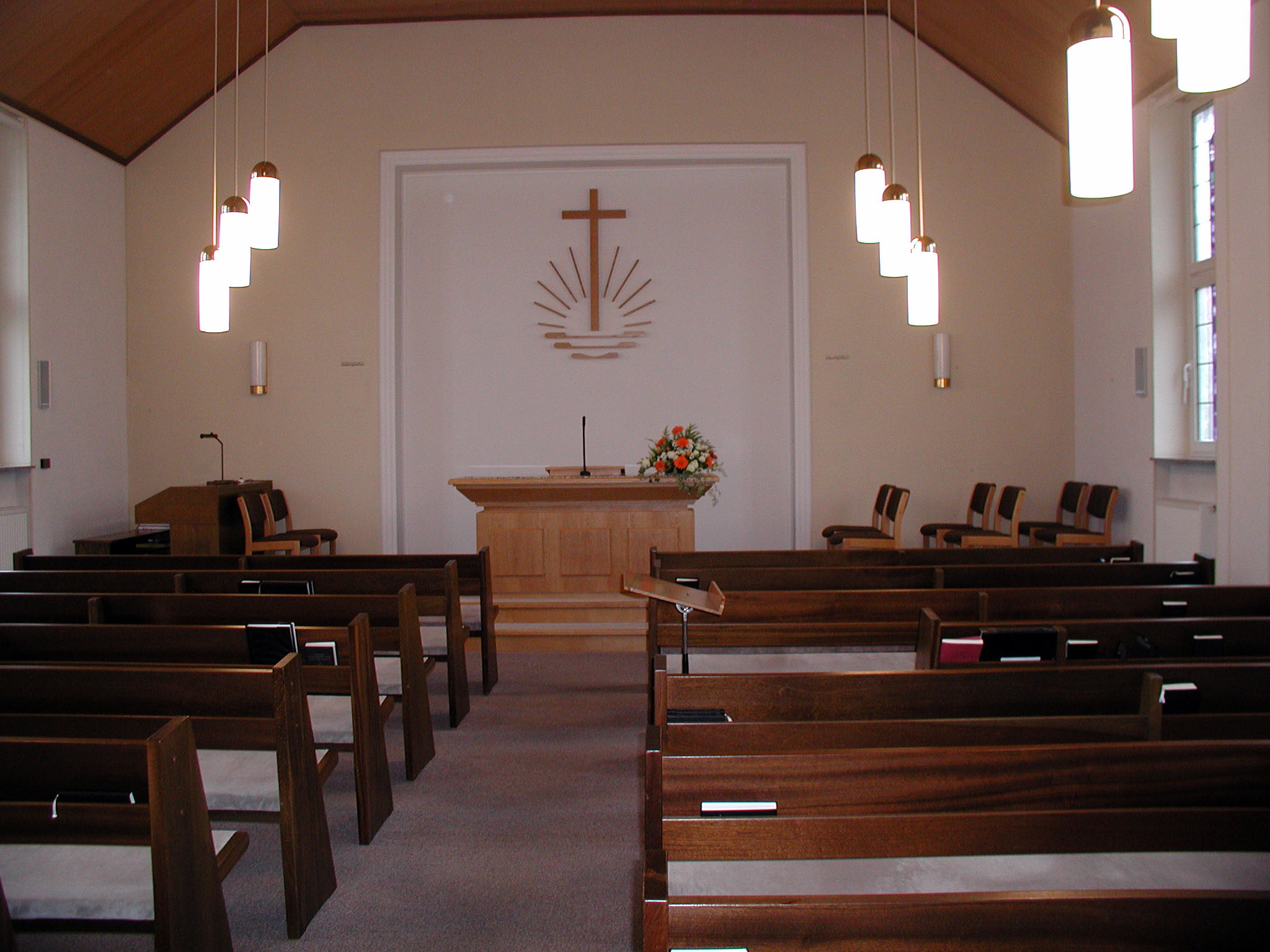
Neuapostol. Kirche, Gebetsraum
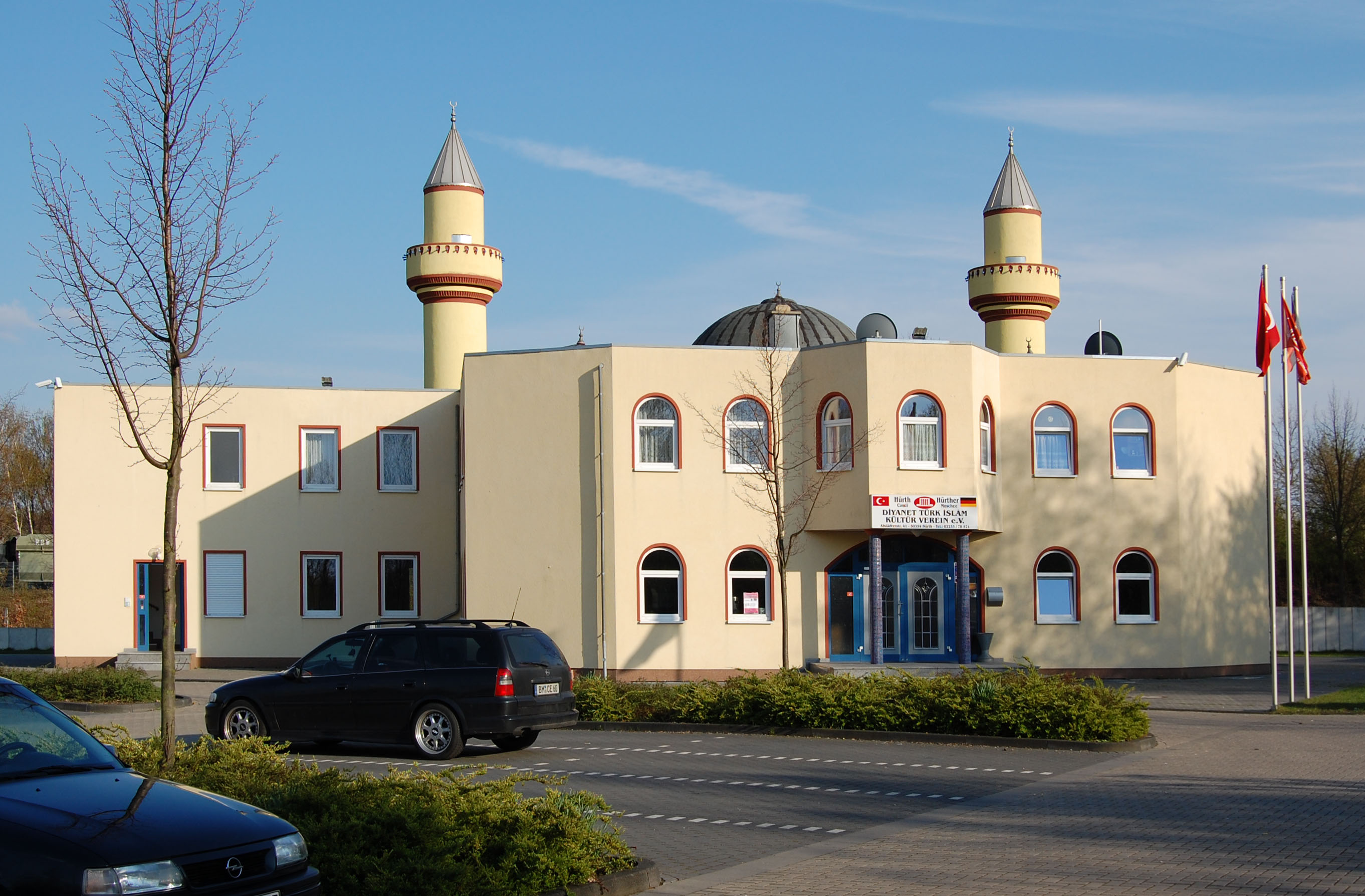
Moschee-Alt-Hürth „Hürth Camii“
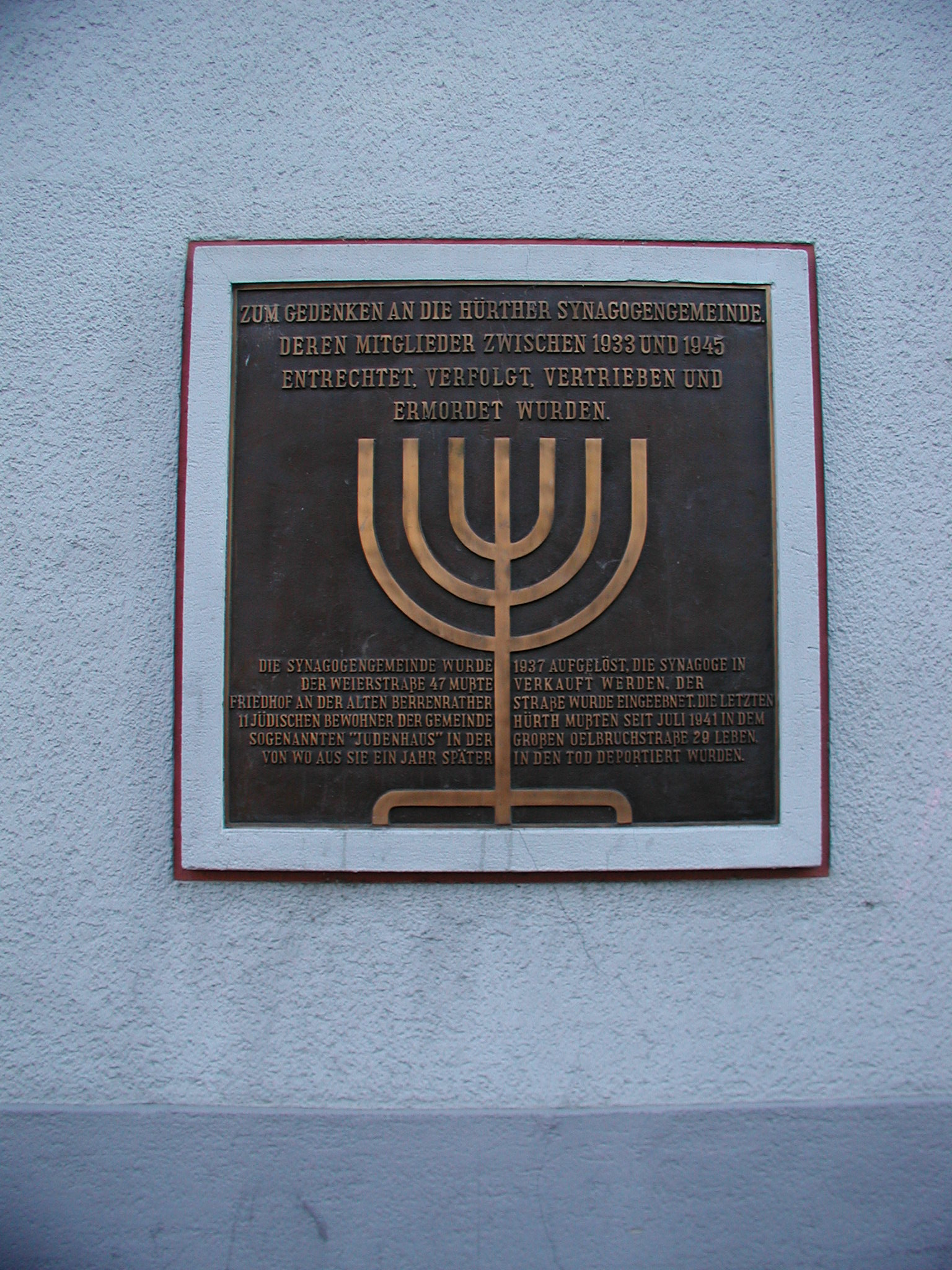
Gedenktafel für ehemalige Synagoge

- In Hermülheim (Lessingstraße) befindet sich eine Neuapostolische Kirche. Die Neuapostolische Kirchengemeinde für den Raum Hürth gründete sich 1921. Erste Gottesdienste fanden in der Küche der Geschwister Herkenrath in Berrenrath statt. Im Juli 1962 erfolgte der erste Spatenstich zum Bau eines eigenen Kirchengebäudes in der Lessingstrasse 48, in Hürth-Hermülheim. Eingeweiht wurde die Kirche im Juni 1964. Im Jahr 2000 erfolgte die Zusammenlegung der Gemeinden Gleuel und Hermülheim zur Gemeinde Hürth. Nach dem Stand vom 1. März 2006 zählt sie 229 Mitglieder und hat 9 nebenamtliche Seelsorger.
- An der Frechener Straße, oberhalb von Alt-Hürth, wurde am 22. Mai 2004 eine Moschee eröffnet.
- Bis März 1939 gab es in Alt-Hürth eine Synagoge. Der Hürther Jüdische Friedhof wurde 1940 eingeebnet. Die jüdische Gemeinde der damaligen Großgemeinde Hürth wurde in der Zeit des Nationalsozialismus nahezu vollständig umgebracht oder ins Exil getrieben. (→ Abschnitt bei Alt-Hürth)

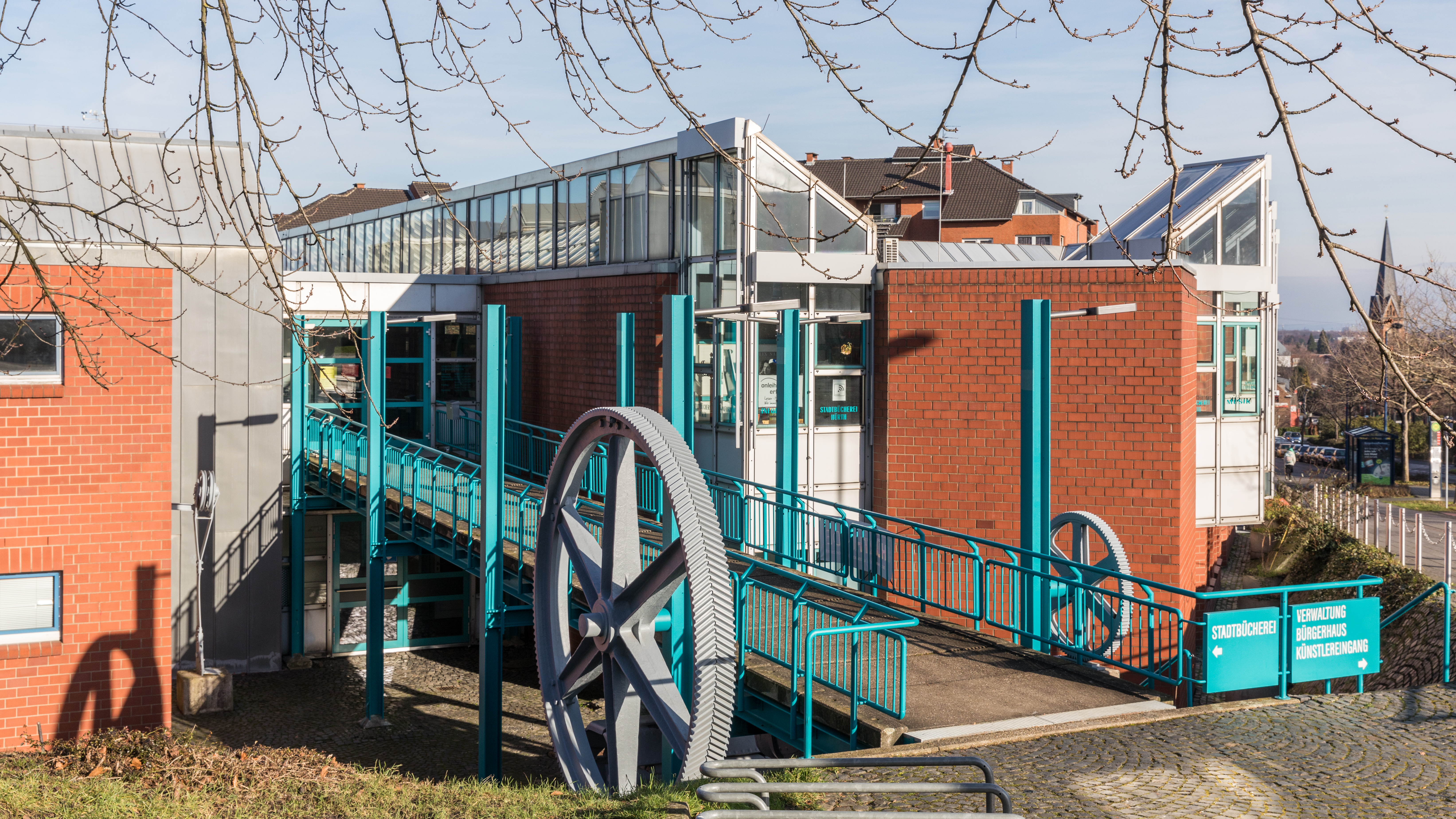
Die Stadtbibliothek

## Archiv und Bibliotheken
Die Stadtbücherei Hürth befindet sich im Bürgerhaus in der Friedrich-Ebert-Straße. Gegründet 1948/49 bietet sie heute über 40.000 Medien auf 807,8563 Quadratmetern.
Ein Schwerpunkt der Sammlung sind Werke zur Ausbildung und Berufswahl sowie Bewerbungsratgeber. Die Stadtbücherei engagiert sich ebenfalls auf dem Gebiet der Kinder- und Jugendliteratur. In diesem Bereich wurden der Bücherei seit 2002 gesonderte Mittel zum wesentlichen Ausbau und Erweiterung ihres Bestandes zur Verfügung gestellt. Durch die jahrelange Durchführung von Kinderveranstaltungen steht die Stadtbücherei heute in engem Kontakt zu den Hürther Schulen und betreibt in dieser Kooperation aktiv Leseförderung. Die Öffnungszeiten und weitere Informationen sind auf der städtischen Homepage einzusehen. Das städtische Archiv unter professioneller Leitung eines Historikers befindet sich ebenfalls im Bürgerhaus.

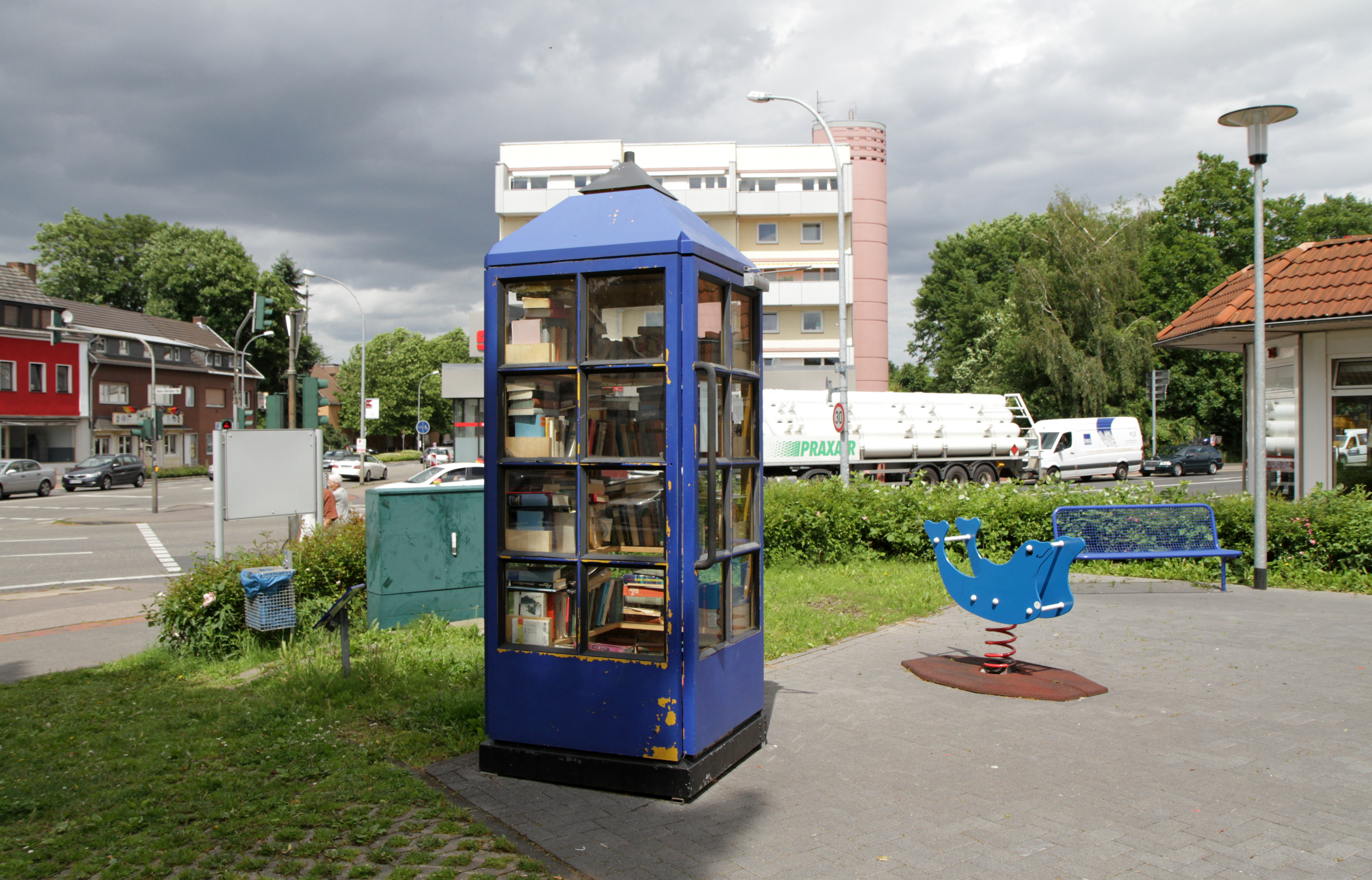
Offener Bücherschrank

Weitere öffentliche Büchereien werden von einzelnen Kirchengemeinden in den Stadtteilen betrieben. Im Jahre 1988 gab es noch zwölf solche, darunter auch zwei evangelische. Heute sind es noch vier: in Gleuel, Alstädten/Burbach, Kendenich und Efferen. Sie haben zwischen 2000 und 8000 (Efferen) Medien und kooperieren – wie St. Maria am Brunnen in Alstädten – mit der örtlichen Grundschule. Öffnungszeiten sind ein bis zwei Stunden am Sonntagvormittag und meist noch eine Stunde an einem Wochennachmittag.
Neu ist die Albert-Schweitzer-Bibliothek am gleichnamigen Gymnasium mit 3000 Medien, davon 1500 Sachbücher, die mit Hilfe des Fördervereins aufgebaut wurde.
Alle diese nichtstädtischen Büchereien werden von ehrenamtlichen Mitarbeitern betreut.
Die Ortsgemeinschaft betreibt in der Ortsmitte von Hermülheim, Luxemburger Straße / Hans-Böckler-Straße, einen öffentlichen Bücherschrank. Am 3. April 2019 wurde ein weiterer offener Bücherschrank in Hürth-Efferen, Kaulardstraße 20–22, eingeweiht, der von der Firma Innogy gestiftet wurde.

## Schulen
Die Wirtschaftskraft der Stadt machte es möglich, dass Hürth zum 1. April 1940 als erster Ort im Umland von Köln eine Mittelschule als erste weiterführende Schule einrichten konnte. Die Schule im Ortsteil Hermülheim zog Schüler auch von außerhalb an. Nach einem Jahr Unterbrechung 1945/1946 verließen im April 1947 14 Schüler die dann bereits Realschule benannte Einrichtung mit dem Zeugnis der Mittleren Reife, darunter auch der spätere Brühler Unternehmer und ADAC-Präsident Otto Flimm. Seit 1960 trägt die Schule den Namen Friedrich-Ebert-Realschule. Gymnasiasten aus Hürth mussten entweder nach Brühl oder nach Köln-Lindenthal fahren.

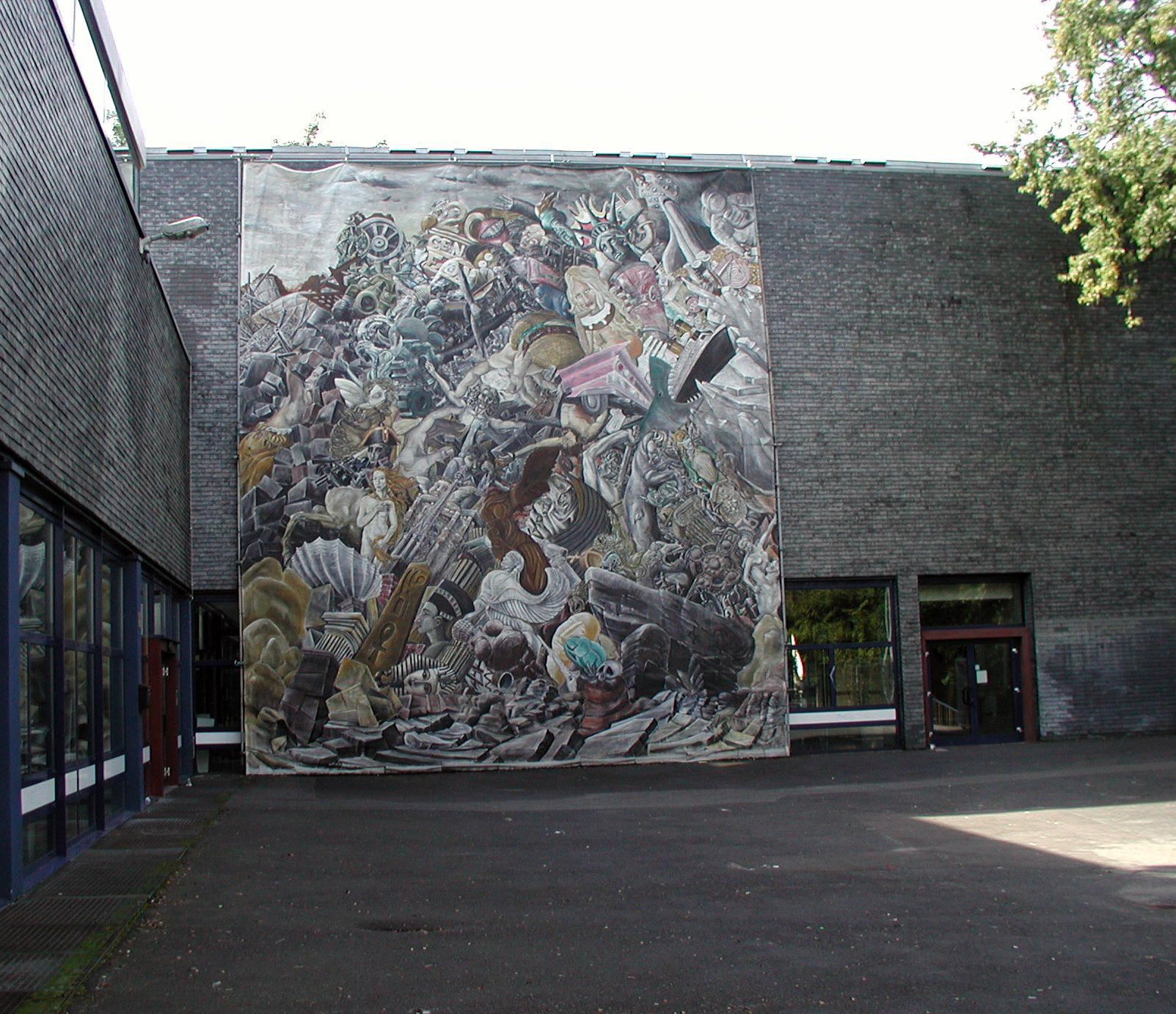
Ernst-Mach-Gymnasium, Schülerarbeit für eine Abiturfeier und Abschiedsgeschenk an die Schule

1960 konnte mit dem Aufbau eines eigenen Gymnasiums, zuerst noch in Baracken an der Realschule begonnen werden. Seit 2005 hat die Schulkonferenz mit Zustimmung des Rates der Stadt für die Schule den Namen Ernst-Mach-Gymnasium Hürth gewählt. Vorher hieß die Schule Gymnasium Hürth Bonnstraße.
1974 wurde bei den Planungen für ein neues Schulzentrums an der Sudetenstraße eine Erweiterung des Schulangebotes notwendig. Ein zweites Gymnasium wurde errichtet, auch dies einzigartig für eine Mittelstadt. Seit 1991 führt das Gymnasium begründet durch großes Engagement der Schule an und für Projekte in der Dritten Welt den Namen Albert-Schweitzer-Gymnasium. 1989 führte die Schule als erste Schule in Deutschland einen bilingualen Deutsch/Spanischen Zweig ein.
Diese drei weiterführenden Schulen haben Schülerzahlen, die sie an die Grenzen ihrer Kapazität bringen. Die Gymnasien um die 1000 und die Realschule über 750.
Mit dem Schuljahr 2014/2015 wurde eine erste Gesamtschule eingerichtet. Für die 2016/17 dann fünfzügige Schule wird ein Neubau im Schulzentrum Sudetenstraße errichtet. Vorläufig werden die ersten vier Parallelklassen in der Dr.-Kürten-Schule untergebracht.
Eine Gemeinschaftshauptschule gibt es in Kendenich als Ganztagsschule. Die bisherige GHS an der Sudetenstraße wurde mit Ende des Schuljahres 2013/2014 aufgelöst und die restlichen Schüler in die GHS Kendenich integriert.
In der Stadt gibt es zwei Förderschulen. Die Milos-Sovak-Schule in Stotzheim mit dem Schwerpunkt Sprache wird vom Kreis unterhalten als Durchgangsschule für die Stufen 1 bis 4 mit einer Vorstufenklasse und hat überörtliche Bedeutung. Die nach Arnold Kürten benannte Dr.-Kürten-Schule hat die Schwerpunkte Lernen, Sprache und emotionale und soziale Entwicklung. Sie bietet Primar- und Sekundarstufe I an.
In den Ortsteilen Hermülheim, Kendenich, Fischenich, Gleuel, Berrenrath und Alstädten-Burbach gibt es jeweils eine Grundschule, in Efferen und Alt-Hürth jeweils zwei. Die einzige evangelische Konfessionsschule in Hürth ist die Bodelschwinghschule in Alt-Hürth, dazu kommen mehrere katholische.

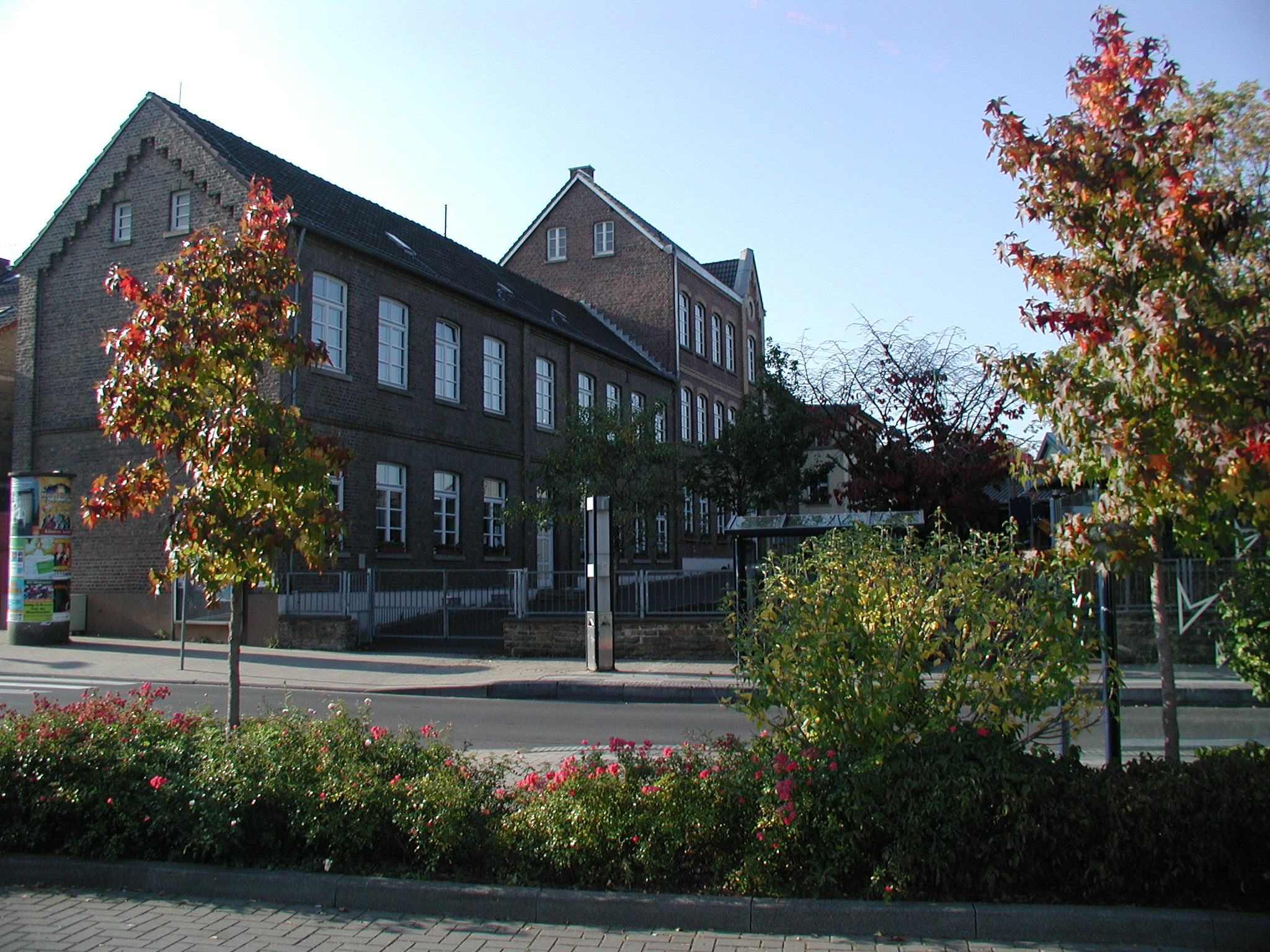
Grundschule in Kendenich

Im Dietrich-Bonhoeffer-Haus, einem Internat der Diakonie Michaelshoven, leben und lernen 37 Schülerinnen und Schüler mit einer körperlichen Behinderung.
Die staatlichen Berufsbildenden Schulen stehen in der Trägerschaft des Rhein-Erft-Kreises. Eine von fünf Schulen an sieben Standorten ist das Goldenberg Berufskolleg in Alt-Hürth, einer Schule für Technik und Gestaltung mit Gymnasialer Oberstufe. Dort kann in Verbindung mit technischer oder gestalterischer Ausbildung eine Anzahl von allgemeinen Bildungsabschlüssen in Teil- und Vollzeit bis hin zur allgemeinen Hochschulreife erlangt werden. Das Kolleg hat als erstes im Kreis das aufwendige Zertifizierungsverfahren zur Europaschule erfolgreich durchlaufen und wurde im Februar 2010 wegen seiner internationalen Austauschprogramme mit Schulen und Betrieben in acht europäischen Ländern vom Land NRW ausgezeichnet.
Im Ortsteil Gleuel befindet sich seit 1996 das in privater Trägerschaft der Lebenshilfe Nordrhein-Westfalen stehende Alexandra-Klausa-Berufskolleg für Heilerziehungspflege. Es kooperiert dort für die praktische Ausbildung unter anderem mit der angrenzenden Käthe Kraemer Heilpädagogische Kindertagesstätte.
2010 wurde an der Rhein-Erft-Akademie, der Aus- und Weiterbildungseinrichtung des Chemieparks, das erste nicht öffentlich getragene Berufskolleg für den industriellen Bereich eingerichtet. Es bietet Ausbildung für Chemikanten, Industriemechaniker und -kaufleute sowie seit 2012 Elektrotechnik an. Es kann hier auch die Fachhochschulreife erworben werden. Betont wird die Verzahnung mit der betrieblichen Ausbildung.
Seit Herbst 2007 gibt es in Kooperation mit der Fachhochschule Aachen einen berufsbegleitenden Bachelor-Studiengang Prozesstechnik. Die ersten drei Semester werden in Hürth absolviert, das vierte bis siebte am Standort Jülich und das achte mit einem Abschlussprojekt im kooperierenden Unternehmen. Weitere Kooperationen bestehen mit der Europäischen Fachhochschule in Brühl und der Fachhochschule des Mittelstands, Standort Pulheim. Hürth ist dadurch, als Außenstelle, Hochschulstandort.

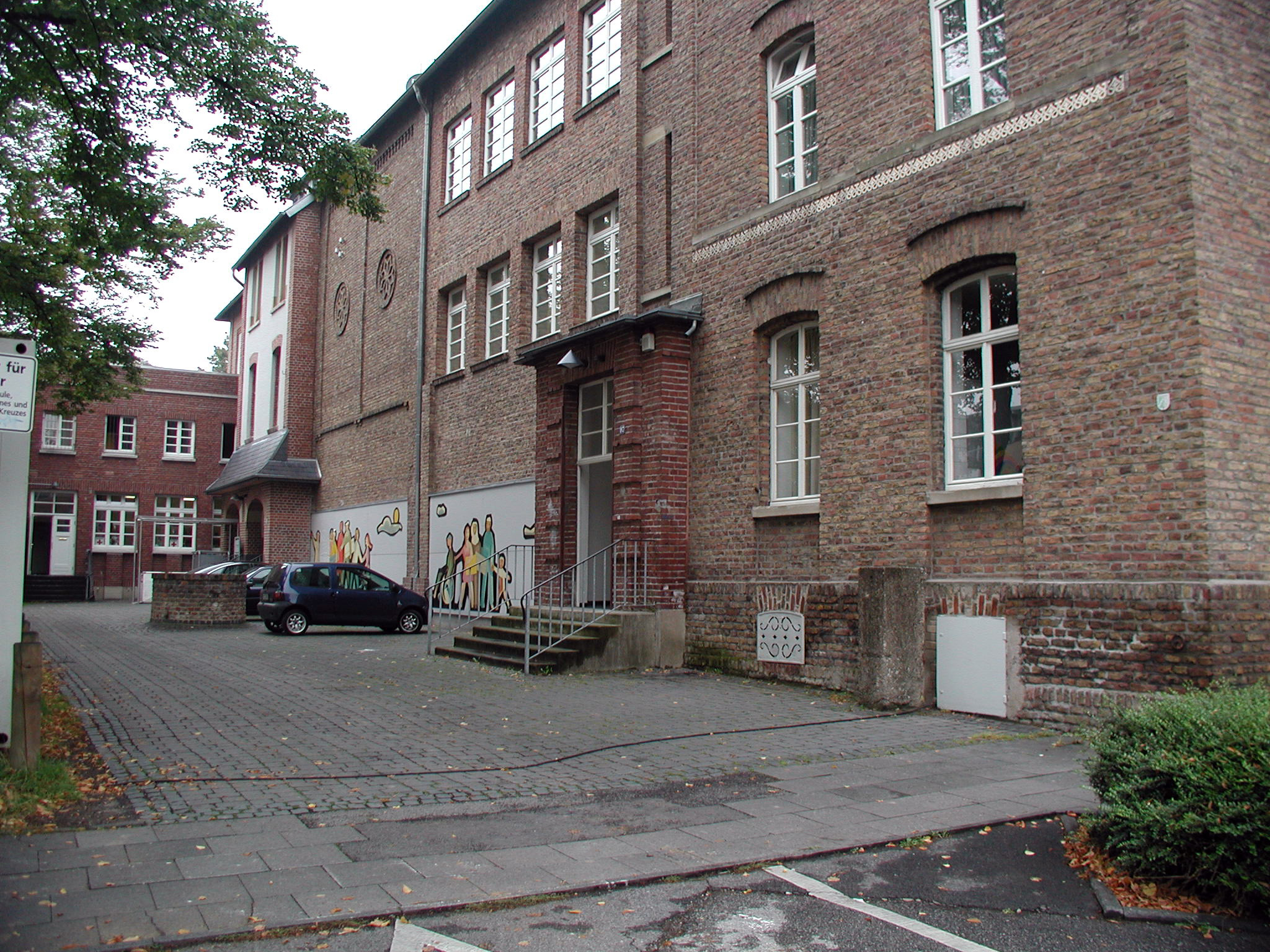
VHS, Ahl Schull Efferen, Bachstraße

Die Josef Metternich Musikschule der Stadt Hürth in Hermülheim und die Volkshochschule des Zweckverbandes von vier Städten im Süden des Rhein-Erft-Kreises mit einem Schulgebäude, der Ahl Schull, in Efferen runden das Bildungsangebot in Hürth ab.

## Kindertagesstätten
In allen größeren Ortsteilen gibt es meist mehrere Kindertagesstätten verschiedener Träger. Die größeren Einrichtungen haben bis zu sechs Gruppen. Die früher vorherrschenden Kindergärten in kirchlicher Trägerschaft wurden nicht vermehrt. Einige mussten von der Stadt übernommen werden. Die einzige evangelische KiTa konnte an einen anderen evangelischen Träger übergeben werden. An besonderen Einrichtungen ist die KiTa der Lebenshilfe für behinderte Kinder in Gleuel zu nennen. Seit Sommer 2011 besteht ein Waldkindergarten im Naherholungsgebiet Hürtherberg. Der privaten KiTa Glückskind in Efferen (im Malerviertel, errichtet 2010) wurde Ende 2011 ein Kinderhotel mit 6 Betten angegliedert.

## Jugend
Die Stadt betreibt ein zentral gelegenes Jugendzentrum an der Bonnstraße. In den Ortsteilen gibt es meist von den katholischen Kirchengemeinden getragene Einrichtungen der Teiloffenen Tür, die meist nur an wenigen Nachmittagen und nur für Jugendliche eines bestimmten Alters offenstehen. Besonders hervorzuheben ist die Einrichtung Fischnet an St. Martinus in Fischenich, die sich besonders um die berufliche Eingliederung der Jugendlichen bemüht. Auch die evangelische Matthäus-Kirchengemeinde betreibt mit dem Kinderatelier in Hermülheim eine Einrichtung, die Musik-, Computer-, Kunst- und Kochkurse anbietet, die für alle Jugendlichen offen sind. Dazu kommt die kirchliche Jugendarbeit der Konfessionen.
Die in vielen Stadtteilen angelegten Bolzplätze werden nur noch sehr selten oder gar nicht genutzt. Einzig die Kinderspielplätze mit ihren Spiel- und Klettergeräten und Sandkästen werden von Eltern mit Kleinkindern angenommen. Dies gilt vor allem für die Neubaugebiete, in die viele junge Familien eingezogen sind. Entsprechende Plätze in Alt-Hürth sind dagegen eher verwaist. Die Schulhöfe sind in der Regel für Spiele nachmittags offen.
Zentraler Spielort ist die Freizeitanlage neben dem Hallenbad in Hermülheim (Hürth-Mitte). Dort stehen neben einem Kinderspielplatz, einem Basketballfeld, zwei Volleyballplätzen, einem Trampolin, sowie einer Tischtennisplatte eine Halfpipe zur Verfügung. Eine ehemalige Halle zum Skaten wurde mittlerweile aufgrund der Einsturzgefahr abgerissen.

## Senioren
Seit Mai 2006 besteht ein Seniorenbeirat der Stadt, dessen 13 Mitglieder aus den Stadtteilen auf Vorschlag der Ortsgemeinschaften vom Rat ernannt werden. Seine Aufgabe ist Interessenvertretung aller Senioren gegenüber Rat und Verwaltung. Dazu gibt es in der Verwaltung eine Koordinierungsstelle für Seniorenarbeit, die Aktivitäten für Senioren unterstützt und koordiniert. Sie gibt einen Wegweiser heraus, der die Angebote für die älteren Einwohner der Vereine und Gruppierungen auflistet.
Seniorenarbeit betreiben insbesondere die Arbeiterwohlfahrt in eigenen Räumlichkeiten in den größeren Stadtteilen, die Kirchen in ihren Gemeindezentren sowie die großen Parteien. Offen für alle Senioren ist das von der Evangelischen Matthäus-Kirchengemeinde getragene Seniorennetzwerk Löwenzahn in einem zur Verfügung gestellten Haus in Hermülheim.

## Politik

### Stadtrat
Die Tabelle zeigt die Sitzverteilung nach den Kommunalwahlen ab 2009:
|         | 2020 | 2014 | 2009 |
| ------- | ---- | ---- | ---- |
| CDU     | 22   | 18   | 17   |
| SPD     | 11   | 15   | 18   |
| Grüne   | 10   | 5    | 4    |
| AfD     | 2    | –    | –    |
| FDP     | 1    | 1    | 3    |
| Linke   | 1    | 2    | 2    |
| FWH1    | 1    | 2    | −    |
| Piraten | −    | 1    | −    |
| Gesamt  | 48   | 44   | 44   |

1FWH: Freie Wähler Hürth
Nach der Kommunalwahl 2009 gab es eine Kooperation aus SPD, Grünen und FDP. Ab 2014 gab es eine Ratskoalition von CDU und Grünen.

### Bürgermeister
Bei der Bürgermeisterwahl am 13. September 2015 setzte sich der CDU-Kandidat Dirk Breuer mit 56,4 % der Stimmen im ersten Wahlgang durch und wurde 2020 mit 55,0 % im Amt bestätigt. Breuers Stellvertreter sind Peter Prinz und Aylin Kocabeygirli (beide CDU). Prinz geht damit bereits in seine vierte Amtszeit als Vize-Bürgermeister und ist seit mehr als 15 Jahren Ortsvorsteher von Alstädten-Burbach. Kocabeygirli hingegen vertritt zum ersten Mal den christdemokratischen Bürgermeister. Sie ist die erste Vize-Bürgermeisterin mit Migrationshintergrund in der Geschichte der Stadt.
Bürgermeister seit 1800:
- Karl Josef Scholl (1800–1808)
- Adam Josef Scholl (1809–1817)
- Heinrich Felten (1817–1845)
- Engelbert Grouven (1845)
- Johann Peter Weygold (1845–1851)
- Franz Josef Rosell (1851–1876)
- Heinrich Rosell (1876–1920)

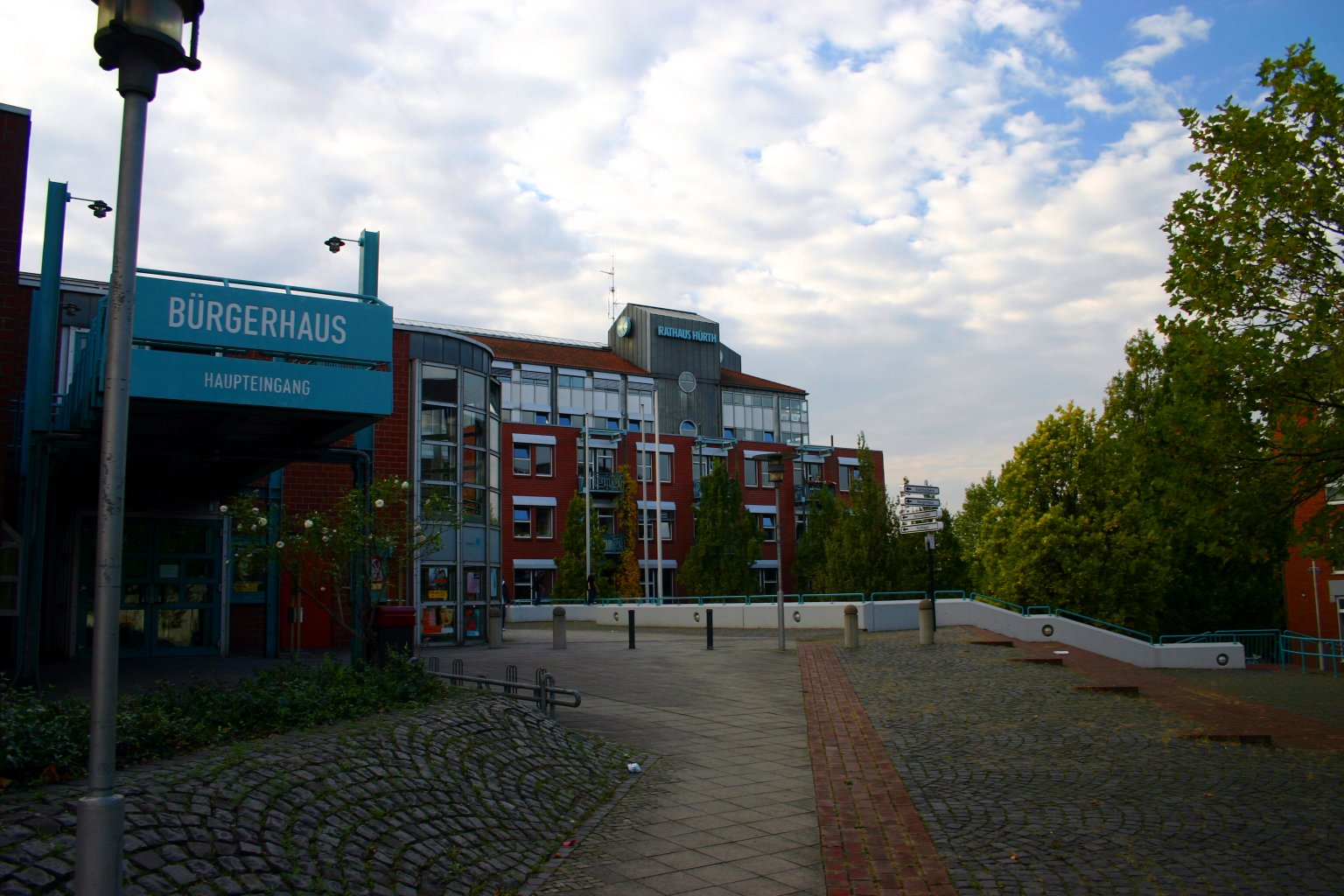
Bürgerhaus und Rathaus

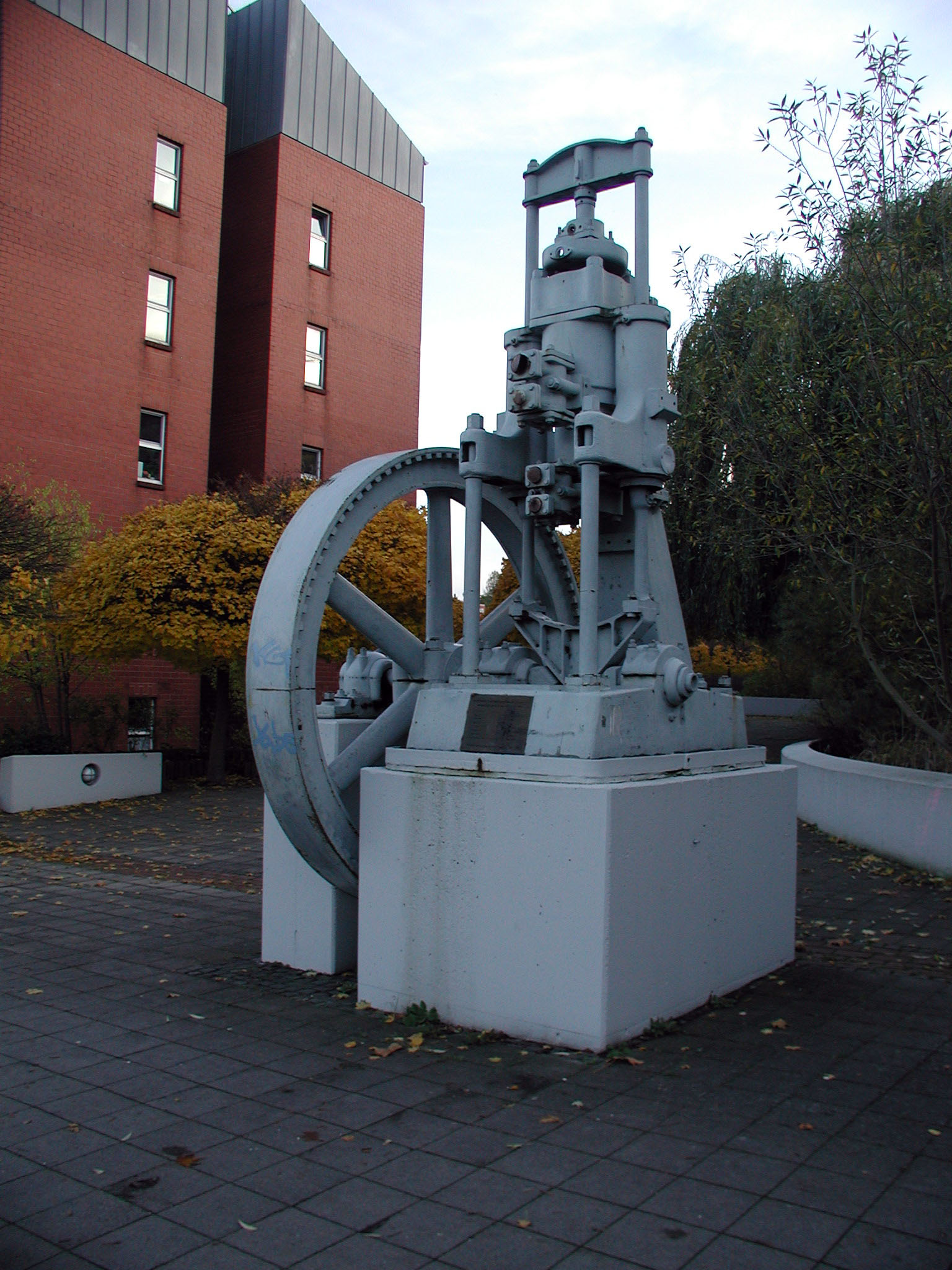
Denkmal am Rathaus, von der Degussa 1985 gestiftet.

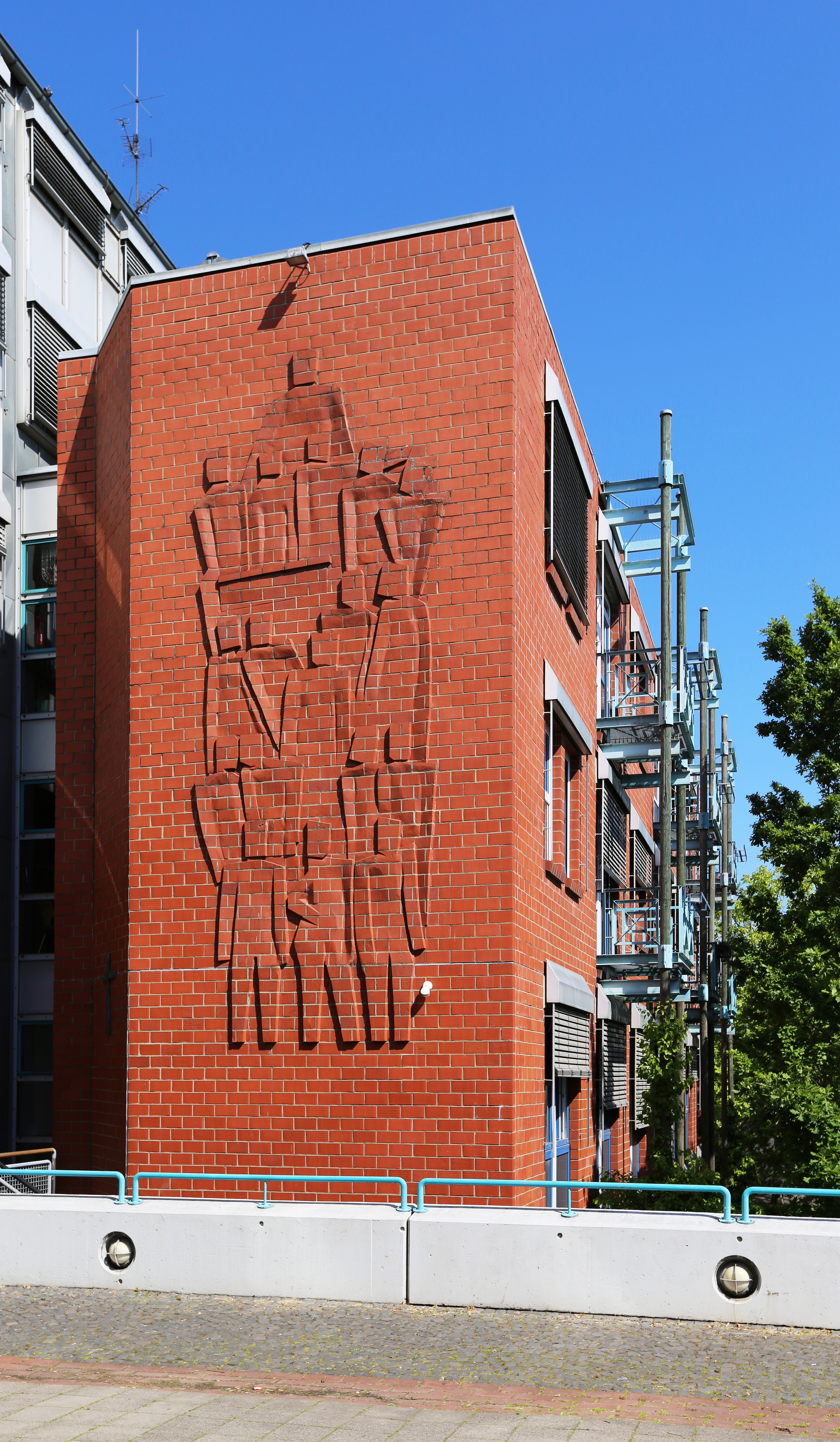
Ziegelrelief am Rathaus der Hürther Künstlerinnen Schausten und Schlasa

- Werner Disse (Zentrum), (1920–1930)

Bürgermeister der Großgemeinde Hürth seit 1930:
- Werner Disse (Zentrum), (1930–1933)
- Heinrich Goß (NSDAP), (1933–1944)
- Jakob Zimmermann (NSDAP), (1944–1945)

Bürgermeister seit 1945:
- Fritz Räcke, SPD, (1945–1946), hauptamtlich, 1920–1933 und ab 1946 Gemeindedirektor
- Heinrich Poll, KPD (1946)
- Karl Pimpertz, CDU, (1946–1948)
- Jakob Eßer, SPD, (1948–1956)
- Heinrich Vomhof, SPD (1956–1961)
- Karl Ingenerf, CDU, (1961–1965, Ehrenbürger)
- Hanns Conzen, CDU, (1965–1979)
- Rudi Tonn, SPD, (1979–1999, Ehrenbürger)

Hauptamtliche Bürgermeister seit 1999:
- Walther Boecker, SPD, (1999–2015), 1996–1999 Stadtdirektor
- Dirk Breuer, CDU, (ab 2015)

### Politische Entwicklung
Die SPD war lange Jahre die dominierende politische Kraft in Hürth, in den 1950er Jahren auch in enger Zusammenarbeit mit den Kommunisten. Hürth galt als „Rote Hochburg“. 1961 wurde die CDU stärkste Kraft im Rat und konnte mit Unterstützung der FDP bis 1979 mit Karl Ingenerf und Hanns Conzen die Bürgermeister stellen. Ab 1969 war die SPD zwar wieder größte Fraktion, gegenüber dem bürgerlichen Lager dennoch in der Minderheit. Zwischen 1979 und 1999 verfügte die SPD unter Bürgermeister Rudi Tonn über eine absolute Mehrheit im Stadtrat. Von 1999 bis 2004 verfügte ein schwarz-gelbes Bündnis über die Mehrheit im Rat. Seit der Kommunalwahl 2009 bestimmte eine Kooperation aus SPD (18 Mandate), Grünen (4 Mandate) und FDP (3 Mandate) die Geschicke der Stadt. Seit 2014 ist die CDU wieder die stärkste Fraktion im Rat. Sie koaliert mit den Grünen.
Die vorrangige Aufgabe für Politik und Verwaltung wird die Konsolidierung des Haushaltes sein. Ein weiteres Anliegen der Kommunalpolitik in den letzten Jahrzehnten war, der Stadt ein Zentrum zu geben und sie zusammenwachsen zu lassen. Die Verwirklichung dieses Zentrums zwischen Alt-Hürth und Hermülheim („Hürth-Mitte“ gehört zum Stadtteil Hermülheim) mit dem Einkaufszentrum Hürth Park, neuem Rathaus, Post, zwei Kirchen, zwei Gymnasien, zentraler Hauptschule, Schwimmbad und verdichteter Wohnbebauung, direkt neben dem bereits in den 1930er Jahren entstandenen Zentralstadion, ist Ausdruck dieser Bemühungen.
Die Stadtverwaltung ist in vier Dezernate unterteilt, von denen eines direkt dem Bürgermeister unterstellt ist. Der Stadtkämmerer verhängte aufgrund der prekären finanziellen Lage der Stadt am 23. Juli 2009 eine Haushaltssperre. Die problematische Situation ist unter anderem darauf zurückzuführen, dass die Gewerbesteuereinnahmen der Stadt von 2007 bis 2009 von 40 auf erwartete 20 Millionen Euro gefallen sind.
Aus der Kreistagswahl im Jahr 2014 ging auch in Hürth die CDU mit 41,9 % wieder als stärkste Kraft hervor. Im Kreistag des Rhein-Erft-Kreises wird die Stadt Hürth durch die direkt gewählten Kreistagsmitglieder Willi Zylajew, Frank Rock, Otto Winkelhag und Gerd Fabian (CDU) sowie durch die über die jeweiligen Listen eingezogenen Kreistagsmitglieder Bert Reinhardt, Oliver Scheffler und Klaus Lennartz (SPD), Nicole Kolster, Horst Lambertz und Friederike Seydel (Grüne) sowie Martina Thomas (LINKE) vertreten.

### Stadt- beziehungsweise Gemeindedirektoren
Bis 1999 wurde die Stadtverwaltung von einem hauptamtlichen Stadtdirektor geleitet, der vom Rat gewählt wurde. Das Amt des Bürgermeisters war bis dahin ein Ehrenamt, beide Funktionen verschmolzen im Amt des hauptamtlichen Bürgermeisters, der direkt von der Bevölkerung gewählt wird.
Stadt- beziehungsweise Gemeindedirektoren seit 1946:

#### Gemeindedirektoren
- Fritz Räcke (SPD) 1946
- Albert Lüttgenau 9/1946–1/1947
- Josef Arens (CDU) 1947–1953
- Otto Räcke (SPD), Sohn von Fritz Räcke, 1953–1972
- Georg Rogge (SPD) 1972–1978

#### Stadtdirektoren
- Georg Rogge (SPD) 1978–1991
- Heribert Rohr (SPD) 1991–1995
- Walther Boecker (SPD) 1996–1999

### Politik in den Stadtteilen
Die zwölf Hürther Stadtteile sind in neun Stadtbezirke gegliedert. Jeder Stadtbezirk hat einen Ortsvorsteher, der von der Partei vorgeschlagen wird, welche bei der Kommunalwahl im Stadtbezirk den höchsten Stimmenanteil erzielt. Von 2014 bis 2020 stellte die CDU sieben Ortsvorsteher (Thomas Fund in Alt-Hürth/Knapsack, Peter Prinz in Alstädten-Burbach, Gerd Fabian in Berrenrath, Raimund Westphal in Fischenich, Otto Winkelhag in Stotzheim/Sielsdorf, Hans-Josef Lang in Hermülheim / Kalscheuren, Thomas Blank in Efferen), die SPD zwei (Frank Baer in Kendenich, Hannelore Pantke-Reinhardt in Gleuel).
Seit der Kommunalwahl 2020 stellt die CDU acht der neun Ortsvorsteher. CDU-Ortsvorsteher sind:
Dennis Mehren (Fischenich), Thomas Blank (Efferen), Hans-Josef Lang (Hermülheim und Kalscheuren), Heinz-Werner Kriesch (Gleuel), Gerd Fabian (Berrenrath), Willy Winkelhag (Stotzheim und Sielsdorf), Peter Prinz (Alstädten-Burbach), Thomas Fund (Alt-Hürth und Knapsack).
In Kendenich stellt die SPD mit Frank Baer den Ortsvorsteher.

## Hoheitssymbole

### Wappen
| Stadtwappen von Hürth | Blasonierung: „Geteilt und oben gespalten; vorn oben in Schwarz ein rot bewehrter silberner Adler, hinten oben in Silber ein durchgehendes schwarzes Kreuz, unten in Rot ein halbes silbernes Zahnrad.“ |
| Stadtwappen von Hürth | Wappenbegründung: Das Wappen wurde am 26. Oktober 1934 durch Erlass des preußischen Staatsministeriums verliehen. Die ersten Anregungen für die Schaffung und Gestaltung eines Wappens gingen von dem Volksschulrektor, Heimatforscher und ehrenamtlichen Denkmalpfleger Arnold Hillen aus. Endgültig entworfen wurde es von dem Berliner Heraldiker Gustav Adolf Closs. Es besteht aus drei Teilen: - Adler: Der Adler ist dem Wappen der Ritter Hürth von Schöneck entnommen, wobei es sich allerdings um einen kuriosen historischen Irrtum handelt. Zur Zeit der Wappenverleihung ging man davon aus, dass das Eifeler Geschlecht derer von Schöneck aus der im 13. Jahrhundert mehrfach erwähnten Familie der Ritter de Hurte hervorgegangen sei. Letztere sind jedoch offenbar früh ausgestorben, und die Eifeler haben mit den Hürthern in Wahrheit überhaupt nichts zu tun. Der Hürther Heimatforscher Clemens Klug fand es daher schon 1961 bedauerlich, dass der silberne Adler des Geschlechtes Hürth von Schöneck in das Wappen der Gemeinde gelangte. - Schwarzes Kreuz: Das Kreuz des Kurfürstentums Köln, zu dem die meisten Hürther Stadtteile seit dem Mittelalter über mehrere Jahrhunderte bis zum Einmarsch der französischen Revolutionstruppen 1794 gehörten. Wegen dieses Kreuzes wollten die nationalsozialistischen Behörden das Wappen zunächst nicht genehmigen, da christliche Symbole damals nicht gern gesehen wurden. Das Staatsarchiv Düsseldorf rettete den Entwurf, indem es in seiner Stellungnahme pfiffig erklärte, dass es sich bei dem Kreuz in Wahrheit gar nicht um das des Kölner Erzbischofs, sondern um das des Deutschen Ordens handele, der von 1256 bis 1802 in Hermülheim eine Kommende besessen hatte. Da dieser deutsche Orden nach dem Ende der Kreuzzüge vor allem die Kolonisierung und Germanisierung des späteren deutschen Ostens (West- und Ostpreußen) betrieben hatte, was die Nazis ja bekanntlich weiter nach Osten fortzusetzen gedachten, konnte das Wappen nun genehmigt werden. - Silbernes halbes Zahnrad: Es symbolisiert die Hürther Groß- und Schwerindustrie, die mit dem Bau der ersten Brikettfabriken 1885 durch Moritz Wilhelm Ribbert ihren Anfang nahm und das Wirtschaftsleben der Stadt zumindest teilweise nach wie vor bestimmt. In der ersten Hälfte des 20. Jahrhunderts war Hürth eine ausgesprochene Industrie- und Industriearbeitergemeinde mit zahlreichen Braunkohlegruben und Brikettfabriken, einer bedeutenden chemischen Industrie sowie dem 1914 errichteten Goldenberg-Kraftwerk, dem seinerzeit größten und modernsten Braunkohlekraftwerk Deutschlands. |

Banner
Hissflagge

### Flagge
Der Stadt Hürth ist ferner mit Urkunde des Regierungspräsidenten in Köln vom 24. Februar 1984 das Recht zur Führung einer Flagge verliehen worden.
Beschreibung der Flagge: „Von Rot und Weiß im Verhältnis 1:1 längs gestreift, darauf zur Stange verschoben das Wappen der Stadt. Die Flagge kann in Form eines Banners und einer Hissflagge geführt werden.“

## Verkehr

### Schienenverkehr
Hürth gehört dem Verkehrsverbund Rhein-Sieg (VRS) an.
Im Stadtteil Kalscheuren liegt der Bahnhof Hürth-Kalscheuren. Der Bahnhof wurde auf Betreiben und auf Kosten der Stadt Hürth, die sich davon einen Imagegewinn versprach, Anfang 1992 für damals 14.000 DM von Kalscheuren in Hürth-Kalscheuren umbenannt. Dort zweigt die Eifelstrecke (Köln–Gerolstein–Trier) von der linken Rheinstrecke Köln–Bonn–Koblenz ab. Es halten die Eifel-Bahn RB 24 Köln–Jünkerath–Trier (Eifelstrecke) und die Mittelrheinbahn RB 26 Köln–Koblenz–Mainz (linke Rheinstrecke). Ebenso fährt die Rhein-Wupper-Bahn RB 48 Wuppertal–Köln–Bonn (linke Rheinstrecke) Hürth-Kalscheuren seit Dezember 2015 an. Alle Linien werden im Stundentakt betrieben, jedoch hält die Linie RB 48 zu Hauptverkehrszeiten zwischen Montag und Freitag zweimal die Stunde in Hürth.

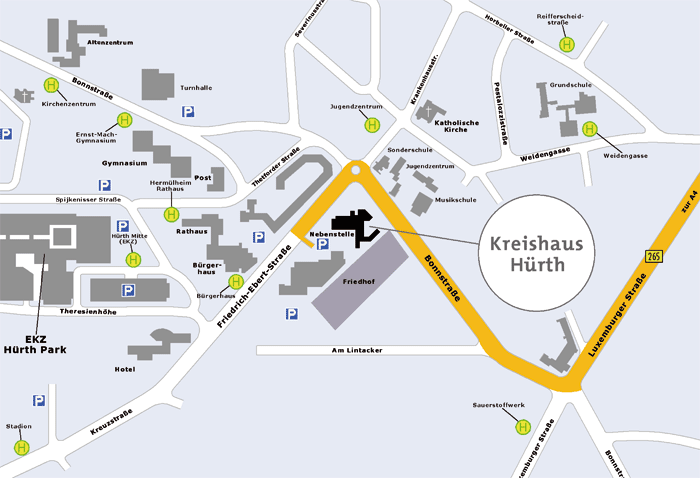
Anfahrt Hürth-Zentrum, Kreis- und Bürgerhaus
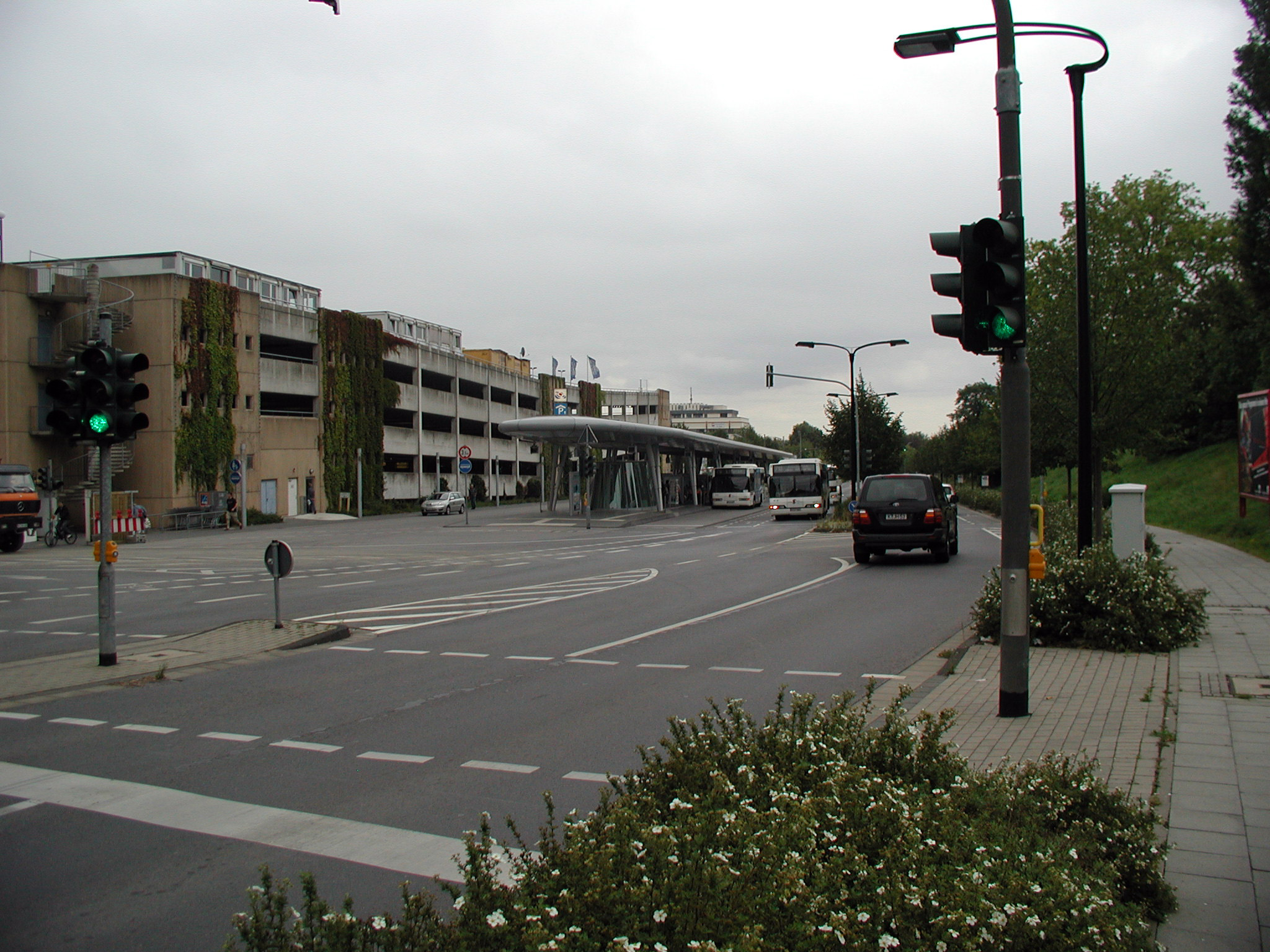
Einkaufszentrum Hürth Park mit Haltestelle Hürth Mitte/ZOB
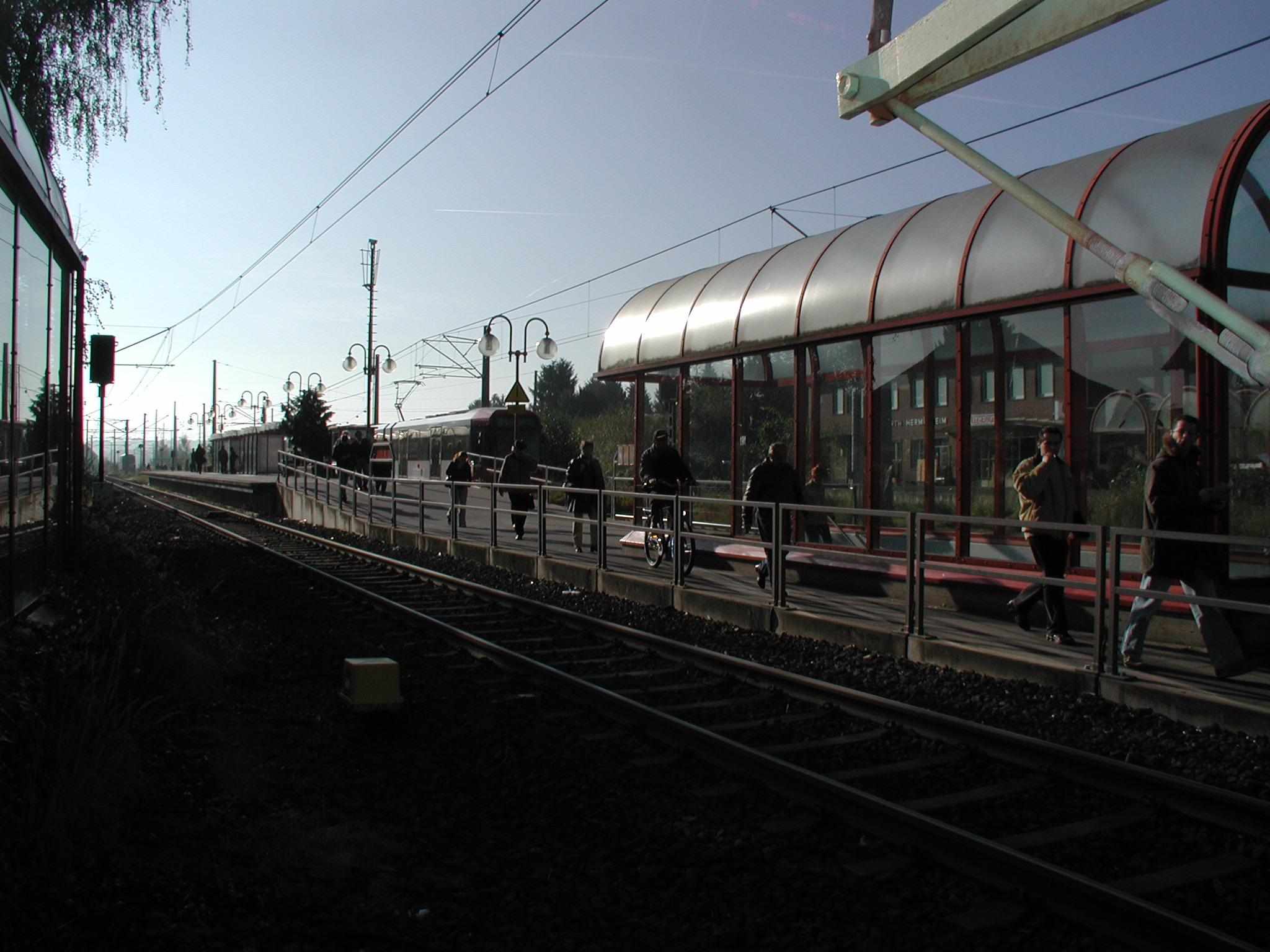
Stadtbahn-Bahnhof Hürth-Hermülheim
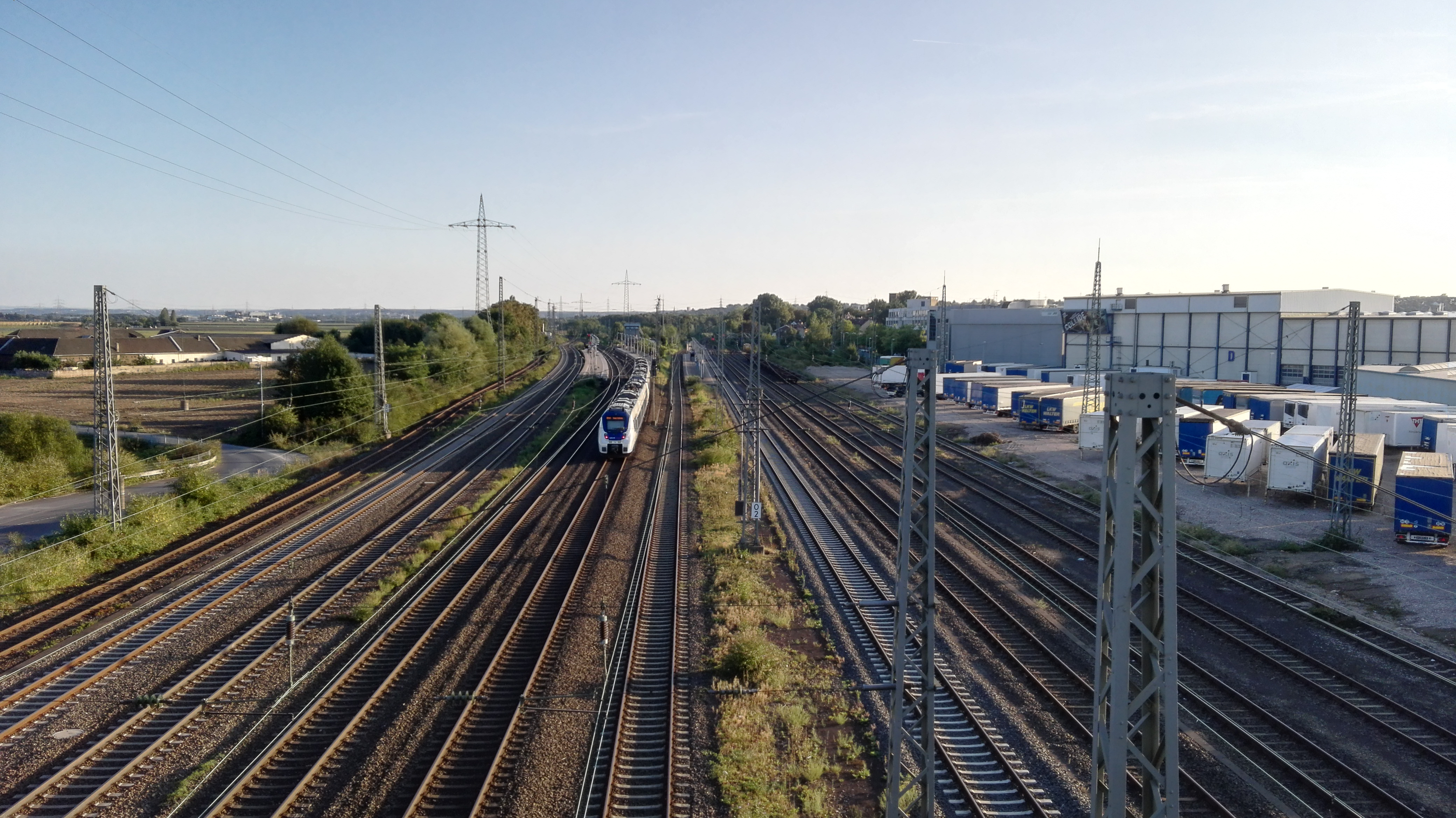
Bahnhof Hürth-Kalscheuren, einfahrender Zug der Linie RB 48

Hürth liegt außerdem an der früher eigenständigen Vorgebirgsbahn der ehemaligen Köln-Bonner Eisenbahnen (KBE), die heute als Stadtbahnlinie 18 betrieben wird. Im Stadtgebiet liegen die Haltepunkte Efferen und Kiebitzweg sowie die Bahnhöfe Hürth-Hermülheim und Fischenich. Der Güterverkehr auf der Strecke wurde eingestellt und auf die Teilstrecke Wesseling (Hafen), (DB-Übergang) Brühl-Vochem/ – Kendenich Gbf, Knapsack/Berrenrath verlegt. Hingegen wurde die „Schwarze Bahn“ von Köln-Sülz über Knapsack nach Berrenrath Ende 1968 für den Personenverkehr geschlossen. Für den Güterverkehr zum Chemiepark Knapsack mit Containerterminal und für Briketttransporte ist sie dagegen weiterhin (angeschlossen an den Güterbahnhof Kendenich – Übergang an die DB – und von dort über die Querbahn nach Wesseling zum Rheinhafen geführt) in Betrieb und diente bis 1972 auch als Verbindung zur Villebahn, die als Anschlussbahn zwischen den Braunkohlenwerken und der KBE (CBK) bzw. der Staatsbahn in Kalscheuren diente und weitgehend parallel nördlich an Alt-Hürth vorbei führte. In Planung befindet sich der Bau einer Stichstrecke der Stadtbahn vom Bahnhof Hürth-Hermülheim an der Vorgebirgsbahn zum Stadt- und Einkaufszentrum Hermülheim. Die Realisierung dieses Projekts scheiterte bislang an der Frage der Kostenübernahme.
Wichtig ist noch die Nord-Süd-Bahn (Garzweiler) von RWE Power, die Braunkohle aus den neuen tiefen Tagebauen im Norden des Abbaugebietes zu den älteren Brikettfabriken und Kraftwerken auch in Hürth bringt.

### Busverkehr
Darüber hinaus gibt es zahlreiche Buslinien. Die Rhein-Erft-Verkehrsgesellschaft (REVG) bietet vom Busbahnhof am Stadtbahn-Bahnhof in Hermülheim aus die Linien 935 über Köln-Meschenich nach Brühl-Mitte (Stadtbahn), 960 über Frechen Rathaus (Stadtbahn) und Kerpen nach Bergheim und 979 über Erftstadt nach Zülpich an. Vom Busbahnhof Hürth-Mitte führt die Linie 910 über Stotzheim und Sielsdorf nach Frechen, die Linie 978 verbindet Berrenrath und Köln Hauptbahnhof, ohne jedoch das Zentrum Hürths anzufahren. Dazu verbindet die Kölner Verkehrsbetriebe (KVB) mit der Linie 192 den Bahnhof Hürth-Kalscheuren und Köln-Meschenich mit Kleinbussen in der Hauptverkehrszeit. Innerörtlich gibt es acht Stadtbuslinien des Stadtverkehrs Hürth GmbH (SVH), wobei zwei davon (715 und 717) als reine Schulbuslinien nur wenige Male pro Tag verkehren. Diese verkehren nicht an Sonn- und Feiertagen. Außerdem gibt es ein Anrufsammeltaxisystem, das den innerörtlichen Verkehr in den späten Abendstunden und sonntags übernimmt. Die Linien 711 (Hürth Mitte–Berrenrath), 712 (Hürth Mitte–Efferen), 713 (Hürth Mitte–Kendenich–Fischenich), 714 (Hürth Mitte–Kalscheuren–Fischenich), 718 (Hürth Mitte–Hermülheim–Fischenich) und 720 (Hürth Mitte-Hermülheim Stadtbahn) verkehren werktags tagsüber in einem 20-Minuten-Takt, samstags ganztags sowie bis auf die Linie 718 auch an Werktagen morgens und abends halbstündlich.
Die Neoplan-Niederflurbusse, die aus den Anfangstagen des Hürther Stadtbusses stammen, wurden 2009 durch neue, umweltfreundlichere Fahrzeuge des Typs Citaro von Mercedes-Benz ersetzt. Ursprünglich war geplant, dass ab Ende 2009 in Hürth wasserstoffbetriebene Stadtbusse fahren sollten. Dies wurde am 28. August 2008 vom Rat der Stadtwerke Hürth beschlossen, bis 2014 sollte im gesamten öffentlichen Personennahverkehr, soweit er von der Stadt betrieben wird, kein Kohlenstoffdioxid mehr ausgestoßen werden. Nach späteren Informationen war jedoch unklar, ob die Maschinenfabrik Augsburg-Nürnberg AG, mit welcher die Stadt anfangs über den Bau der Wasserstoffbusse verhandelte, diese überhaupt noch bauen will. Hürth hätte gute Voraussetzungen für den Betrieb von Wasserstoffbussen, da bei dem Unternehmen Vinnolit, welches in Hürth ansässig ist und Polyvinylchlorid produziert, viel Wasserstoff als Nebenprodukt entsteht. Stattdessen wurden am 27. April neue, auf konventionelle, aber dennoch umweltschonende Art betriebene Stadtbusse vom Typ Mercedes-Benz Citaro vorgestellt, welche seitdem in Hürth wie auch Brühl fahren. Durch die Kooperation der Verkehrsbetriebe sollen Wartungskostengespart werden. Die Busse sind mit dem Umweltgütesiegel „Blauer Engel“ ausgezeichnet.

### Straßenverkehr
Über die Anschlussstellen Gleuel und Hürth (die AS Hürth hieß früher Knapsack) ist die Stadt direkt an die A 1 angebunden. Die östlichen Stadtteile und das Industriegebiet Kalscheuren nutzen auch die Bundesautobahn 553 ab Brühl für die Auffahrt zur A 1 / A 61 oder alternativ die B 265. Die Köln-Bonner Autobahn, A 555 ist von dort auch über die L 150 zu erreichen. Die Anschlussstelle Köln-Klettenberg an der Bundesautobahn 4 (Kölner Ring) liegt nur wenige Hundert Meter nördlich des Stadtteils Efferen unmittelbar an der Stadtgrenze. Die Stadt hat so mit Einschluss weniger Teile der Nachbarstädte einen eigenen stadtnahen Autobahnring.
Die B 265, Luxemburger Straße, Trier–Köln, mit der am Vorgebirge entlangführenden Bonnstraße L 183 / K 2 sind das Verkehrskreuz für den Hürther Nah- und Regionalverkehr. Seit Jahren ist geplant, die Stadtteile Efferen und Hermülheim durch eine Umgehungsstraße der Luxemburger Straße, die B 265n, zu entlasten. Der Baustart war schließlich im November 2015, im März 2021 wurde die Ortsumgehung eröffnet.
Am 25. Juni 2008 wurde der Hürther Bogen eröffnet, eine innerörtliche Straße, welche den Hürth Park und die Straße Theresienhöhe direkt mit der Luxemburger Straße verbindet. Beiderseits soll außer Wohnbebauung auch Büro- und Geschäftsräume geschaffen werden. Zwischen den Richtungsfahrspuren ist ein breiter Grünstreifen angelegt, welcher der geplanten Verlängerung der Stadtbahn bis zum Einkaufscenter Hürth Park weichen würde, falls diese realisiert wird.

## Wirtschaft

### Kohle – Chemie
Einst brachte der Braunkohletagebau im Rheinischen Braunkohlerevier und das RWE-Braunkohle-Kraftwerk Goldenberg, in seinem Gefolge die energieintensive Chemie-Grundstoff-Industrie, Hürth zu Reichtum. Nach dessen Auslaufen (1988) und dem Strukturwandel der Chemie ist auf dem Knapsacker Hügel (dem einzig nicht ausgekohlten Ville-Teil) ein vielfältiger Branchenmix vor allem aus Chemie- und Energieindustrie aber auch Dienstleistungen entstanden. Zu nennen sind hier YNCORIS GmbH & Co. KG (ehemals InfraServ GmbH & Co. Knapsack KG) als Betreibergesellschaft des Chemiepark Knapsack, die RWE Power AG und die Rheinpapier-Papierfabrik. Nach Berrenrath hin schließt die einzige im Südteil der Ville verbliebene Brikettfabrik Ville/Berrenrath mit Kraftwerk an. Auch die mit Knapsack durch Produkten- und Prozessdampfleitungen verbundenen Fabrikteile südlich von Alt-Hürth (Chlorchemie Polyvinylchlorid) gehören zum Chemiepark. Hürth setzt auf Fernwärme. Begonnen wurde 1967 mit der Versorgung des Neubauzentrums Hürth-Mitte. Seit 1971 wird Fernwärme beim Kraftwerk Goldenbergwerk ausgekoppelt. Das Netz wird zügig ausgebaut, auch über die Stadtgrenzen hinaus zum Gewerbegebiet Marsdorf. Zuletzt wurde zusätzliche Fernwärme beim Rußwerk der Degussa in Kalscheuren bezogen. In Zukunft wollen die Stadtwerke im Verbund mit anderen Stadtwerken ein Biomasseheizkraftwerk bauen, um etwas unabhängiger von der Industrie zu werden.
Seit 2007 sind die Stadtwerke Mitglied im Verbund HyCologne, Wasserstoffregion Rheinland, die dies Beiprodukt des Chemieparks der Wasserstofftechnologie zugängig machen will, insbesondere auch für den Auto- und Busverkehr. Die Tankstelle wurde 2010 eröffnet. Die ersten Busse wurden 2011 betankt und eingesetzt.

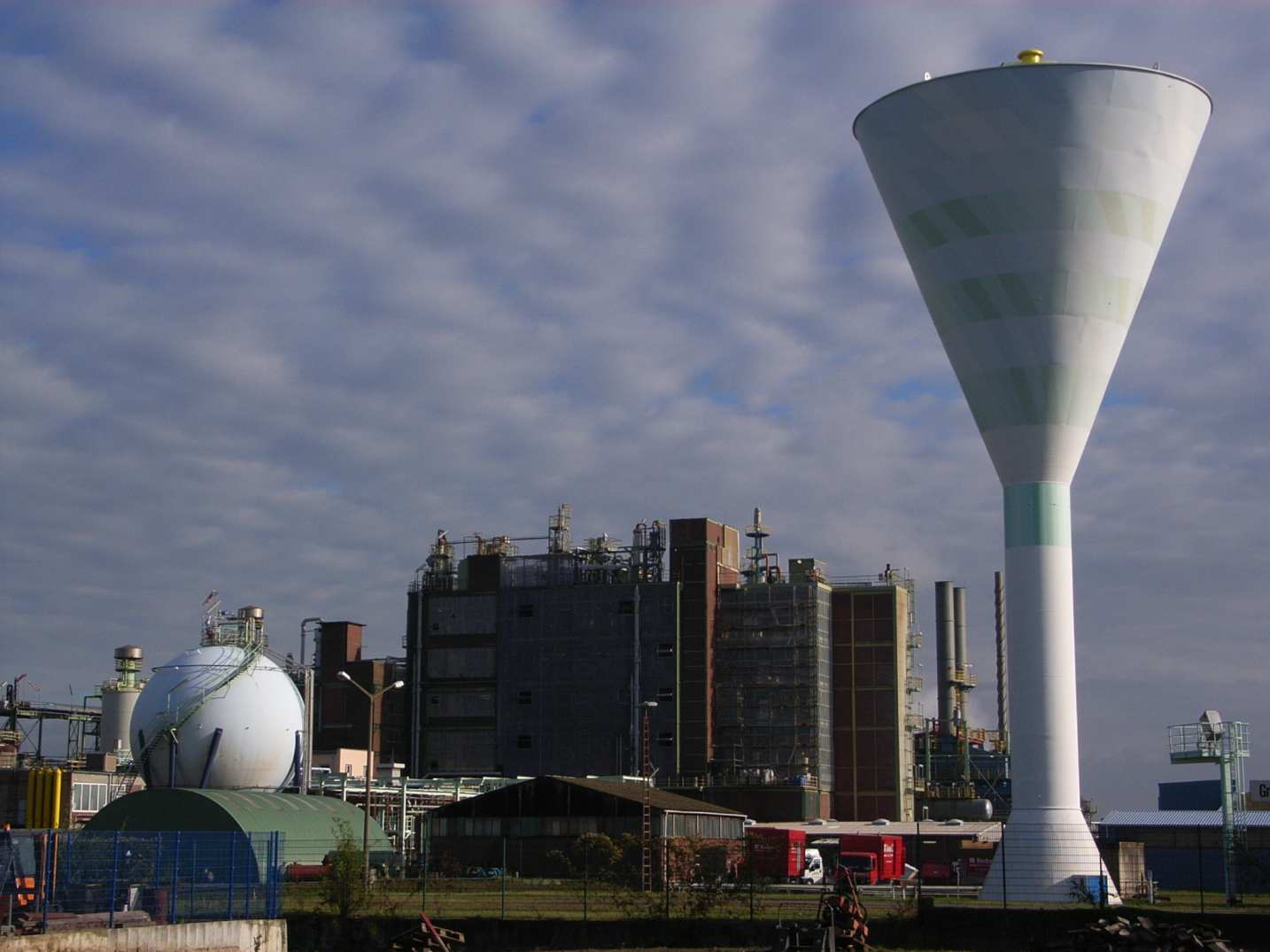
Wasserturm und Industrie, „Chemiepark Knapsack“
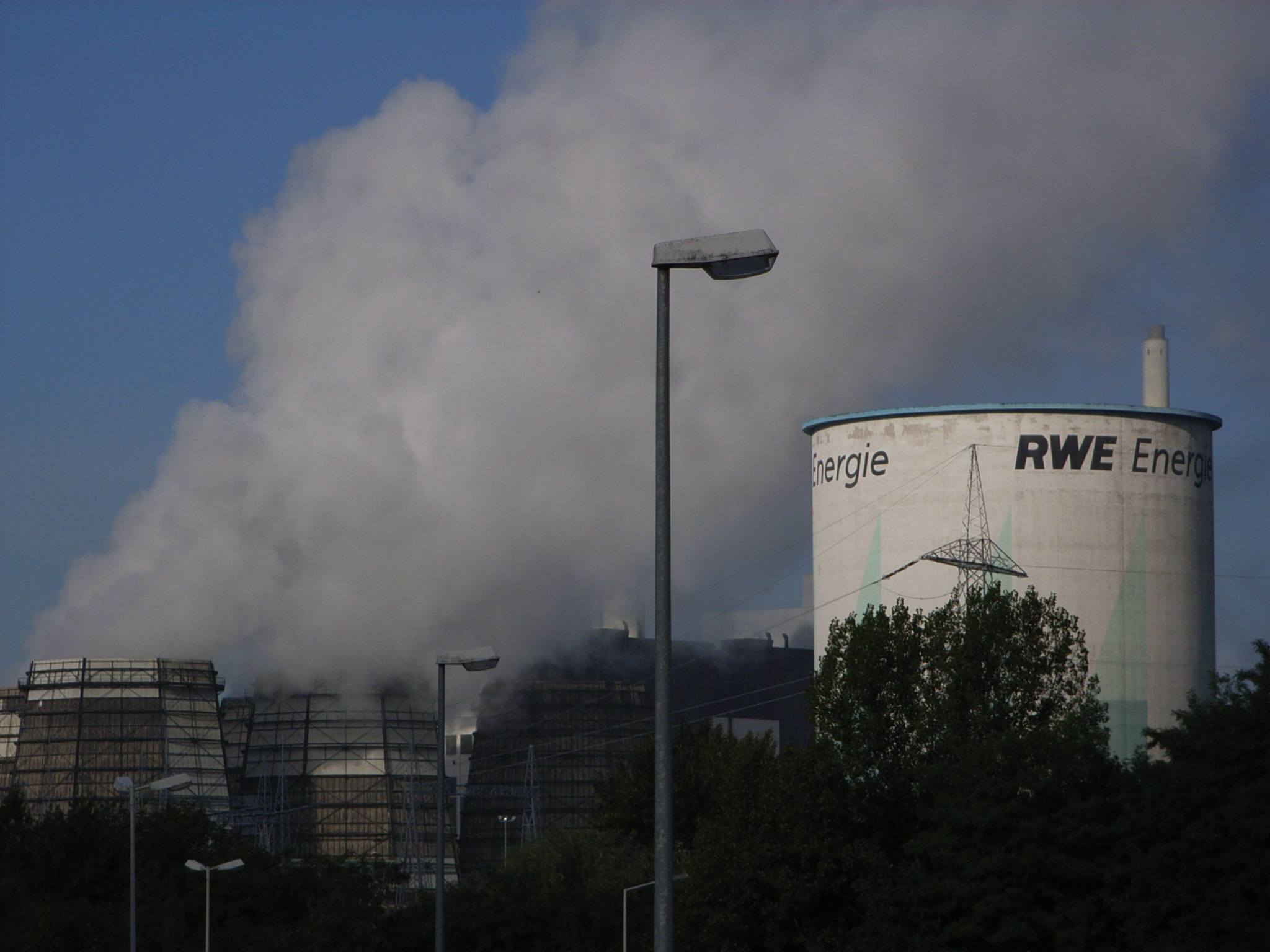
RWE Kraftwerk Goldenberg, Knapsack
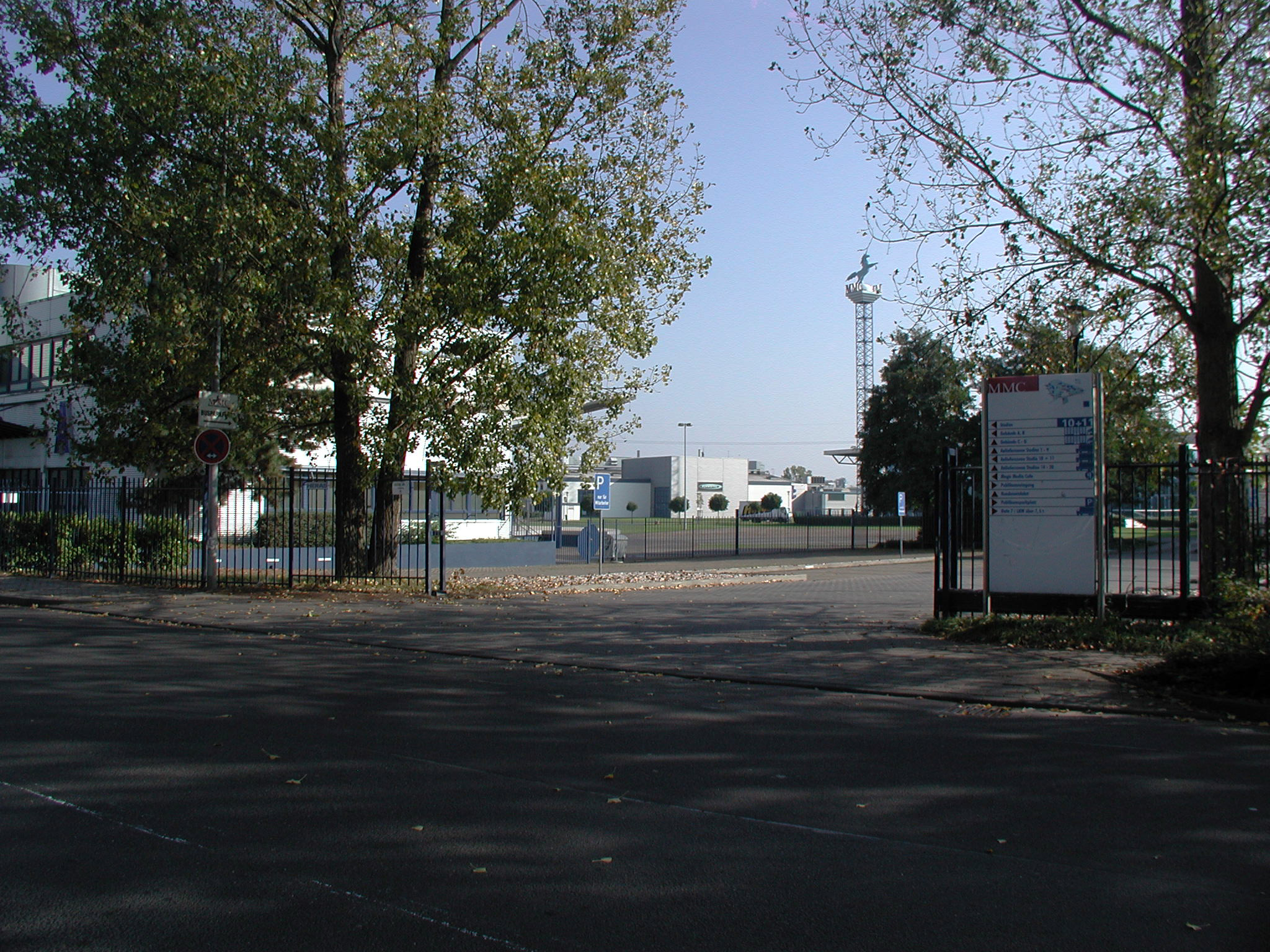
Kalscheuren, Medienzentrum
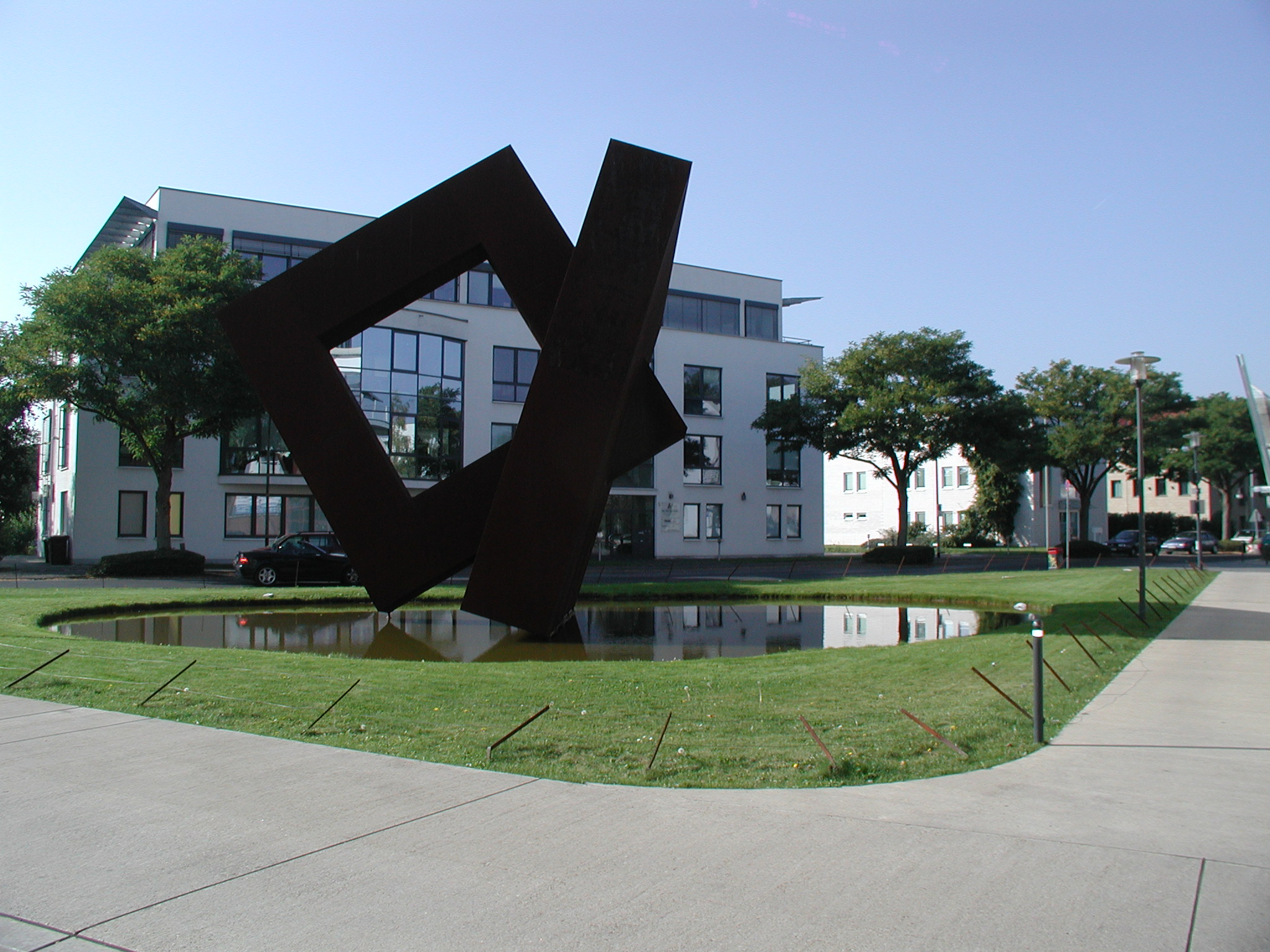
Efferen, Medienzentrum

### Weiteres
Seit 1872 besteht das Bäckereiunternehmen Klein’s Backstube.

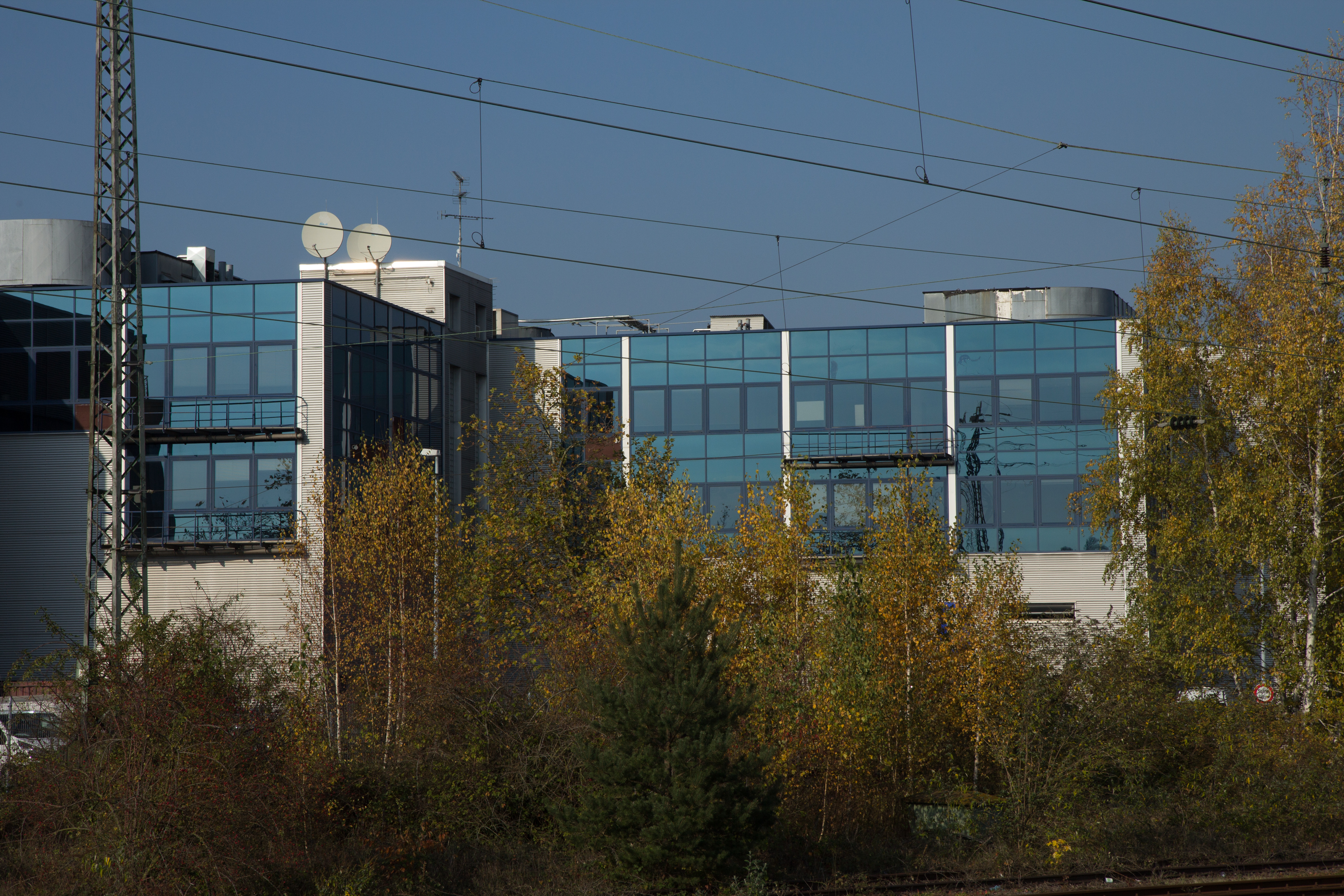
MP Medienparks NRW in Hürth-Kalscheuren

In Efferen und Kalscheuren hat die Medienindustrie Fuß gefasst. Hürth ist der europaweit größte Standort für private Fernsehproduktionen (Wer wird Millionär? unter anderem), die von Unternehmen wie beispielsweise Eyeworks oder MMC produziert werden.
In Efferen und Kalscheuren, Gleuel, Hürth-Hermülheim und Knapsack finden sich ausgedehnte Gewerbegebiete.
Seit 1977 gibt es den Hürth Park, ein Einkaufszentrum von überregionaler Bedeutung, das für Hürth prägenden Charakter hat. Dort befindet sich seit 1990 die UCI-Kinowelt, das erste Multiplex-Kino in Deutschland.
Insgesamt hat Hürth eine positive Pendlerquote, das heißt, es kommen mehr Menschen nach Hürth zur Arbeit als Hürther in andere Städte fahren.

### Hotellerie und Tourismus

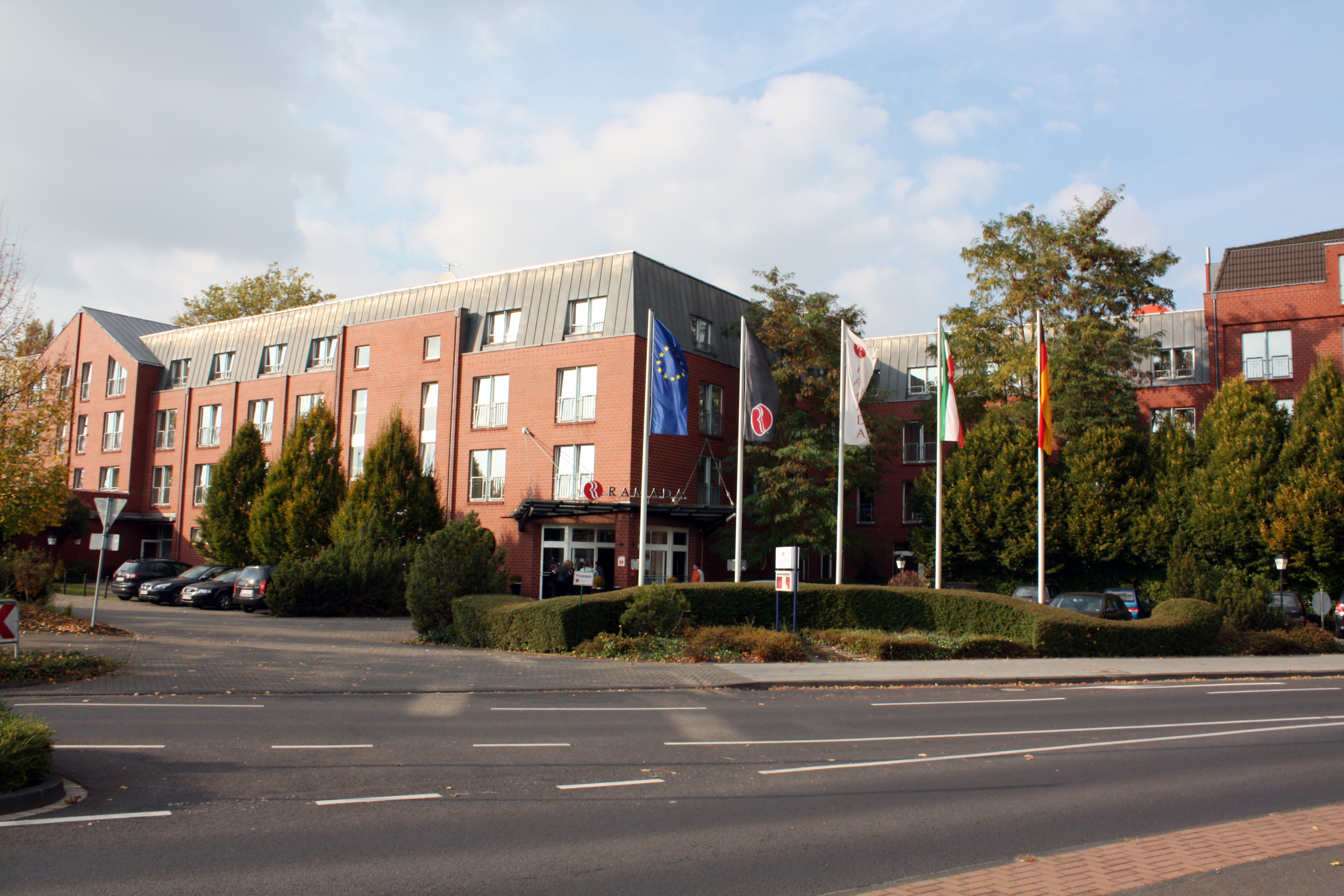
Hotel auf der Theresienhöhe

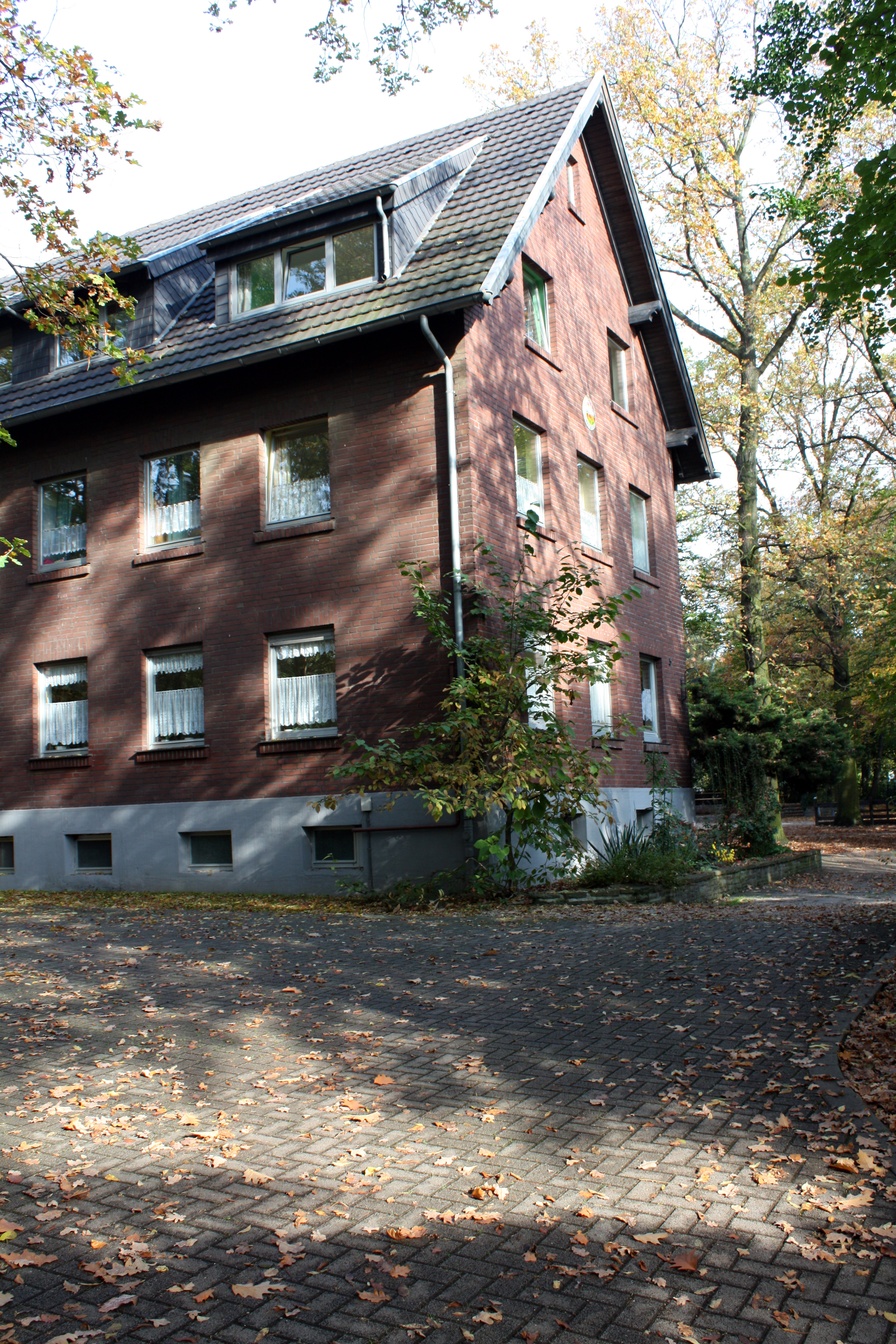
Naturfreundehaus

Hürth, nahe bei Köln gelegen, war schon vor dem Ersten Weltkrieg für den Tourismus aufgeschlossen. Waren es erst die Ausflugslokale (Kranzmaar und Hürther Talmühle) und die Postpferdewechselstationen an der Luxemburger Straße, so wurden bald in den Ortsteilen auch kleinere Hotels errichtet, die auch heute noch frequentiert werden. Der Touristenverein die Naturfreunde errichtete in den 1950er Jahren am Rande des Naherholungsgebietes Hürtherberg eine kleine Jugendherberge. Mit dem Wachsen der Bedeutung Hürths als Dienstleistungs- und Medienstandort wurde 1992 auf der Theresienhöhe ein Hotel mit über 300 Betten errichtet.

#### Wandern und Naherholung

Kalscheurer Weiher

Hürth grenzt an den Äußeren Kölner Grüngürtel, der durch einen Rundweg und den längeren Kölnpfad erwandert werden kann. Dort kann man auf dem Decksteiner Weiher und dem Kalscheurer Weiher Kahn fahren. Dann grenzt Hürth im Süden an die Villeseen im Naturpark Rheinland, die durch einen permanenten Wanderweg der Wandergesellen Alt-Hürth im Deutschen Volkssportverband, der deutschen Sektion des IVV, den Villeseenwanderweg, von Kendenich aus mit Längen von 5, 10 oder 13 km erwandert werden können. Auf dem Liblarer See kann man segeln, auf dem nur teilweise unter Naturschutz stehenden Bleibtreusee ist ein Schwimm-Strand und ein Wasserskilift. Erholungsgebiete innerhalb des Stadtgebiets sind der zum Naturpark gehörende Otto-Maigler-See und das benachbarte Naturschutzgebiet des Hürther Waldsees, die durch einen ebenfalls von den Wandergesellen betreuten Rundwanderweg von 7 oder 13 km erwandert werden können. Am Otto-Maigler-See ist ein überörtlich anziehendes Strandbad, in dem auch Popkonzerte stattfinden, gelegen. Es ergänzt im Sommer das Hallen- und Freibad im Zentrum Hürths. Auf dem See ist Rudern, Windsurfen und, wie bei allen Seen (außerhalb der Naturschutzgebiete), Angeln möglich. Einen kleinen Rundweg gibt es auch rund um den Adolf-Dasbach-Weiher im Naherholungsgebiet Hürtherberg mit einem Aussichtspunkt an der Nordostecke. Als Fernwanderwege sind der durch Hürth führende Römerkanal-Wanderweg und der Rad- und Wanderweg entlang der römischen Agrippa-Straße Köln–Trier zu nennen. Auch eine der Trassen der Jakobswege, der Weg 2 im Rheinland, auch Via Coloniensis genannt, führt von Köln kommend über Efferen, Hermülheim, Kendenich und Fischenich und Brühl durch die Eifel bis Trier. In Hürth ist er teilweise identisch mit dem Römerkanal-Wanderweg. Schließlich verbindet die Erlebnisroute Südwest der Regio Grün innerhalb der Aktion Regionale 2010 den Kölner Grüngürtel am Duffesbach und dem Otto-Maigler-See vorbei mit dem Naturpark Rheinland.

### Zentren der Gastronomie
Mit der Luxemburger Straße hat Hürth eine der wichtigsten und stark frequentierten Fernverkehrsstraßen, die schon immer Gastronomie-Betriebe anzogen und an der auch heute noch zahlreiche Lokale zu finden sind. Heute haben sich dazu auf der grünen Wiese zwischen den Stadtteilen Efferen und Hermülheim gleich drei Systemgastronomie-Betriebe angesiedelt, die mit Parkplätzen auf überörtliche, insbesondere Kölner Kundschaft spekulieren: McDonald’s das erste, Cafe Del Sol (2011) und zuletzt L’Osteria (2014).
Im Zentrum von Alt-Hürth konzentrieren sich dagegen über neun Fast-Food-Lokale mit teils spezifischen Charakteren (Griechisch, Italienisch oder Türkisch), mit dem nach eigenen Angaben größten Lokal mit Lieferservice an der Peripherie in der ehemaligen Talmühle sind es sogar zehn. Dazu kommt noch ein Kaffee mit „bürgerlichem“ Mittagstisch und eine Gaststätte und ein griechisches und ein italienisches Restaurant.

## Kliniken und Pflegeheime
Die sechs Kliniken in Hürth haben als private meist hochspezialisierte Unternehmen sowohl wirtschaftliche Bedeutung für die Stadt als auch zentrale Bedeutung für die Krankenversorgung des Raums im Umland von Köln. Besonders hervorzuheben ist das Sana-Krankenhaus, die erste ehemals kommunale Klinik, die privatisiert wurde.

### Notarztdienst
Sana stellt auch das ärztliche Personal für den Notarzteinsatz. Dazu wird ab 2016 das Notarzteinsatzfahrzeug in einem eigenen Gebäude mit Aufenthaltsbereich für den Rettungsassistenten direkt am Krankenhaus stationiert, um die Einsatzwege zu verkürzen. Der moderne Einsatzwagen der Hürther Feuerwehr wird als beispielhaft mit Stadtwappen und entsprechender Beschriftung seit 2015 von der Firma Herpa als Modell produziert.

### Pflegeheime
Vier Häuser bieten stationäre Pflege an: Das Rudi-Tonn-Haus wird von der Arbeiterwohlfahrt betrieben, drei andere Häuser von der Caritas. Meist wird auch zusätzlich Betreutes Wohnen angeboten. Das evangelische seit längerem von der Johanniter Siedlungsgesellschaft übernommene Altenheim in Efferen bietet keine Pflege an.

### Hospizverein
Der im Jahre 2005 gegründete Hospizverein bietet ambulante Betreuung und Begleitung für Schwerkranke und Sterbende, die zu Hause gepflegt werden, und deren Angehörige an.

## Zentrale Einrichtungen

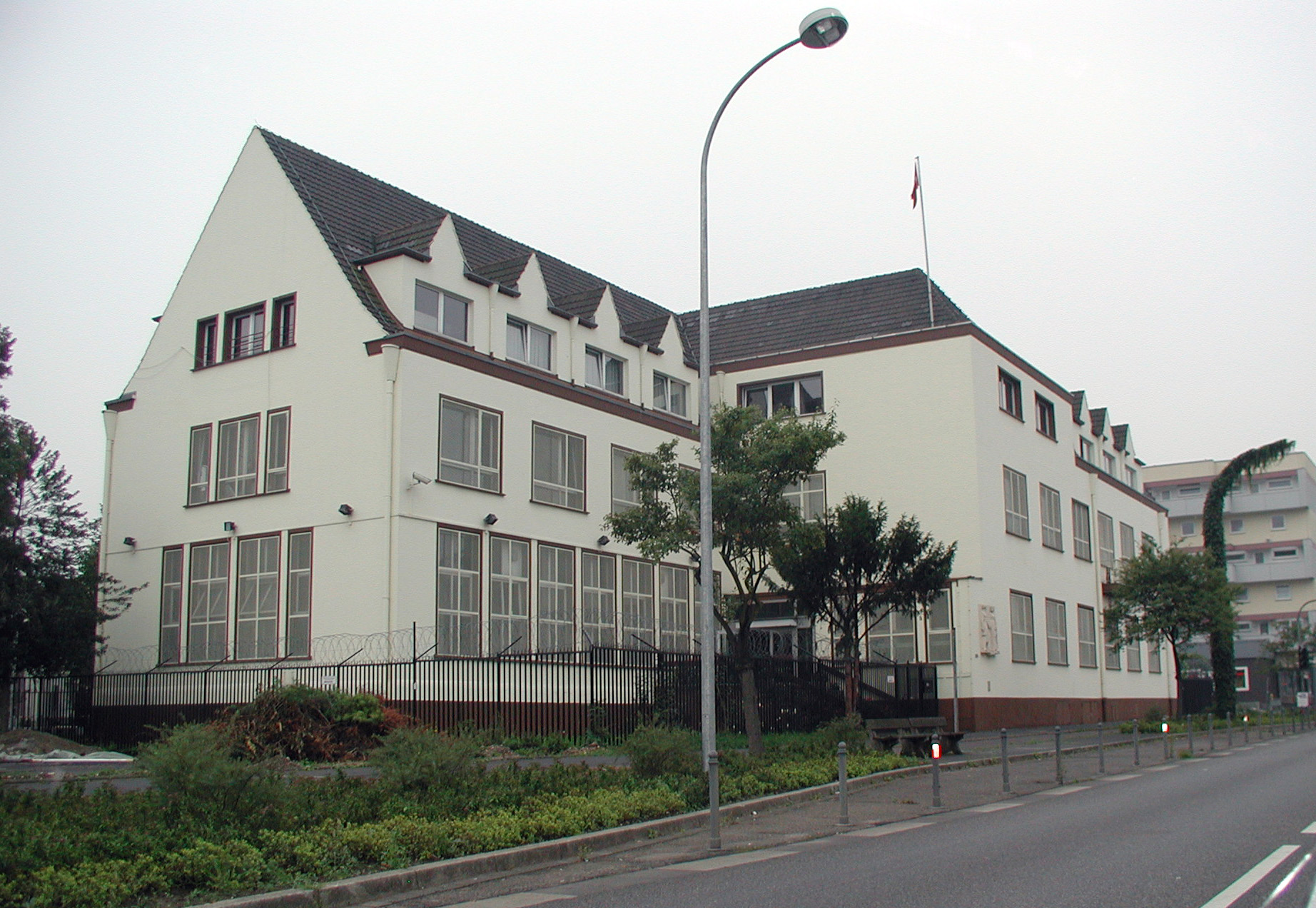
Türkisches Generalkonsulat, Luxemburger Straße

Wichtige zentrale Einrichtungen in Hürth sind das Türkische Generalkonsulat, angesiedelt 1984, das Bundessprachenamt, angesiedelt 1969, und die Deutschlandzentrale des Lazarus Hilfswerks des internationalen Lazarus-Ordens. Mit der Geschäftsstelle des Landesverbandes Nordrhein-Westfalen der Lebenshilfe ist eine Behindertenorganisation in Hürth vertreten, die sich für geistig Behinderte einsetzt. An Dienststellen des Kreises sind in Hürth in der Nähe des Rathauses und Bürgerhauses, Nebenstellen des Straßenverkehrsamtes und des Gesundheitsamtes für die Bürger der südlichen Teile des Rhein-Erft-Kreises angesiedelt.

## Partnerstädte
- Nissewaard (Niederlande) seit 1966
- Thetford (England) seit 1966 (Ringpartnerschaft)
- Argelès-sur-Mer (Frankreich) seit 1988;
- Kabarnet (Kenia) seit 1988
- Skawina (Polen) seit 1996 (Ringpartnerschaft)
- Burhaniye (Türkei) seit 2011
- Peremyschljany (Ukraine) seit 2021

Die Partnerschaft mit Kabarnet entstand nach dem Nord-Süd-Bericht von 1980 der Nord-Süd-Kommission, der Willy Brandt vorgesessen hatte, und dem darauf folgenden Kölner Aufruf von 1985 Von der Wohltätigkeit zur Gerechtigkeit. Gleichzeitig entstand damals die Kölner Partnerschaft mit Corinto (Nicaragua). Den Kontakt zu den Partnerstädten pflegt sehr intensiv der Partnerschaftsverein. Am 8. September 1991 nahm die Stadt die ihr vom Europarat für ihr Engagement in der Internationalisierung verliehene Europafahne entgegen.

## Sehenswürdigkeiten

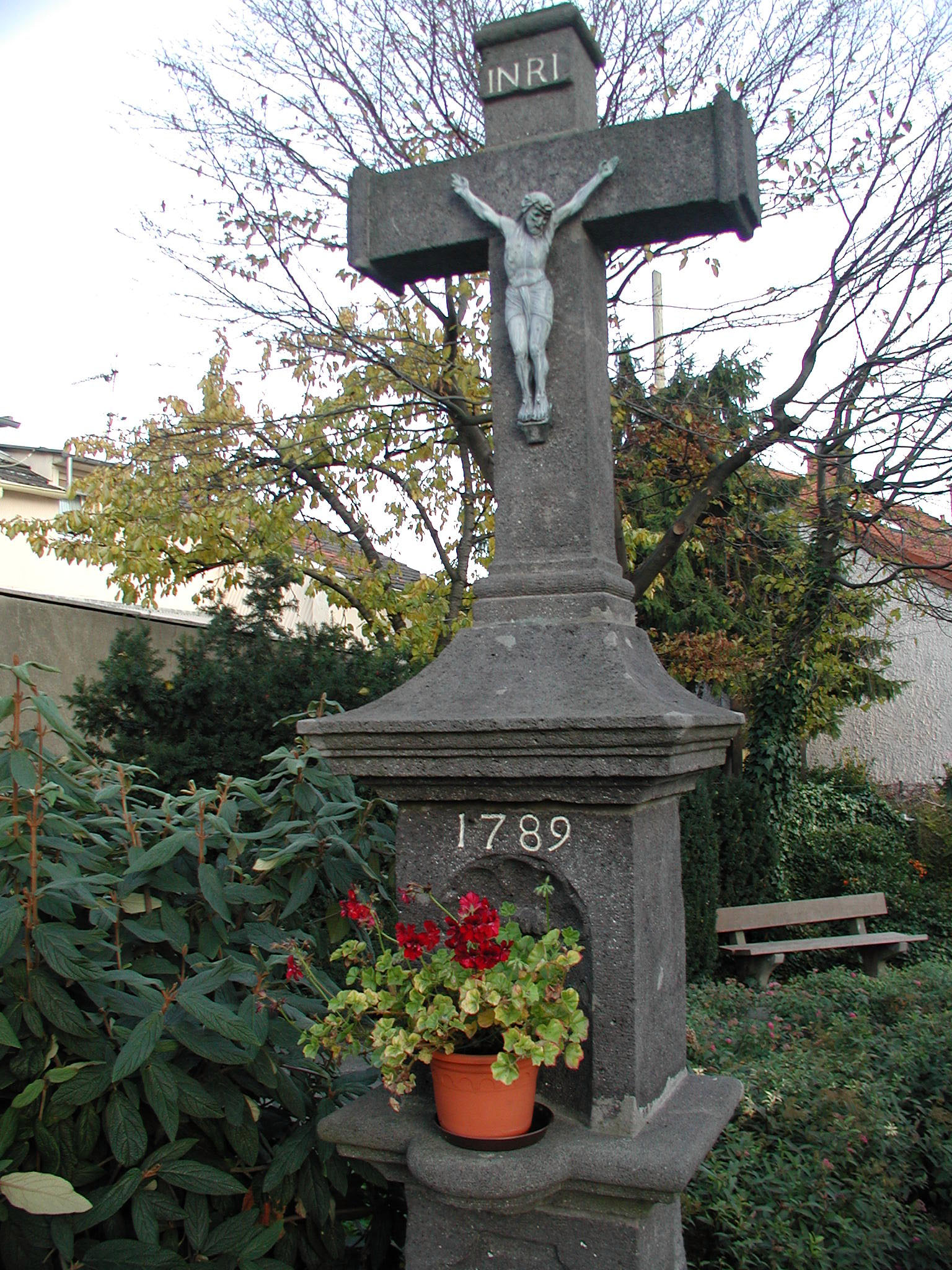
Fischenich, Wegekreuz von 1789

Durch Hürth führte die Eifelwasserleitung, ein römischer Aquädukt zur Versorgung der Stadt Köln mit gutem Eifelquellwasser. Vor dem Bau der Eifelwasserleitung wurden im heutigen Stadtgebiet bereits einige Quellen und Bäche für diesen Zweck genutzt. Reste dieser Wasserleitungen finden sich immer noch im Untergrund der Stadt. Der gekennzeichnete Römerkanal-Wanderweg führt entlang der Trasse der Eifelleitung durch das Stadtgebiet vorbei an aus dem Boden gehobenen und aufgestellten Teilstücken (Alt-Hürth an Kirche/Schwimmbad und Hermülheim am Bürgerhaus) und an im Boden freigelegten Leitungsteilen wie an der Grenze von Hermülheim zu Efferen hinter der Realschule. Jenseits der Stadtgrenze (Berrenrather-/Militärringstraße) liegt die freigelegte Entschlammungsanlage.
Außerdem sehenswert sind die Burgen im Stadtgebiet: Burg Efferen, Burg Kendenich und Burg Gleuel (mit Oldtimermuseum) sowie Burg Schallmauer bei Berrenrath; Reste von Burgen in Fischenich, Burg Hermülheim und Alt-Hürth.
Sehenswerte Sportstätten sind das Stadion mit Tribüne aus den 1930er Jahren mit benachbarter Radrennbahn, die Berufsschule und das ehemalige Schwimmbad in Alt-Hürth sind sehenswerte Denkmäler aus den 1930er Jahren.
Weitere Sehenswürdigkeiten:
- die denkmalgeschützten Bauten des Hürther Stadtbaumeisters Albert Lüttgenau in Alt-Hürth mit der Berufsschule, dem ehemaligen Schwimmbad und den Laubenganghäusern
- Löhrerhof in Alt-Hürth (restauriertes Fachwerk-Ensemble, jetzt Kultureinrichtung)
- die ehemalige Correns-Mühle in Gleuel
- Reste des ehemaligen Klosters Marienborn in Hürth-Burbach
- Römergrab in Efferen (am Bahnhof)
- Werkssiedlungen in Alt-Hürth, Knapsack, Efferen und die Gleueler Bergmannsiedlung
- ehemalige katholische Kirche St. Ursula, Zeltdachkirche, Kalscheuren; (weltbekannter, sechsfacher Apsidenbau von Gottfried Böhm 1954/56 nach Entwürfen von Dominikus Böhm, Denkmal, und Denkmal des Monats März 2006 Rheinischer Verein für Denkmalpflege und Landschaftsschutz (RVDL))
- das Ensemble der ehemaligen und der aktuellen Kirche von Alt-Hürth mit Pfarrhaus und ehemaligem Kirchhof in Verbindung mit Schwimmbad und Schule der Zeit nach dem Ersten Weltkrieg und modernstem Geschäftshaus am Brabanter Platz

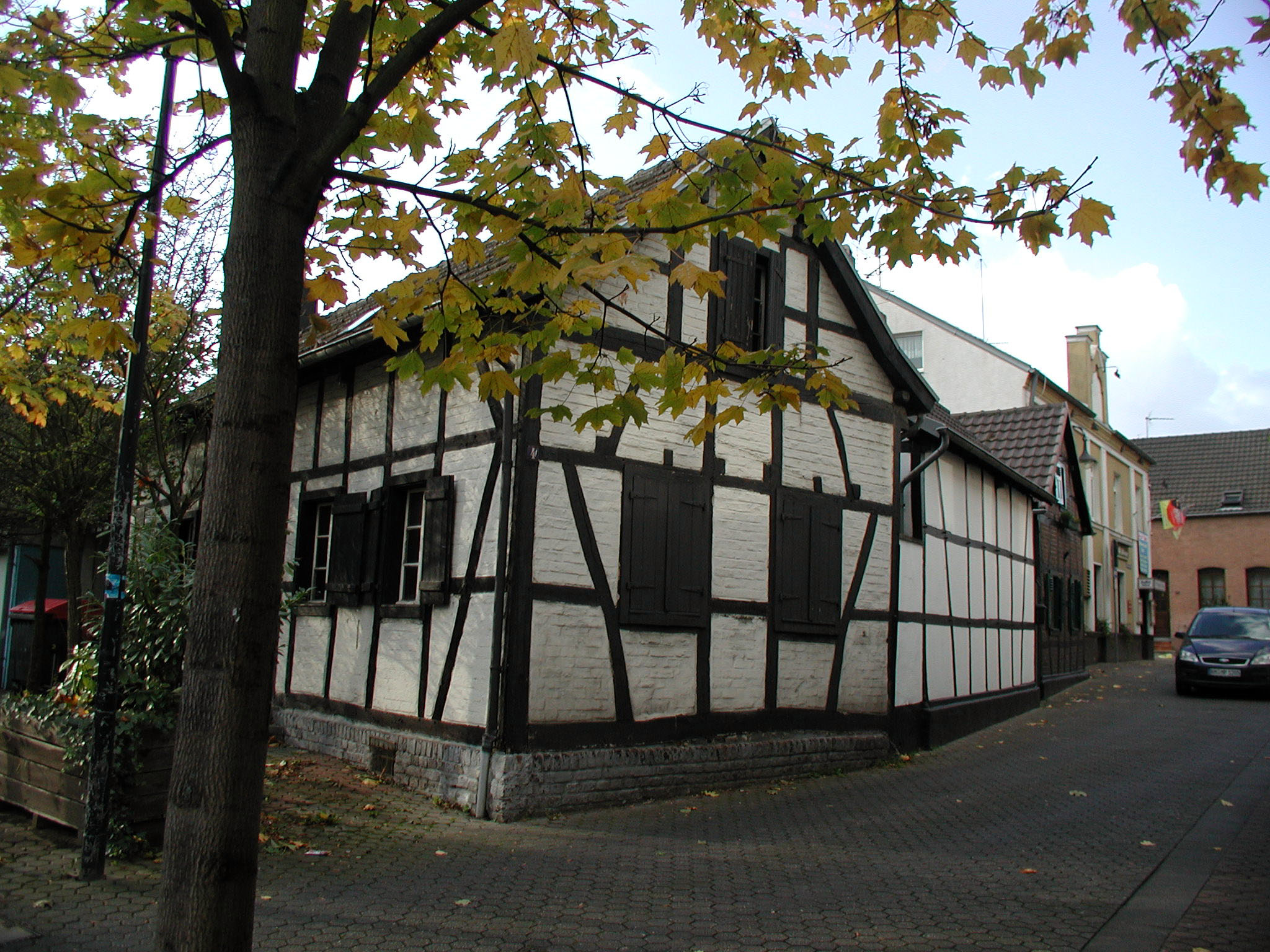
Fachwerk Pastoratstraße, hinten: „bei Paula“ in Alt-Hürth

- RWE: Kühlturm (jetzt teilweise Parkhaus) rund 70 m hoch und 35 m im Durchmesser, sowie zuckerhutförmiger Luftschutz- und Kraftwerkssteuerungs-Bunker „Winkel-Turm“ des Duisburger Konstrukteurs Leo Winkel (1885–1981)
- Eisenbahndenkmäler an der Frechener- und der Kreuzstraße, in Alt-Hürth
- Kriegerdenkmäler in allen Stadtteilen besonders in Alt-Hürth (Trierer Straße) mit Bombenopfern
- Feierabendhaus in Knapsack (Kultur- und Kongresszentrum ähnlich der Berliner Kongresshalle) von 1956 (Architekt Karl Hell, Köln), 2004 umfassend renoviert
- verschiedene Heiligenhäuschen oder Fußfälle (siehe Ortsartikel)
- Gebäude der ehemaligen landwirtschaftlichen Versteigerung in Fischenich sowie zahlreiche Häuser und Bauernhöfe unterschiedlichster Bauepochen in allen Stadtteilen.

An Naturdenkmälern und Natur- und Landschaftsschutzgebieten:
- Alter Friedhof in Knapsack mit Gefallenendenkmal und mit Massengrab der in Knapsack (ehem. Barackenlager Alleestraße) gestorbenen oder durch schlechte Arbeitsbedingungen umgebrachten russischen Kriegsgefangenen und Zwangsarbeiter (mit Gedenkstein der sowjetischen Militärmission)
- Naherholungsgebiet Hürtherberg mit Adolf-Dasbach-See
- Otto-Maigler-See mit Schwimmbad, Surf- und Rudermöglichkeiten als gelungenes Beispiel für Rekultivierung im Naturpark Rheinland
- Naturschutzgebiete um den Hürther Waldsee, dem Nordfeldweiher und zwischen Knapsack und der Luxemburger Straße
- Kölner Grüngürtel zwischen Efferen und Köln
- Der vielfach ausgezeichnete Gertrudenhof in Hermülheim hat als Erlebnis- und Schulbauernhof überörtliche Bedeutung

## Persönlichkeiten

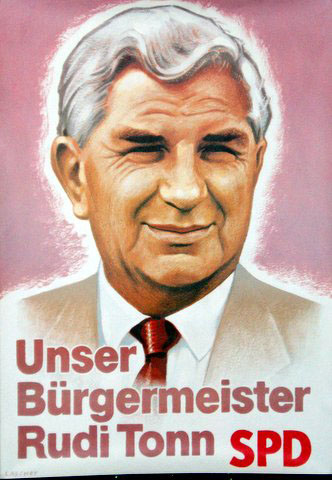
Rudi Tonn, Plakat von Willi Laschet

### Ehrenbürger
- Karl Ingenerf (1923–2005), Hauptschulrektor, ehrenamtlicher Bürgermeister (CDU), Ehrenbürger, Gründer zahlreicher Hürther Initiativen (zum Beispiel Hospiz, Seniorenunion, Heimat- und Kulturverein)
- Rudi Tonn (1923–2004), letzter ehrenamtlicher Bürgermeister (SPD), Ehrenbürger (2000)

### Söhne und Töchter der Stadt
- Ferdinand von Lüninck (1755–1825), Fürstbischof von Corvey und Bischof von Münster
- Johann Peter Weygold (1811–1876), Bürgermeister von Hürth und Efferen und 1867 erster in gleicher Wahl gewählter Abgeordneter im Reichstag (Norddeutscher Bund) für den Landkreis Köln
- Fritz Graff (1858–1929), Politiker, Mitglied des Preußischen Herrenhauses, Oberbürgermeister von Bochum
- Paul Henckels (1885–1967), Schauspieler
- Wilhelm Johann Müller (1901–1990), Bauingenieur und Hochschullehrer
- Josef Metternich (1915–2005), Opernsänger, Musik- und Gesangspädagoge
- Käthe Kyrion (1928–2019), Heimatdichterin
- Hans M. Schmidt (* 1936), Kunsthistoriker
- Jean Breuer (1938–2025), Radsportler (WM 1972)
- Wilhelm Hoffsümmer (* 1941), katholischer Priester und Autor
- Hannelore Werner (* 1942), Rennfahrerin
- Klaus Lennartz (1944–2019), MdB 1980–2002 und Landrat 1984–1995, in Efferen geboren
- Hans Peter Wollseifer (* 1955), Unternehmer, Präsident des Zentralverbandes des Deutschen Handwerks
- Brigitte Mandt (* 1960), Präsidentin des Landesrechnungshofes Nordrhein-Westfalen
- Erika Bergheim (* 1961), Köchin
- Manfred Mohr (* 1961), Chemiker, Lyriker, Trainer und Autor
- Carsten Held (* 1963), Philosoph und Hochschullehrer
- Ralf Friedrichs (* 1964), Autor und Moderator
- Ingrid Retterath (* 1965), Reisebuch- und Wanderbuchautorin
- Michael Schumacher (* 1969), Rennfahrer (Bruder von Ralf Schumacher)
- Reinhard Kleist (* 1970), Comiczeichner und Graphikdesigner
- Ralf Schumacher (* 1975), Rennfahrer (Bruder von Michael Schumacher)
- Christoph Breuer (* 1983), Radsportler
- Julia Rick (* 1993), Wakeboarderin

### Sonstige Persönlichkeiten

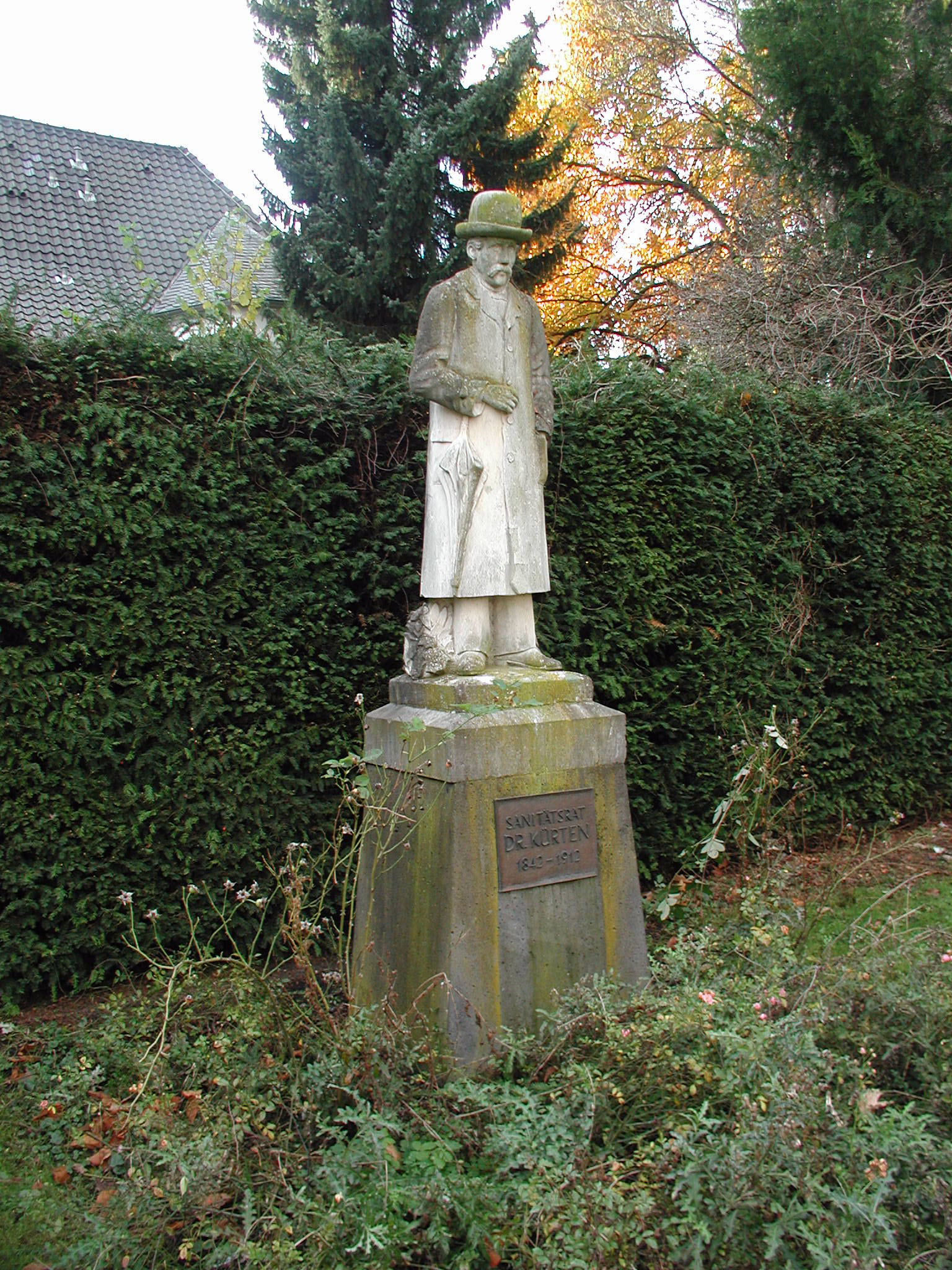
Kürten-Denkmal
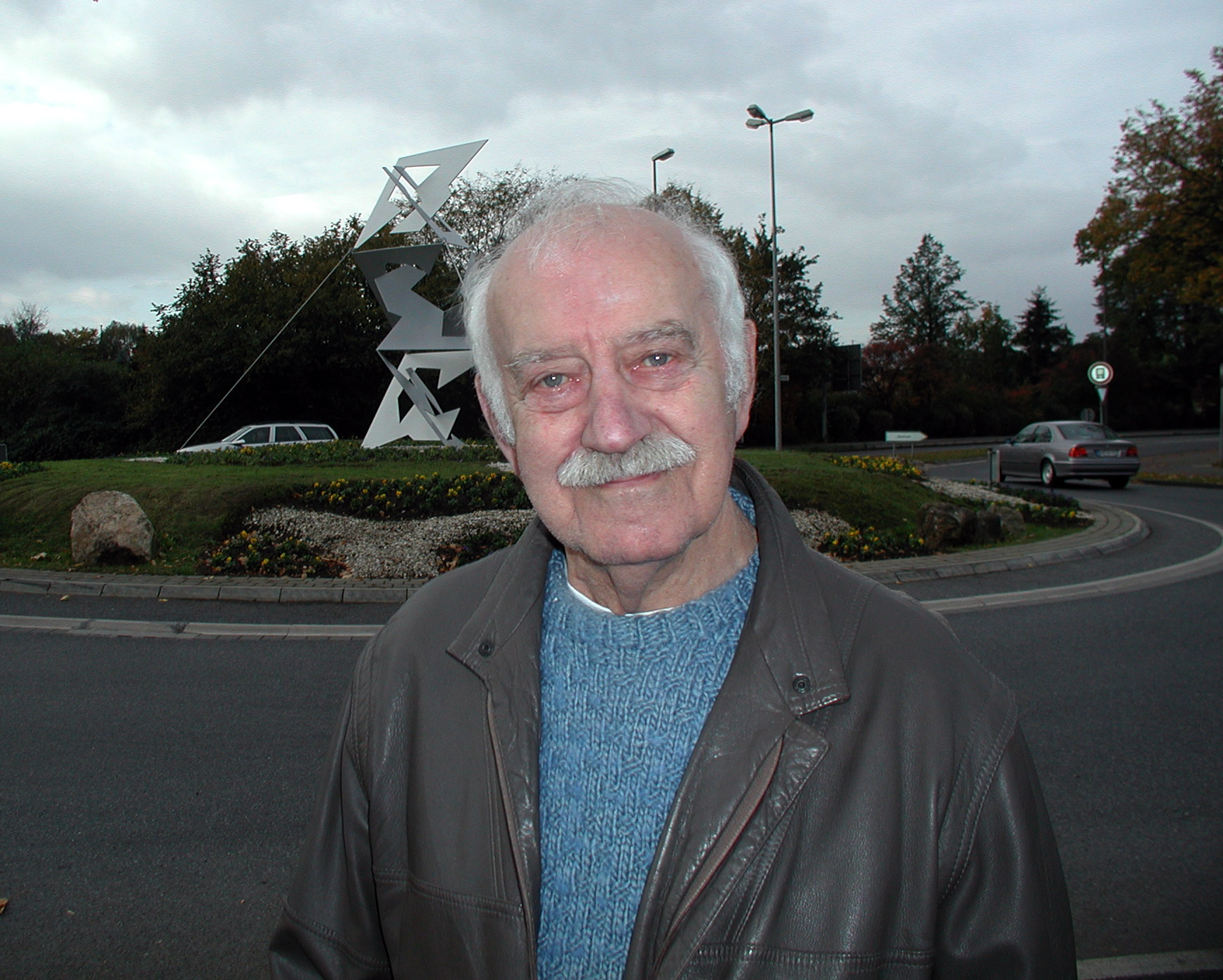
Willi Laschet vor einem seiner Objekte 2006
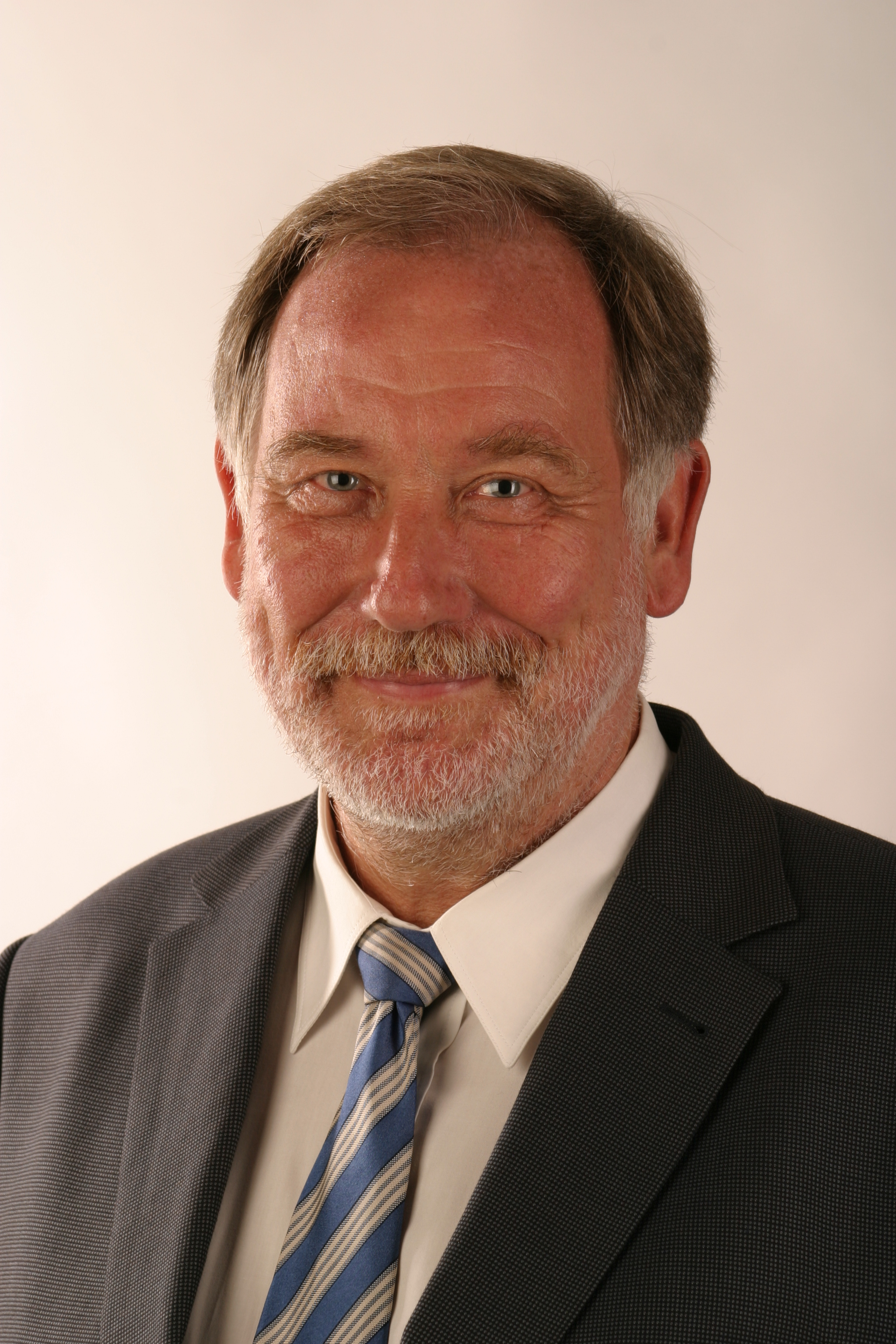
Walther Boecker

- Arnold Kürten (1842–1912), Sanitätsrat, über vier Jahrzehnte als (Armen-)Arzt für die Medizinische Versorgung in Hürth allein zuständig
- Bernhard Goldenberg (1872–1917), Erbauer des ersten Kraftwerks in Hürth
- Adolf Dasbach (1887–1961), Bergwerksdirektor der Grube Hürtherberg, erste Rekultivierung von Braunkohlengruben
- Herbert Sinz (1913–1989), Schriftsteller
- Wilhelm Disselbeck (1914–2001), Arzt in Alt-Hürth und Ärztefunktionär, Bundesverdienstkreuz 1. Klasse
- Heinz Hübner (1914–2006), Rektor der Universität zu Köln, wohnte in Efferen angrenzend ans Studentendorf Efferen
- Josef „Jupp“ Pick (1916–2002), Hürther ehrenamtlicher Sportmanager
- Willi Laschet (1920–2010), Kunstmaler und Graphiker, Kulturpreis der Stadt Hürth 1995
- Hubert Bruhs (1922–2005), Bildhauer, Kulturpreis der Stadt Hürth 1980
- Helmut Thoma (1939–2025), Medienmanager, wohnte seit 1998 in der Burg Schallmauer
- Tilman Röhrig (* 1945), Schriftsteller, Kulturpreis der Stadt Hürth 1985
- Karl-Josef Assenmacher (* 1947), ehemaliger Fußball-Bundesligaschiedsrichter
- Willi Zylajew (* 1950), Bundestagsabgeordneter 2002–2013
- Carola Clasen (* 1950), Schriftstellerin, lebt in Hürth
- Hans J. Rothkamp (* 1950), Heimatforscher, Ritter des Radetzky- und des Distelordens, hat mehrere Bücher über Hürth geschrieben
- Walther Boecker (* 1952), ehemaliger, hauptamtlicher Bürgermeister (SPD)
- Martin Sommerhoff (* 1956), Kabarettist, Kulturpreis der Stadt Hürth 1989, wohnt in Hürth
- Gabriele Frechen (* 1956), Bundestagsabgeordnete 2002–2009
- Anne Will (* 1966), Fernsehmoderatorin, ging in Hürth zur Schule
- Carsten Sebastian Henn (* 1973), Schriftsteller, Kulturpreis der Stadt Hürth 2005
- Ralf Grabsch (* 1973), Radrennfahrer, mehrfacher Teilnehmer bei der Tour de France,[63] lebt in Hürth
- Hagen Range (* 1974), Schauspieler und Kabarettist
- Claus „Seak“ Winkler (* 1974), anerkannter Graffitikünstler, Kulturpreis der Stadt Hürth 2005
- Katja Kutsch (* 1976), Schriftstellerin, lebt in Hürth
- André Greipel (* 1982), Radrennfahrer, Gewinner mehrerer Etappen der Tour de France und Deutscher Meister 2013 und 2014, lebt in Hürth
- Sarah Engels (* 1992), Popsängerin, wuchs in Hürth auf
- Nils Politt (* 1994), Radrennfahrer, mehrfacher Teilnehmer bei der Tour de France, Zweiter der Deutschland-Tour 2018, lebt in Hürth
- Marvin Obuz (* 2002), Fußballspieler, wuchs in Hürth auf
- Mareike Kreuzner, Wasserballspielerin (SV Wuppertal-Neuenhof), Mitglied der Bundesligamannschaft der Frauen, Nationalspielerin seit 2005
- Edzard Hüneke (* 1971), Marc „Sari“ Sahr und Nils Olfert, ehemalige Mitglieder der Band Wise Guys

## Vereine

### Sportvereine
Mit ganzen acht Vereinen ist Fußball die dominierende Mannschaftssportart in Hürth. Klassenhöchster Fußball-Verein ist derzeit der „FC Hürth“, der seit der Saison 2008/2009 in der Mittelrheinliga, einer von drei fünftklassigen Verbandsligen direkt unterhalb der westdeutschen Fußball-Regionalliga, spielt.
Mit dem „Rugby-Club 1960 Hürth“ existiert in der Stadt zudem einer der größten rheinischen Rugby-Vereine, der in der Vergangenheit in der ersten Rugby-Bundesliga spielte und zahlreiche Spieler für die deutsche Rugby-Nationalmannschaft stellte. Die erste Mannschaft des Rugby-Vereins spielt derzeit in der nordrhein-westfälischen Regionalliga. Das 2005 erweiterte Vereinsheim des „RC Hürth“ dient außerdem als Landesleistungsstützpunkt des nordrhein-westfälischen Rugby-Verbandes.
Seit 1979 hat die „Hürther Rudergesellschaft“ am Otto-Maigler-See ihren Sitz und ist einer der wenigen Ruder-Vereine im Kölner Umland, die ihren Fokus auf das Rennrudern haben und deren Ruderer zahlreiche Medaillen bei nationalen sowie internationalen Regatten holen konnten.

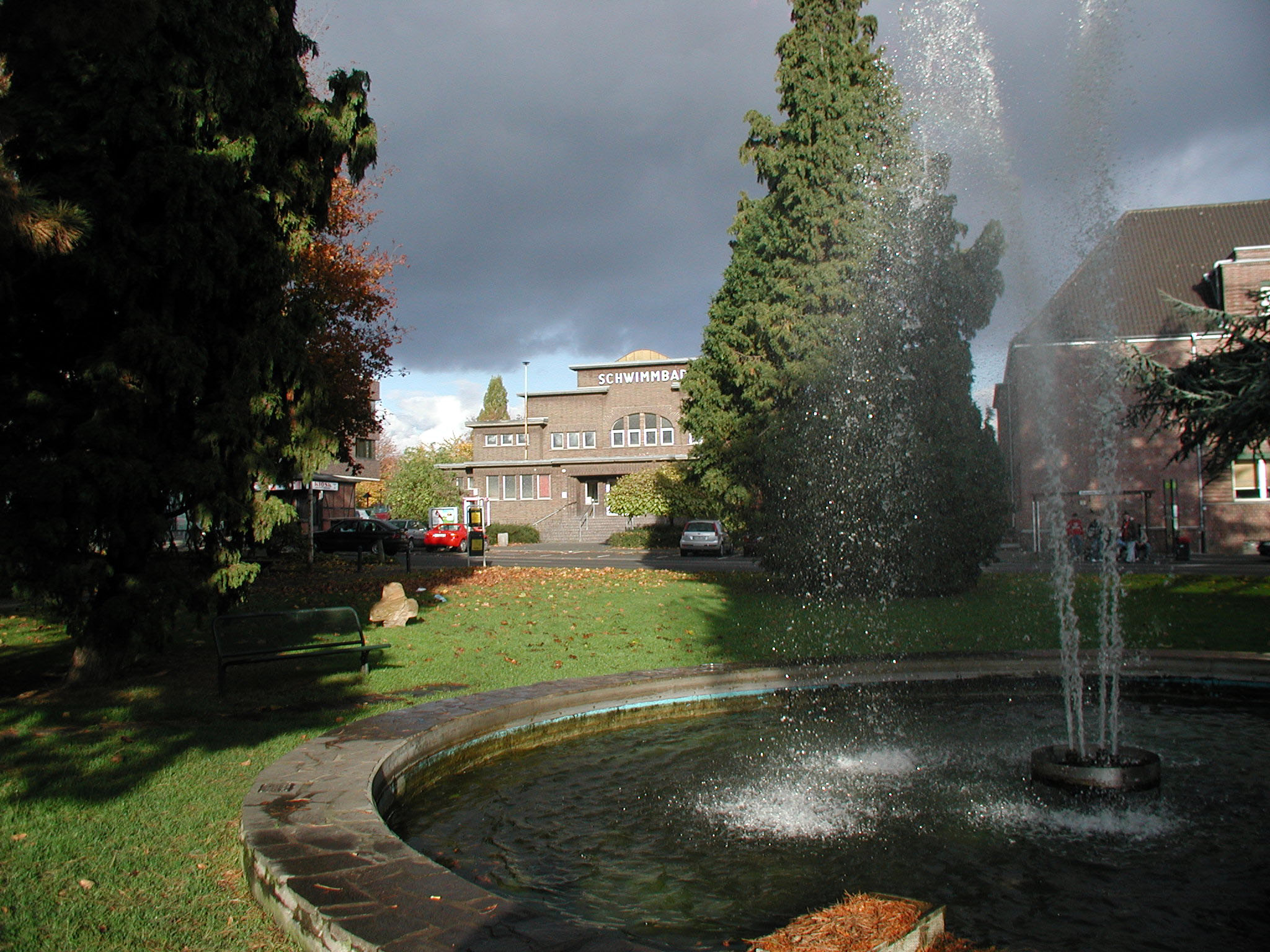
Alt-Hürth, ehemaliges Schwimmbad von 1930

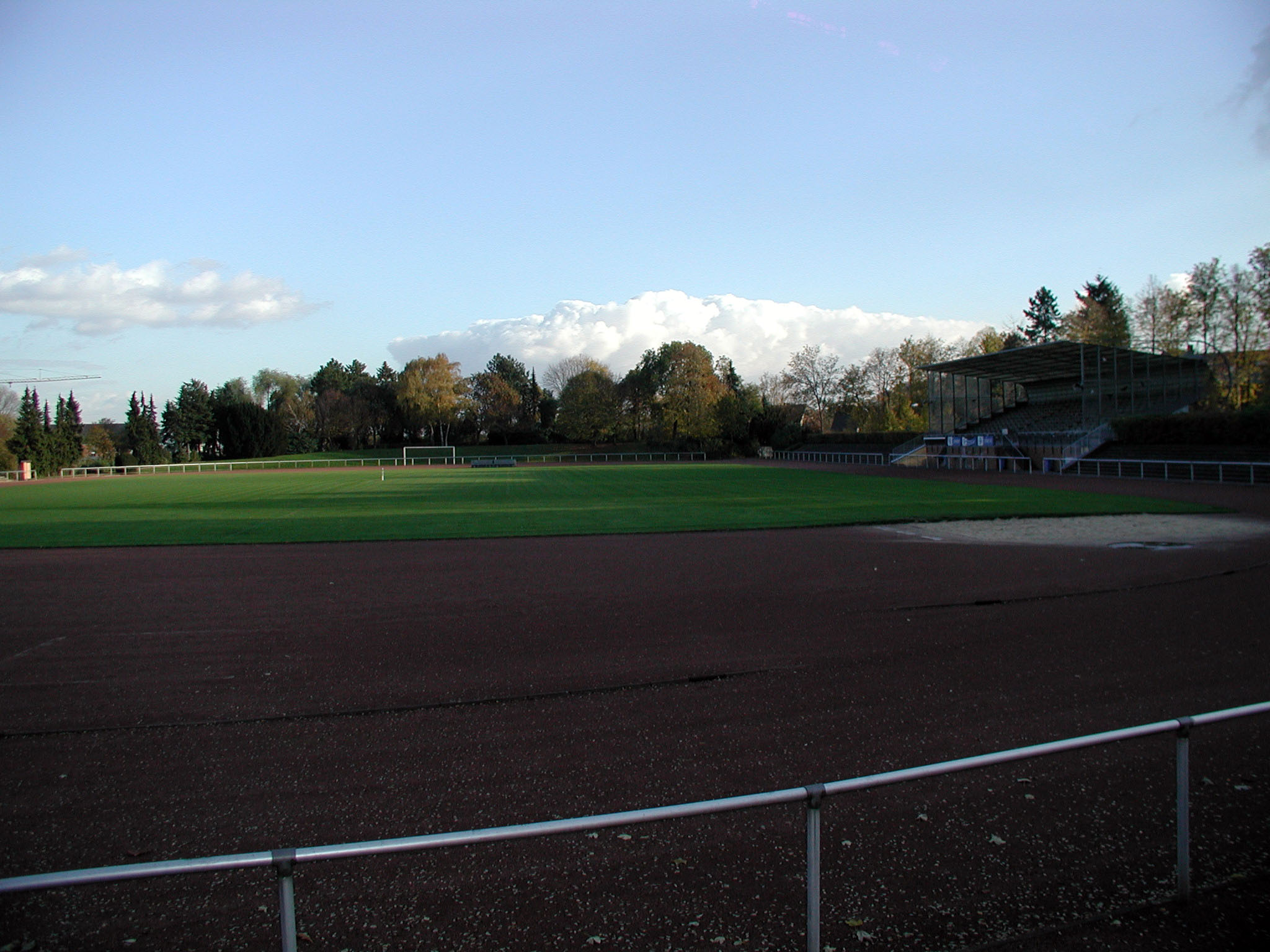
Alt-Hürth, Sportanlagen/Stadion

Im April 1930 wurde das Hürther Schwimmbad eingeweiht und seiner Bestimmung übergeben. Das Interesse der Bevölkerung schlug sich in der Gründung der beiden Schwimmvereine „Freie Wassersportvereinigung Groß Hürth“ und „BC Sparta“ nieder. Ziel beider Vereine war die Ausbildung von Nichtschwimmern und die Weiterbildung für Schwimmer. Trotz damaliger geringer Freizeit – infolge also wenig Übungsstunden – wurden schon bald Sportmannschaften gegründet, die erste Turniere und Schwimmfeste durchführten. Schon 1931 kamen von der „Freien Wassersportvereinigung Groß Hürth“ sowie der Hürther Ortsgruppe der DLRG erste Rettungsschwimmer für den Rettungsdienst am Rhein im Kölner Stadtbezirk Rodenkirchen zum Einsatz. Auch die zulässige Besucherzahl für das Schwimmbad wurde erstmals überschritten.
Die Radrennbahn Hürth von 1938 war schon die zweite Anlage. Sie wurde genutzt bis 1990. In Hürth gab es vier Radsportvereine (heute noch drei) und den Steherrennen-Amateurweltmeister Jean Breuer.
Sportlich treten des Weiteren heute vor allem der „Hürther Schwimmclub“, der „Berrenrather Billardclub“, „Budo-Sport YAMATO Hürth“, der „Turnverein Alpenglüh’n 1894“ (TVA, Fischenich), der 2013 zwei Mannschaften im Volleyball in der Oberliga hat, und dessen erste Mannschaft 2017/2018 in der 2. Liga spielt, der „HGV Hürth-Gleuel“ im Handball sowie der „Ringer Club Hürth“, der „KSV Efferen“ und der „Sportkeglerverein Hürth“ sowohl durch hervorragende Leistungen einzelner Sportler wie auch der Höhe der Spielklasse hervor. Der „THC Hürth“ bietet den Tennis- und Hockeyfreunden beste Trainingsbedingungen. Daneben gibt es zahlreiche weitere Sportvereine unterschiedlichster Prägung.

### Sonstige Vereine
In fast jedem Ortsteil gibt es gleich mehrere Karnevalsgesellschaften oder karnevalistisch aktive Stammtische und Nachbarschaften. Die ältesten sind wohl die Große Gleueler KG. von 1912, die Große Knapsacker KG. von 1935, die KG Hürther Funken „blau-weiss“ von 1938 e. V. und die Prinzengarde Rot-Weiß Hürth von 1947 e. V. Eine große Gründungswelle gab es Mitte der 1970er-Jahre.
In den größeren Orten gibt es Schützenbruderschaften. Die St. Hubertus Schützenbruderschaft Hürth-Hermülheim veranstaltete im Jahre 2012 das Bundesschützenfest des Bundes der Historischen Deutschen Schützenbruderschaften Köln e. V mit über 20.000 Schützen.
Einer der ältesten Spielmannszüge ist das Tambourcorps 1921 Hürth-Gleuel e. V. In Berrenrath pflegt die Maigesellschaft seit mehreren hundert Jahren ihr Brauchtum des Maispölls.
Als Beispiel für einen Verein, der eine der vielen Zuwanderungsgruppen vertritt, sei TüKSEM e. V (Türkisches Kultur-, Kunst- und Bildungszentrum) genannt, der schon seit 1985 den türkischen Migranten hilft, ihrer Kultur näher zu kommen. Der Verein ist mit seinen Künstlern schon zweimal in der Philharmonie Köln und auch auf vielen verschiedenen europäischen Bühnen aufgetreten.
Weiter gibt es in Hürth mehrere Brunnenvereine: in Berrenrath, Alstädten-Burbach und Gleuel.
Seit 2002 gibt es in Hürth die Musikinitiative Hürth Rockt e. V., die vor allem junge Bands aus Hürth unterstützt. Sie veranstaltet jährlich das Musikfestival „Rock am Teich“ auf dem Platz vor dem Hürther Bürgerhaus. Sie wurde 2011 mit dem Liberalen Preis der FDP Hürth sowie 2012 mit dem städtischen Kulturpreis ausgezeichnet.